# Port de Nantes
Le port de Nantes est un port de commerce aménagé au fond de l'estuaire de la Loire. On regroupe sous cette appellation les infrastructures du Grand port maritime de Nantes-Saint-Nazaire situées à Nantes, dans le département français de la Loire-Atlantique, destinées à  l'accueil des navires de commerce pour la réalisation d'opérations de manutention portuaire.

## Présentation
Les deux principaux sites du port de Nantes sont les terminaux de Cheviré (enclave nantaise sur la rive gauche de la Loire, au pied du pont éponyme) et ceux de Roche-Maurice, sur la rive droite, tous deux situés dans le quartier Bellevue - Chantenay - Sainte-Anne. Peu connues du grand public en raison de leur éloignement relatif du centre-ville de Nantes, ces zones industrialo-portuaires cumulent cependant 10% des trafics du Grand port maritime de Nantes Saint-Nazaire, soit environ 3 millions de tonnes de marchandise manutentionnée par an (bois, tourbe, ferraille, sable, vin à Cheviré, céréales et engrais à Roche-Maurice notamment). Il comprend également le quai Émile-Cormerais sur la rive droite du fleuve à Saint-Herblain, utilisé pour l'importation de vracs liquides notamment (huiles, mélasse).

### Conditions d'accès
La desserte des installations portuaires est assurée par un chenal maritime de 60 km. Les tirants d'eau admissibles varient suivant les coefficients de marée. On obtient ainsi pour 98 % des marées, un tirant d'eau admissible de 8,40 m pour le chenal de Nantes. La zone d'évitage est de 230 mètres. Le tirant d'air du pont de Cheviré est de 52 mètres, suffisant pour permettre le passage des plus grands navires de commerce.

### Cheviré
Le terminal est composé du quai de Cheviré amont, long de 305 mètres, et de Cheviré aval, long de 350 mètres. Il possède également deux  postes sabliers et un ponton roulier.
Cheviré est la première place de négoce du bois d'œuvre importé en France et accueille la plus importante concentration d'équipements et de professionnels de la filière bois. D'autres trafics sont traités dans cette zone comme les produits de recyclage, notamment de métaux. Cheviré compte également un terminal sablier.
Le terminal est également une plateforme de logistique urbaine, située au bord du périphérique nantais, proche de l'aéroport de Nantes Atlantique et directement connectée au réseau routier. Elle est reliée au réseau ferroviaire et, par le fleuve, aux terminaux portuaires de Montoir-de-Bretagne (transport par barges de tronçons d'avion Airbus notamment), grâce à un poste roulier en exploitation depuis 2002. Le Grand port maritime de Nantes Saint-Nazaire est autorisé à exploiter en régie les outillages pour les opérations de manutention portuaire sur les sites de Cheviré à compter du 1er janvier 2023.

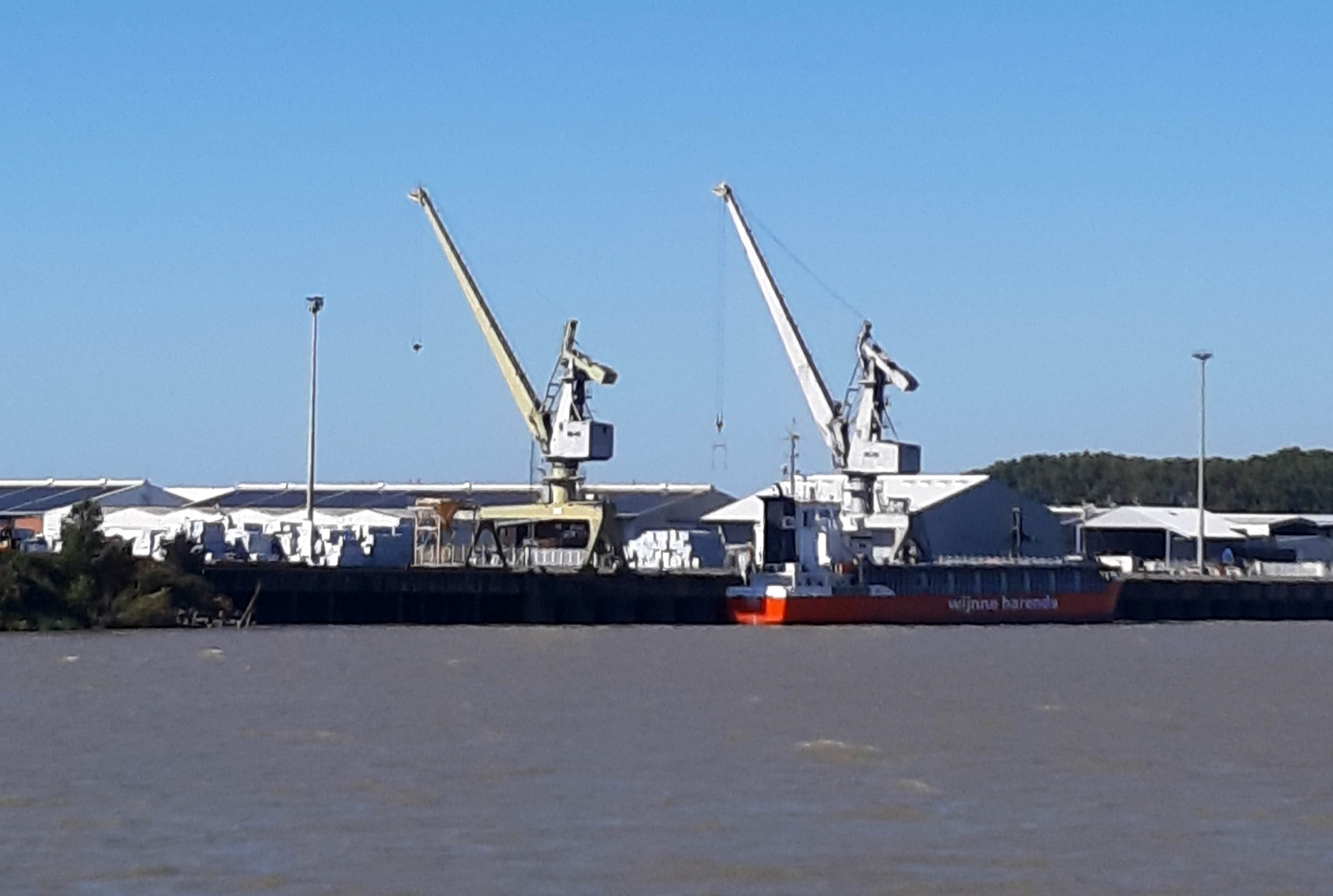
Terminal de Cheviré Amont, bateau à bois en escale.
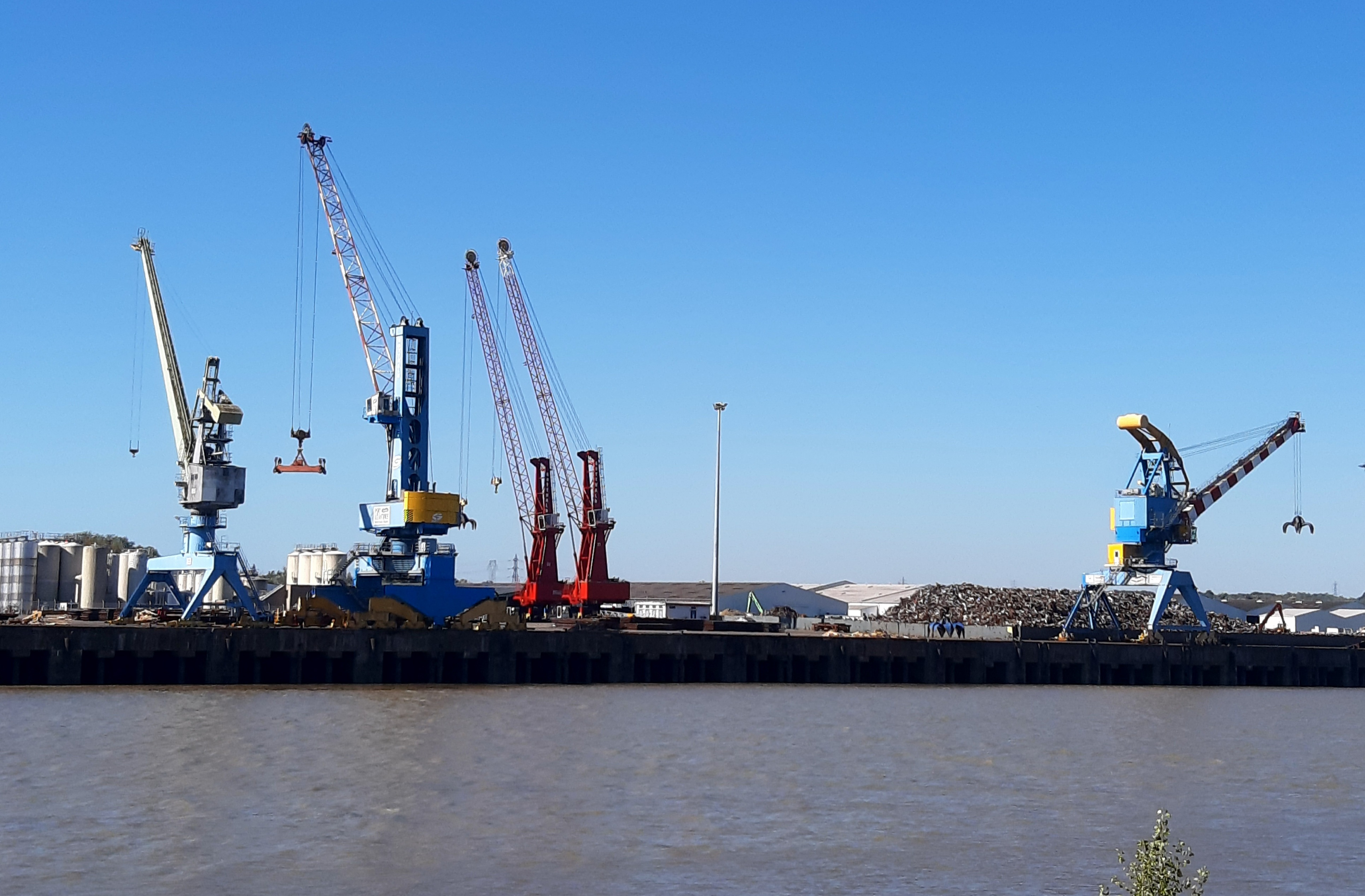
Terminal de Cheviré Aval.

### Roche-Maurice
Le terminal de Roche-Maurice fait face à celui de Cheviré, sur la rive droite de la Loire au pied du pont de Cheviré. Long de 750 mètres, il est un des principaux greniers à céréales de l'Ouest de la France. En moyenne, un peu plus d'un million de tonnes de céréales transitent chaque année par ses installations.

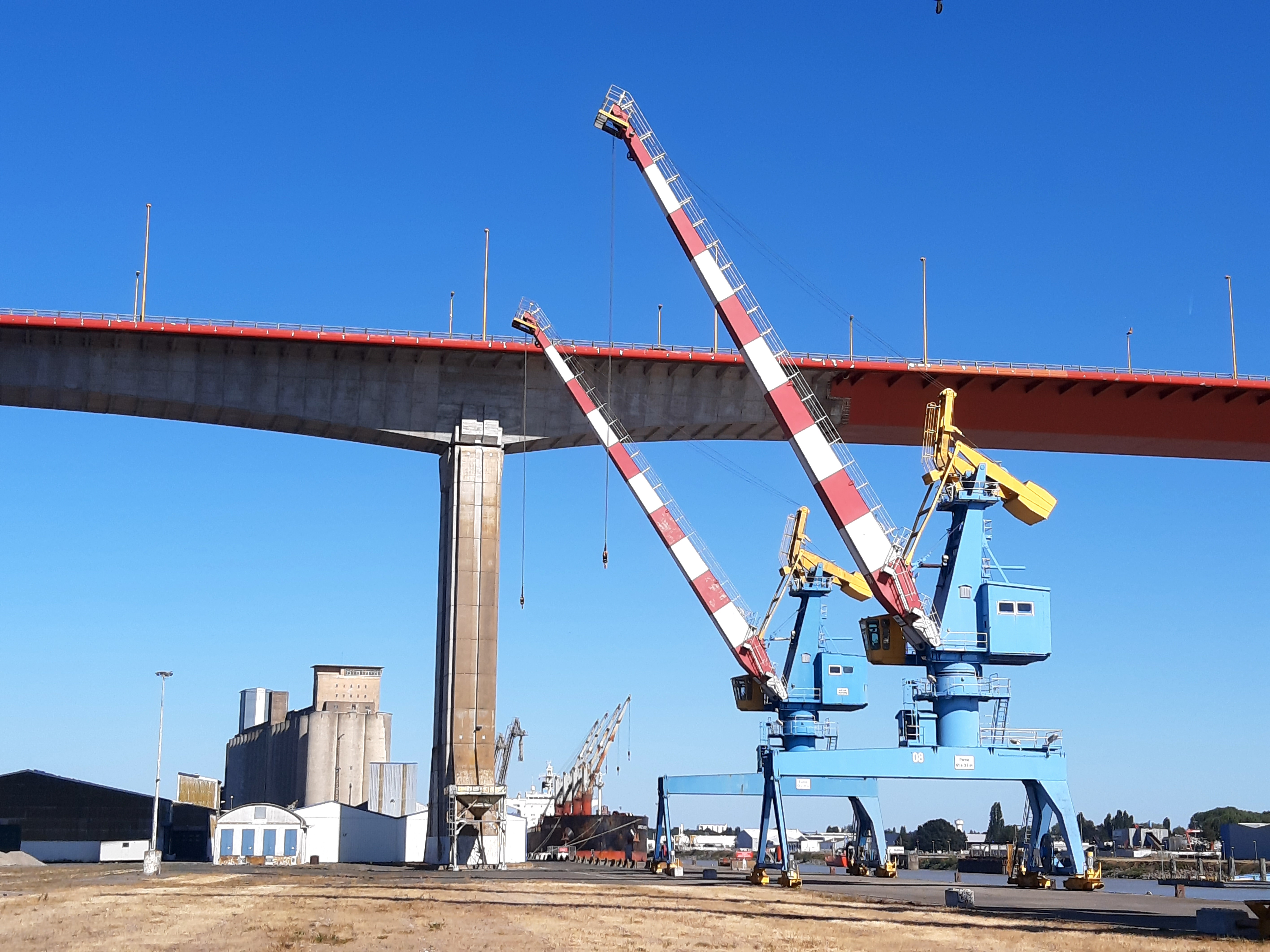
Terminal de Roche-Maurice, cargo céréalier en escale.
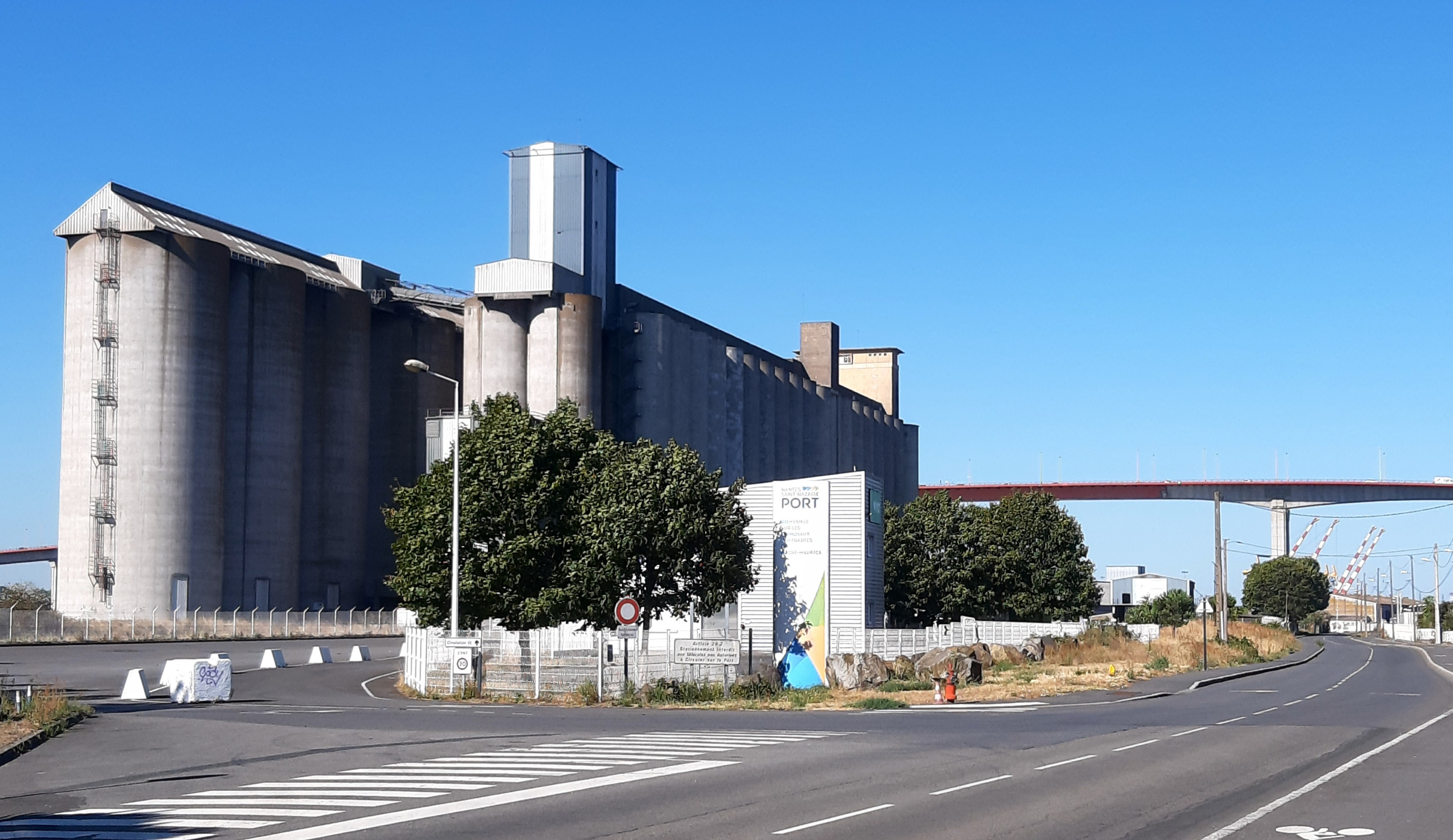
Terminal de Roche-Maurice, silo céréalier de la société Union Invivo.

### Cormerais
Le site portuaire Émile-Cormerais compte deux postes à liquides qui permettent le déchargement et le stockage en arrière quai d'huile végétale, d'huile poisson et de  mélasse. Il accueille également des activités tertiaires en lien avec le monde nautique (chantier naval).

### Autres sites
Le port de Nantes compte également des quais plus proches du centre-ville de nos jours fermés au trafic maritime en raison du glissement de l'activité vers Cheviré et Roche-Maurice. Certains continuent toutefois d'accueillir des bateaux pour des usages divers :

#### Rive droite, d'amont en aval
- quai de la Fosse : haut lieu de l'activité portuaire aux XVIIIe et XIXe siècles, le quai, long de 1 100 m dont les deux tiers restent bordés par la Loire, accueille en permanence l'escorteur d'escadre Maillé-Brézé, occasionnellement des bateaux de prestige en escale (le Belem, l'Hermione) ou des courses nautiques (départ de la Solitaire du Figaro)

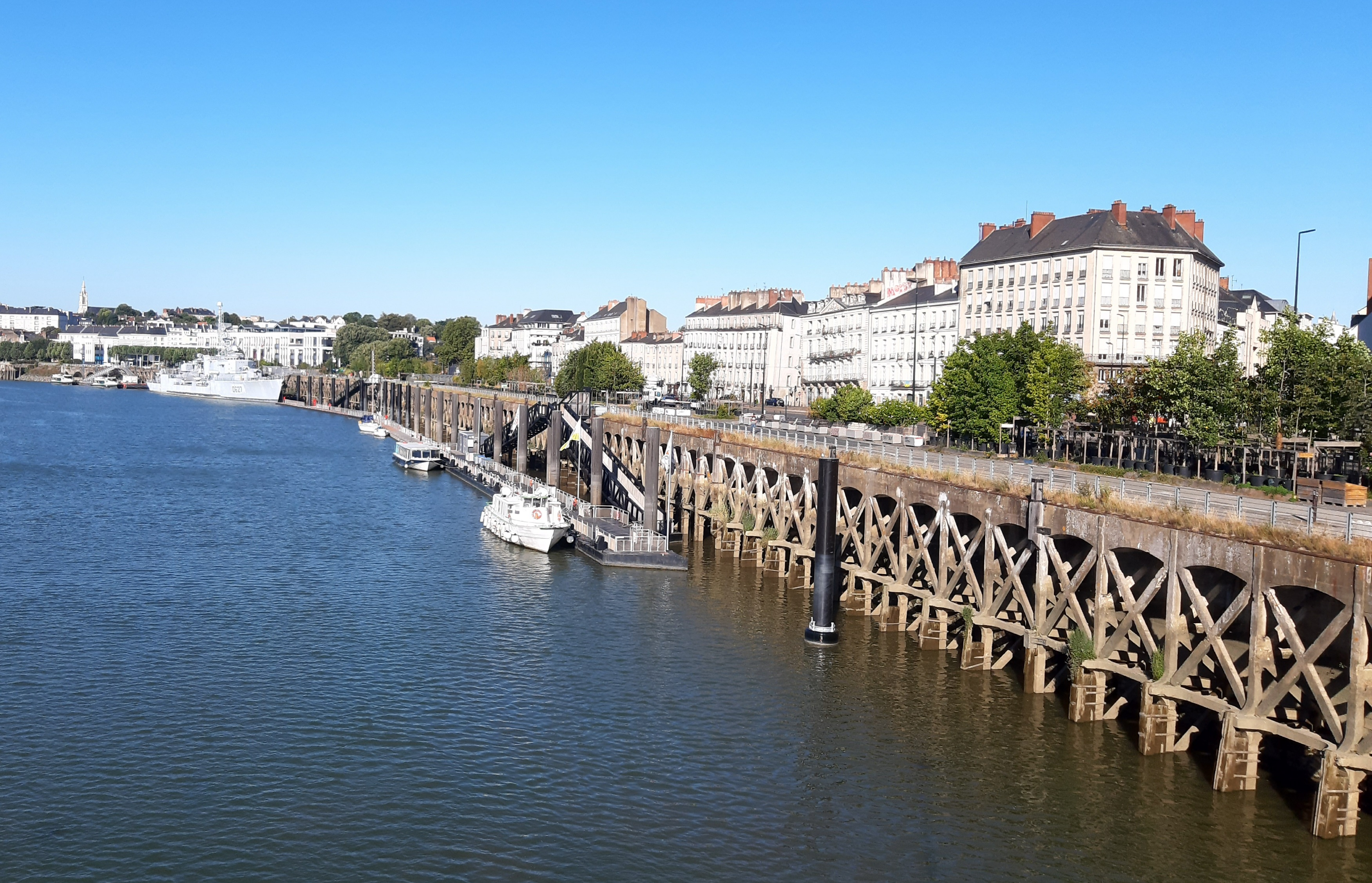
Quai de la Fosse.
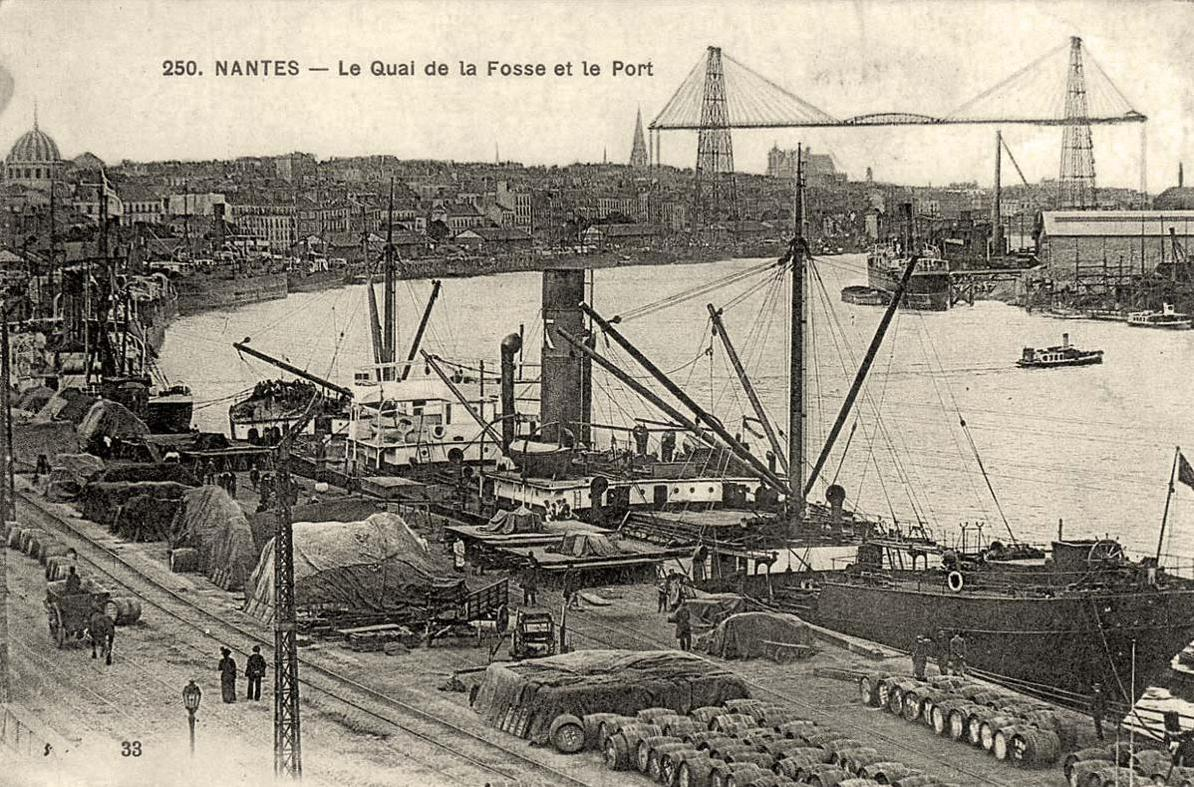
Le quai de la Fosse, au temps de son exploitation portuaire.

Événements contemporains

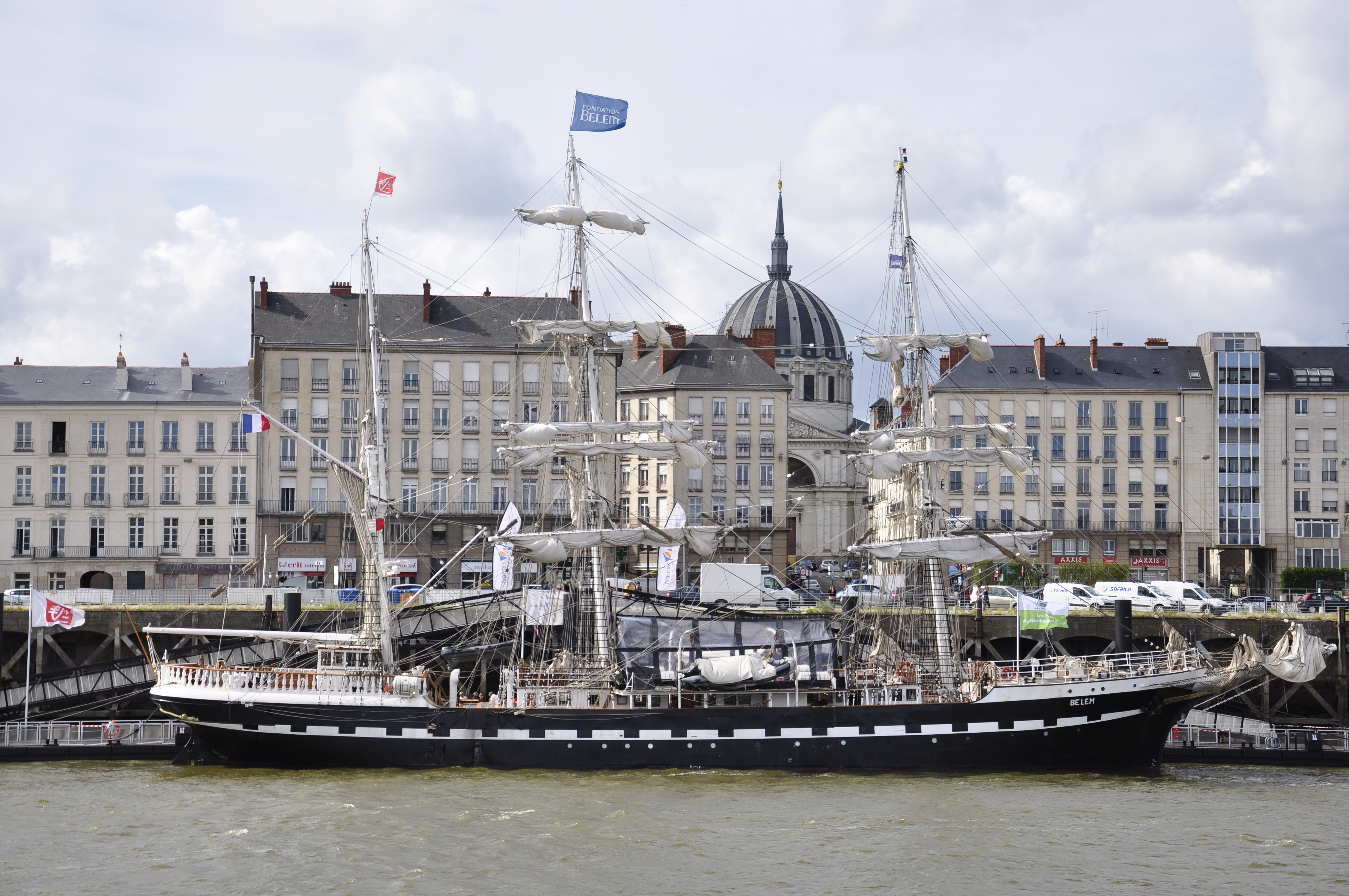
Le Belem, construit aux Chantiers Dubigeon en 1896, en escale à Nantes (son port d'attache), au quai de la Fosse. Vue sur l'église Notre-Dame-de-Bon-Port.
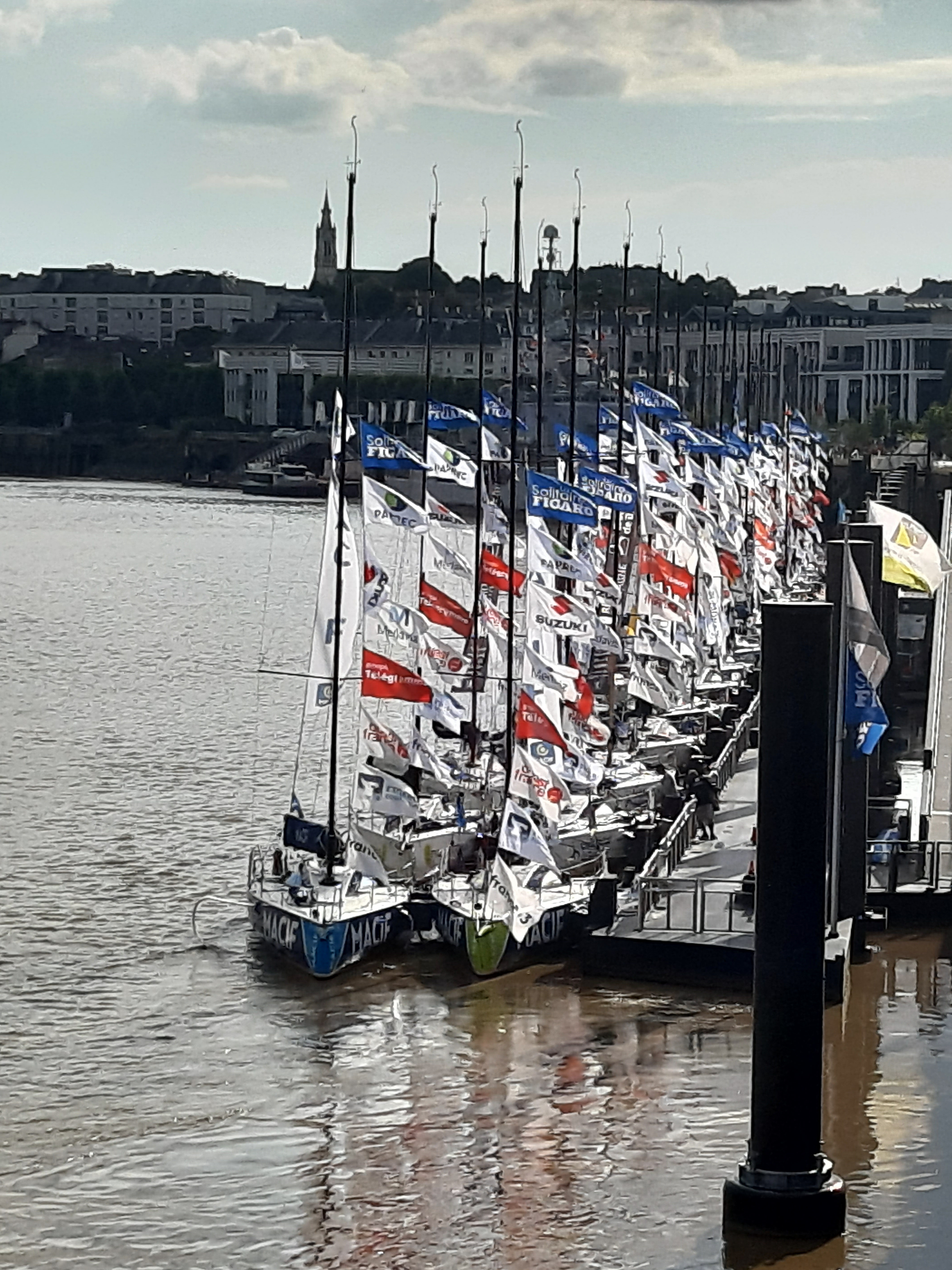
Solitaire du Figaro.

- quai Ernest-Renaud : le 8 décembre 1986, le siège du Port autonome de Nantes Saint-Nazaire est transféré dans le centre des Salorges[n 1], résultant de la réhabilitation de l'ancien hangar 11, construit entre 1960 et 1962, qui reliait à l'origine les entrepôts du port  par trois passerelles, dont une seule a été conservée. Le centre des Salorges reste de nos jours l'adresse du siège social du Grand port maritime de Nantes Saint-Nazaire. Le quai, long de 110 mètres, accueille également la gare maritime des Navibus, assurant  la liaison fluviale de passagers notamment avec Trentemoult

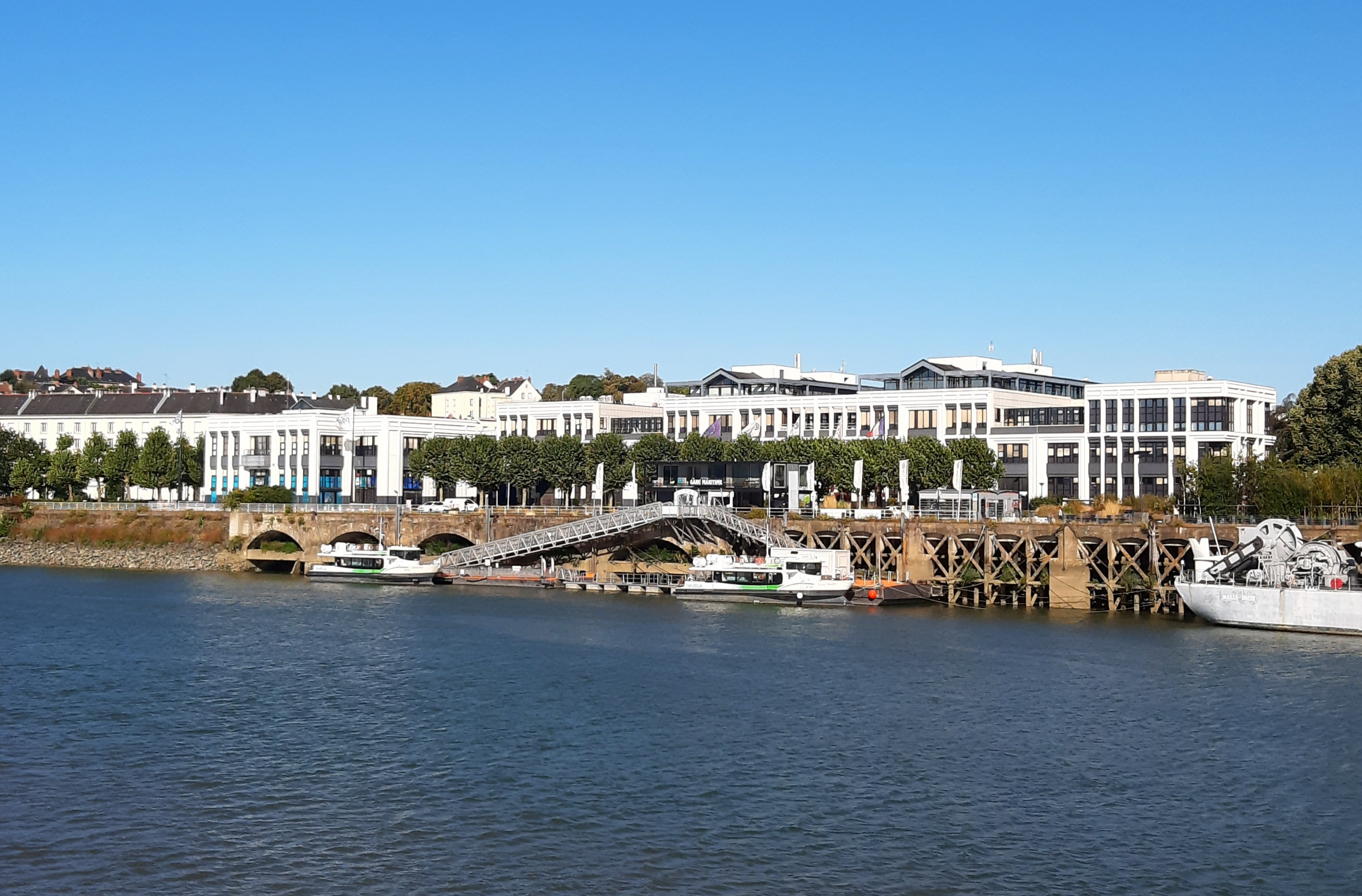
Quai Ernest-Renaud, centre des Salorges et gare maritime.
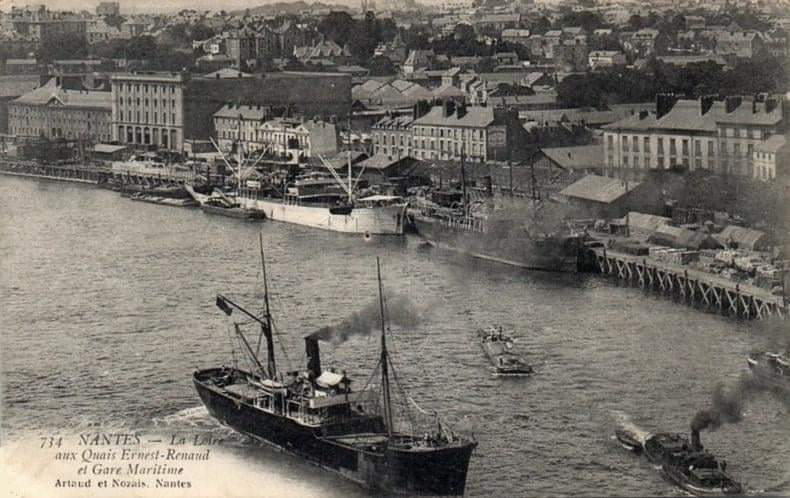
Quai Ernest-Renaud, au temps de son exploitation portuaire.

- quai Marquis-d'Aiguillon : long de 755 mètres, il n'accueille plus de navires de nos jours. À l'origine, la Ville de Nantes décide en 1763 de l'aménagement d'un chemin praticable en bord de Loire pour éviter la montée de la butte Sainte-Anne et lui donne le nom de quai Marquis d'Aiguillon. Temporairement rebaptisé « quai Palamède » sous la Révolution française, il est élargi en 1909 par une estacade en béton armé[4].

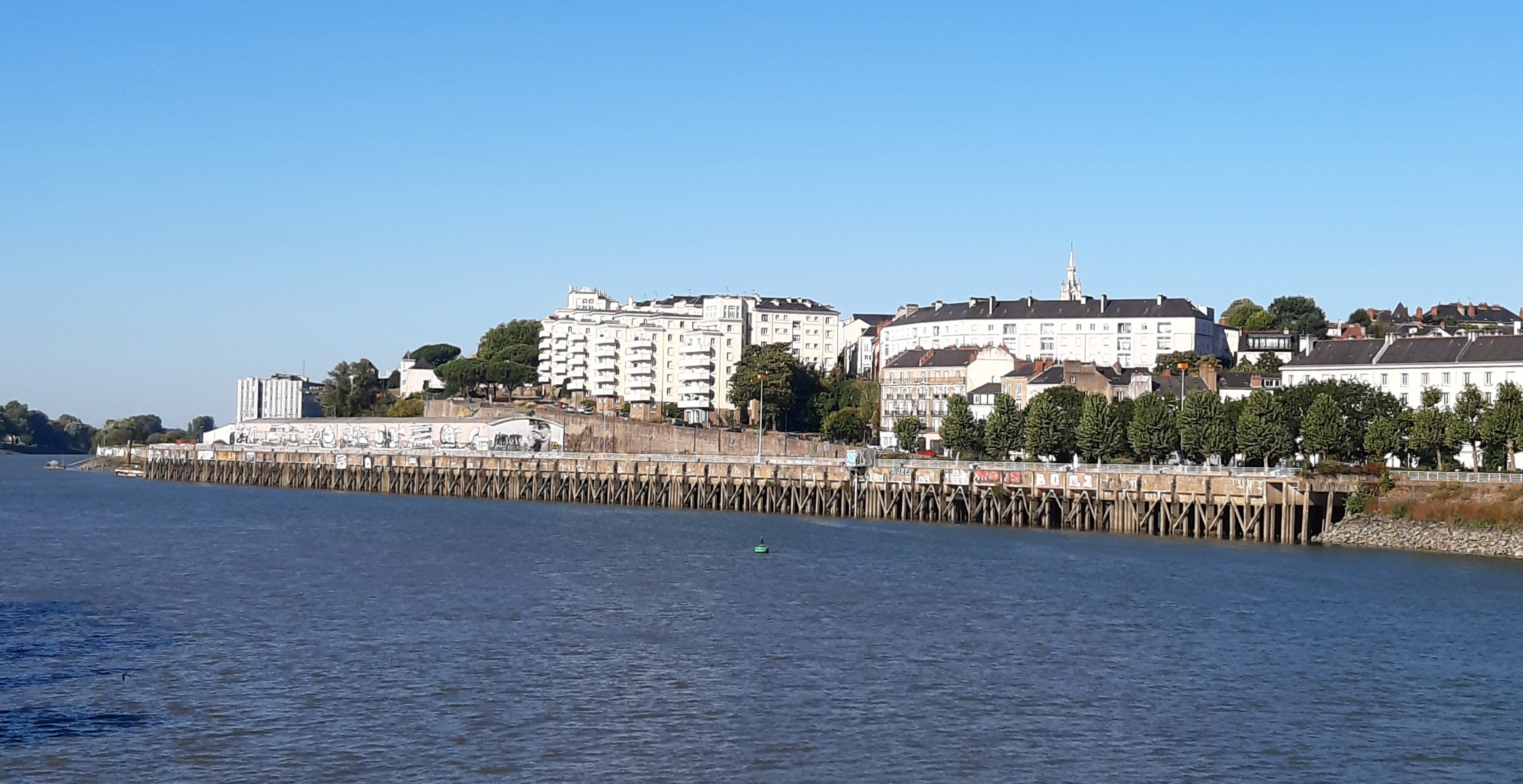
Quai Marquis d'Aiguillon, adossé à la butte Sainte-Anne. Hangar 12 (2 350 m2, construit en 1973) en bord à quai. Les habitations à bon marché, construite en 1934, sont visibles sur la rue de l'Hermitage montant vers la butte.
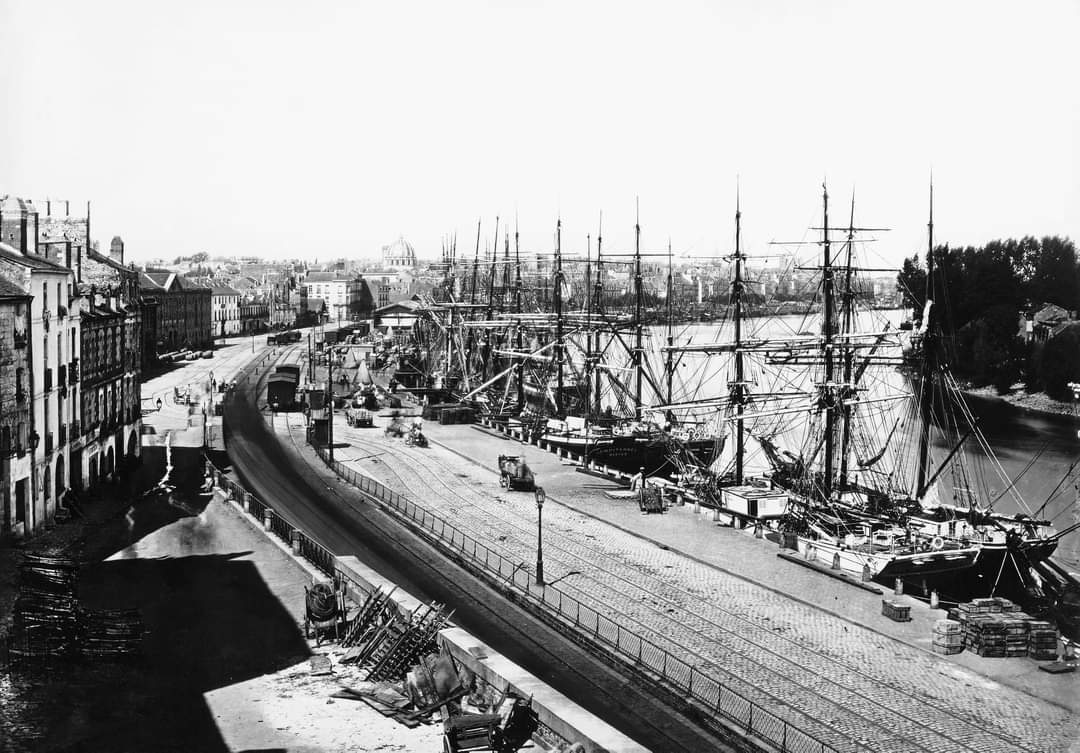
Quai Marquis d'Aiguillon au temps de son exploitation portuaire.
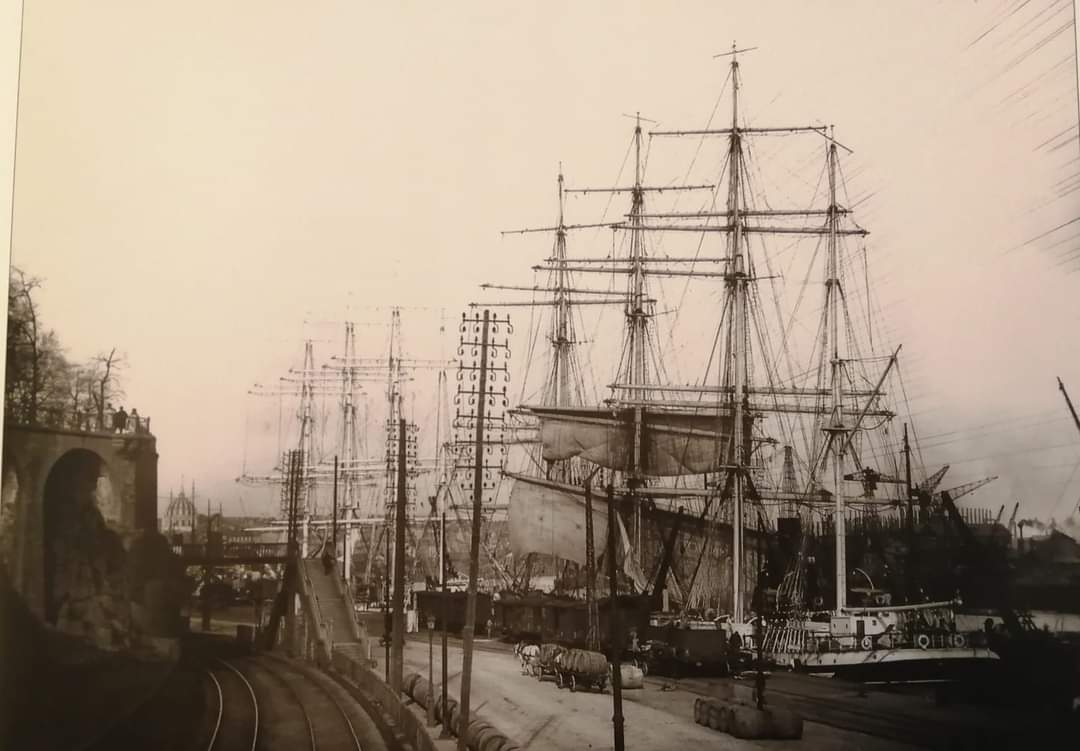
Bateaux amarrés à hauteur de l'Hermitage, à la jonction des quais Marquis-d'Aiguillon et Saint-Louis.

- quai Saint-Louis : long de 380 mètres, il n'accueille plus de bateau. Il porte initialement le nom de quai de la Sécherie, en référence à un magasin situé en ces lieux destiné à étuver les farines et les légumes secs. En 1781 la minoterie de M. Beconnais y est implantée puis en 1818, c'est au tour d'une raffinerie de sucre de canne[5]. Celle-ci est reprise par la société Louis Say et Compagnie entre 1825 et 1830. En 1895, la minoterie est remplacée par les Grands Moulins de la Loire, approvisionnant en farine la biscuiterie LU et les nombreuses boulangeries avoisinantes[6]. Le quai devient également à cette époque un lieu d'accostage de paquebots annexes de la Compagnie générale transatlantique[4].

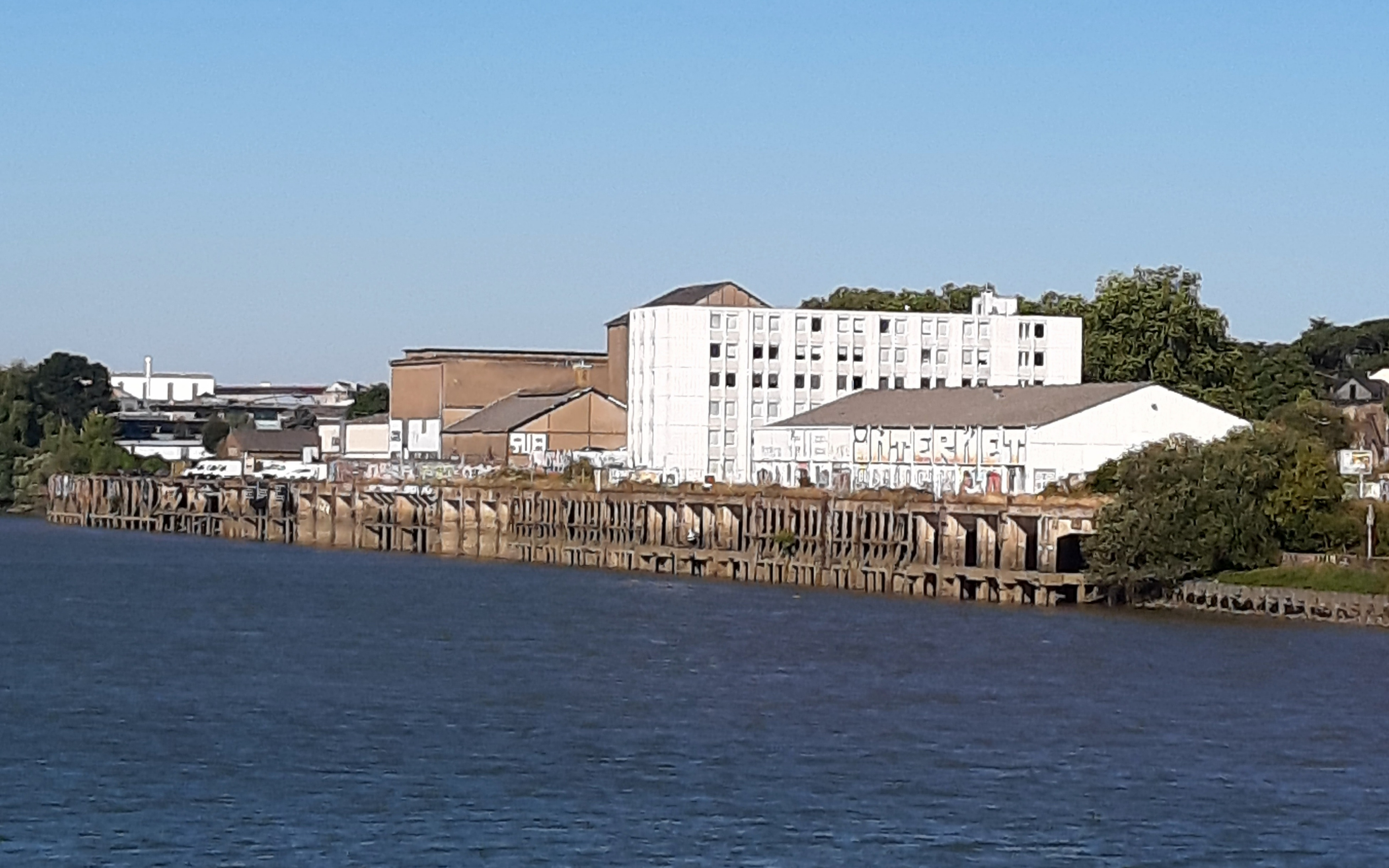
Quai Saint-Louis, hangar 13 en bord à quai.
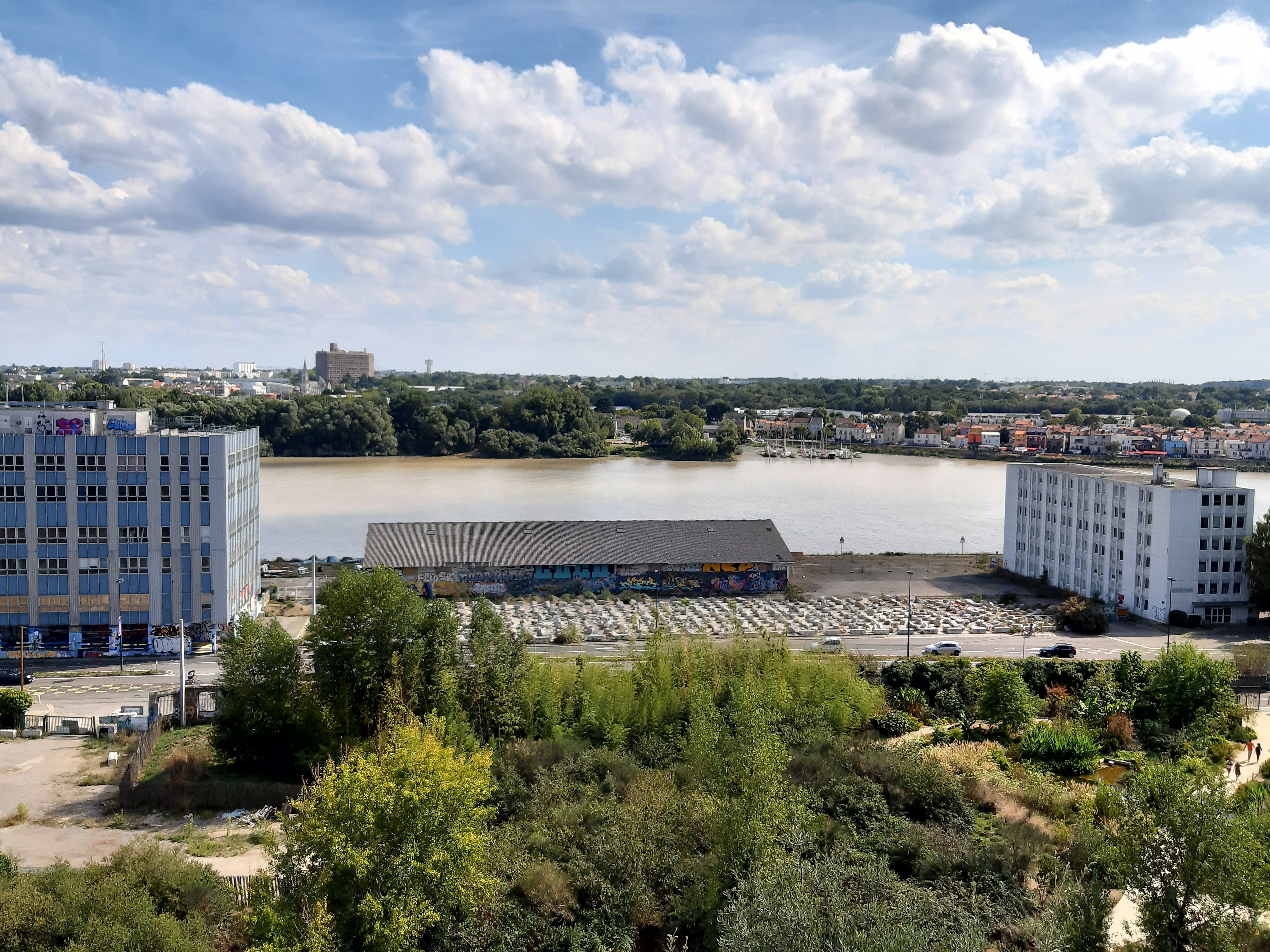
Quai Saint-Louis, vu du haut de la carrière de Miséry. Immeuble Cap 44 à gauche, hangar 13 au centre, immeuble Le Saint Louis à droite, port de plaisance de Trentemoult sur la rive opposée.
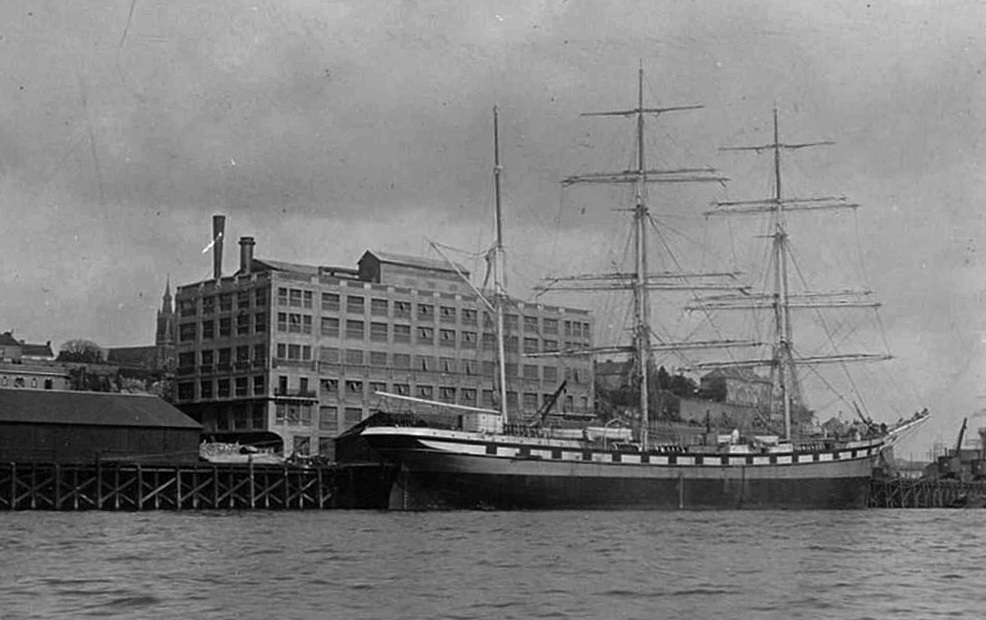
Trois-mâts Joinville amarré au quai Saint-Louis en mars 1902. Le voilier, construit par les Nouveaux chantiers nantais de Chantenay, est en instance de  livraison à la Société des Long-Courriers Français, de Paris.

- quai du Cordon Bleu : il est long de 180 mètres. Un appontement de Navibus, un site de réparation navale et un autre site d'hivernage de bateaux de plaisance se situent à proximité[4].

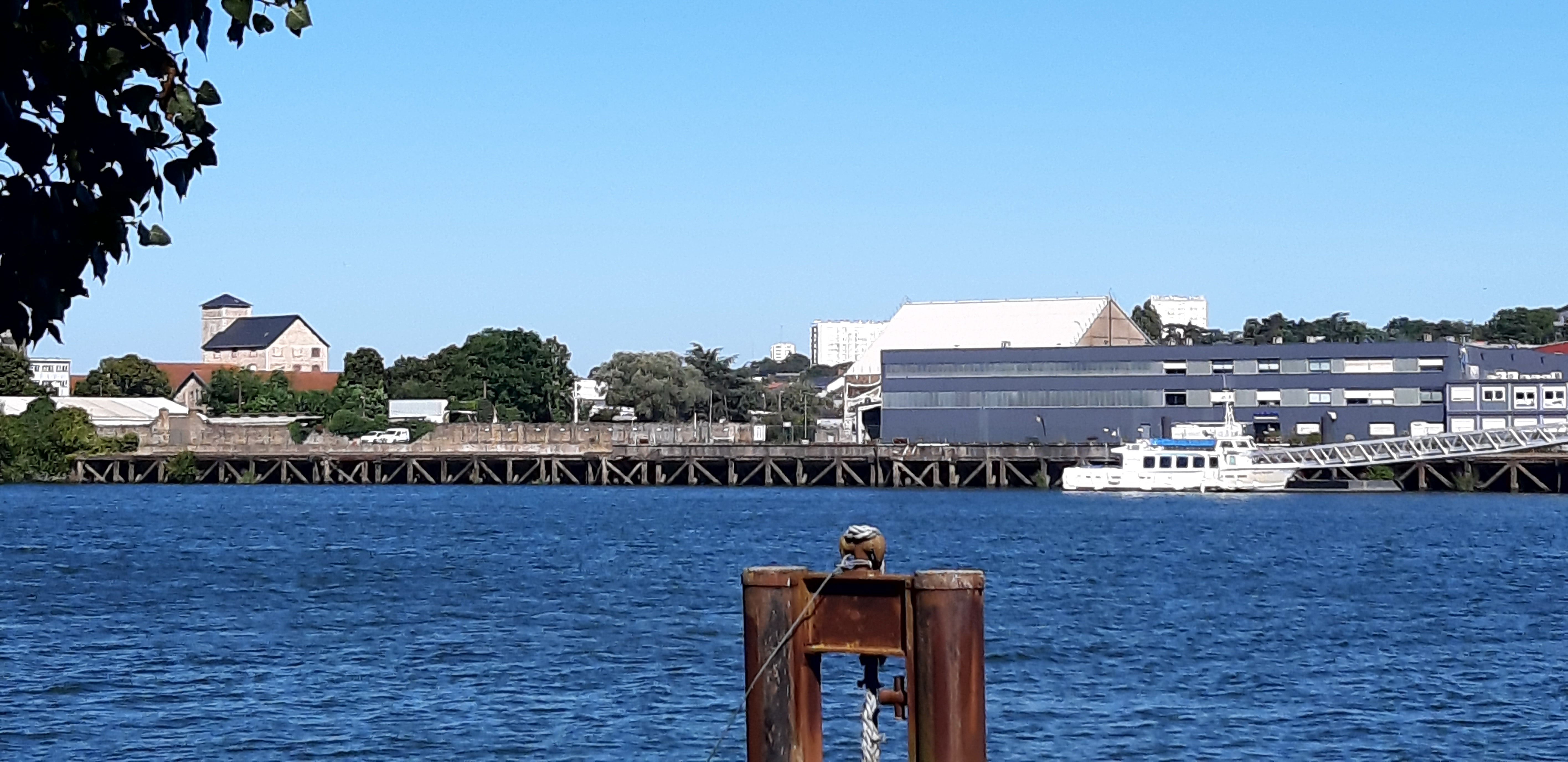
Quai du Cordon-Bleu vu de Trentemoult.
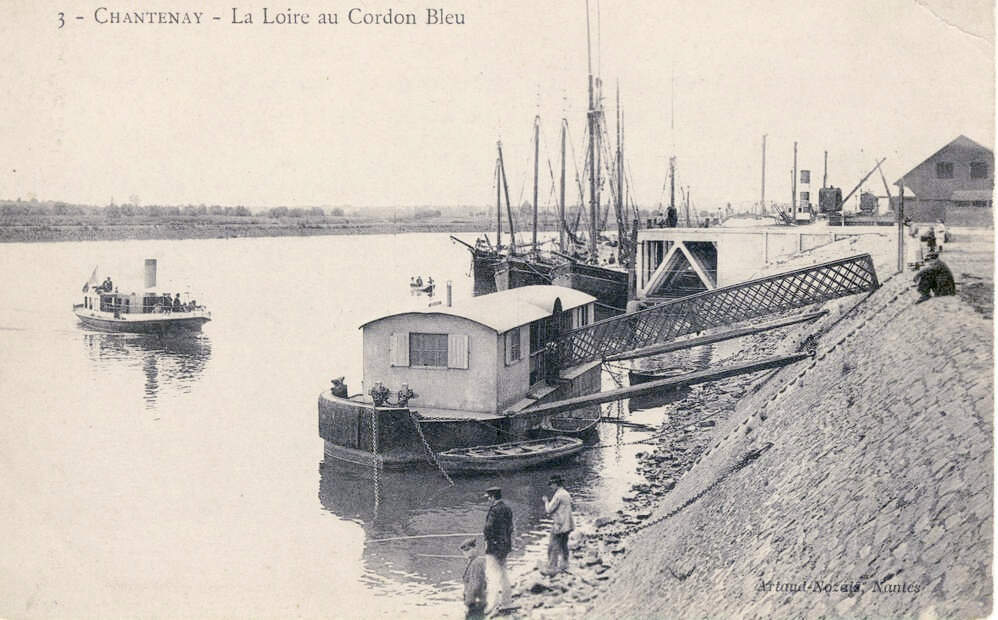
Carte postale du début du XXe siècle du Cordon-Bleu à Chantenay-sur-Loire, alors commune autonome avant son rattachement à Nantes en 1908.

#### Île de Nantes
- quai des Antilles : le site, long de 755 mètres, n'accueille plus de bateau mais un ancien bâtiment d'exploitation portuaire, le hangar à bananes, est reconverti en lieu de sortie

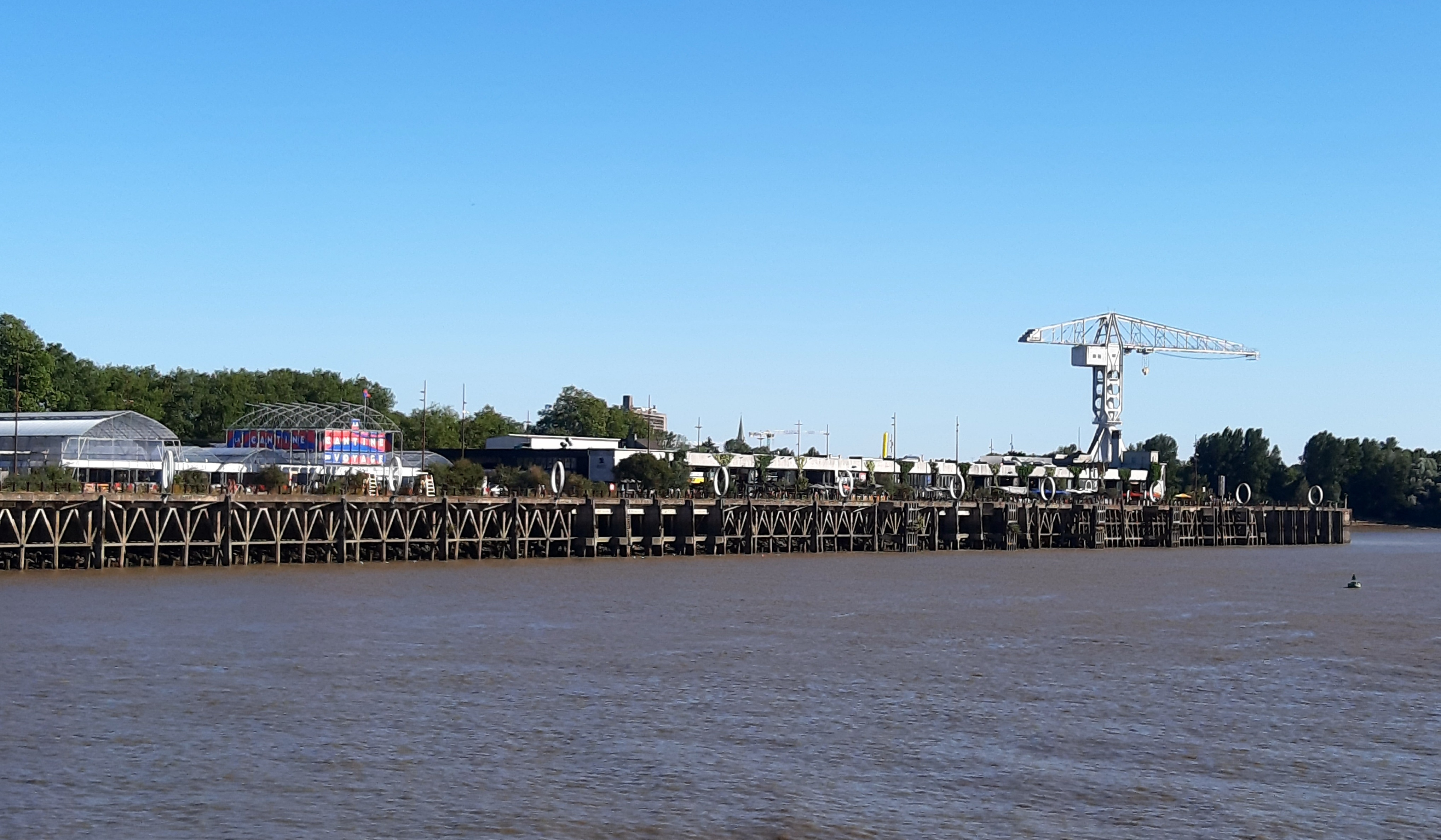
Quai des Antilles, le hangar 21  dit hangar à Bananes et la grue Titan Grise, classée monument historique au titre d'objet le 27 mai 2005, à la pointe aval de l'île de Nantes.
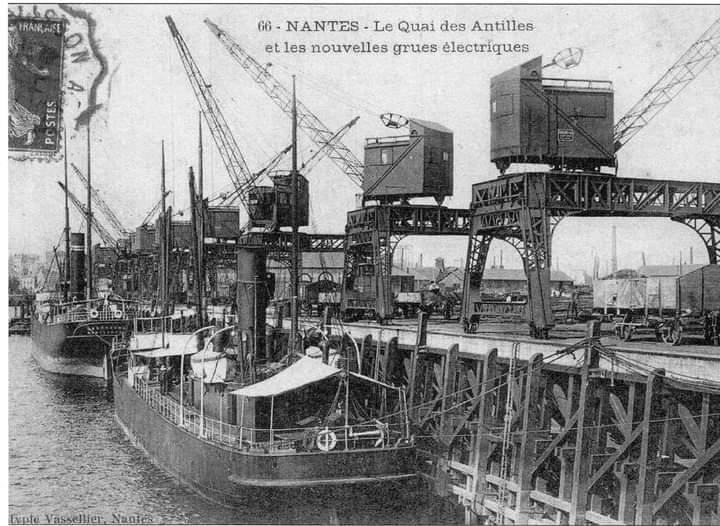
Quai des Antilles au temps de son exploitation portuaire.

- quai Wilson : situé sur l'île de Nantes, il est construit à partir de 1913 et agrandi en 1928. Long de 930 mètres, il s'est spécialisé entre 2002 et 2016 dans l'accueil de paquebots de croisière.

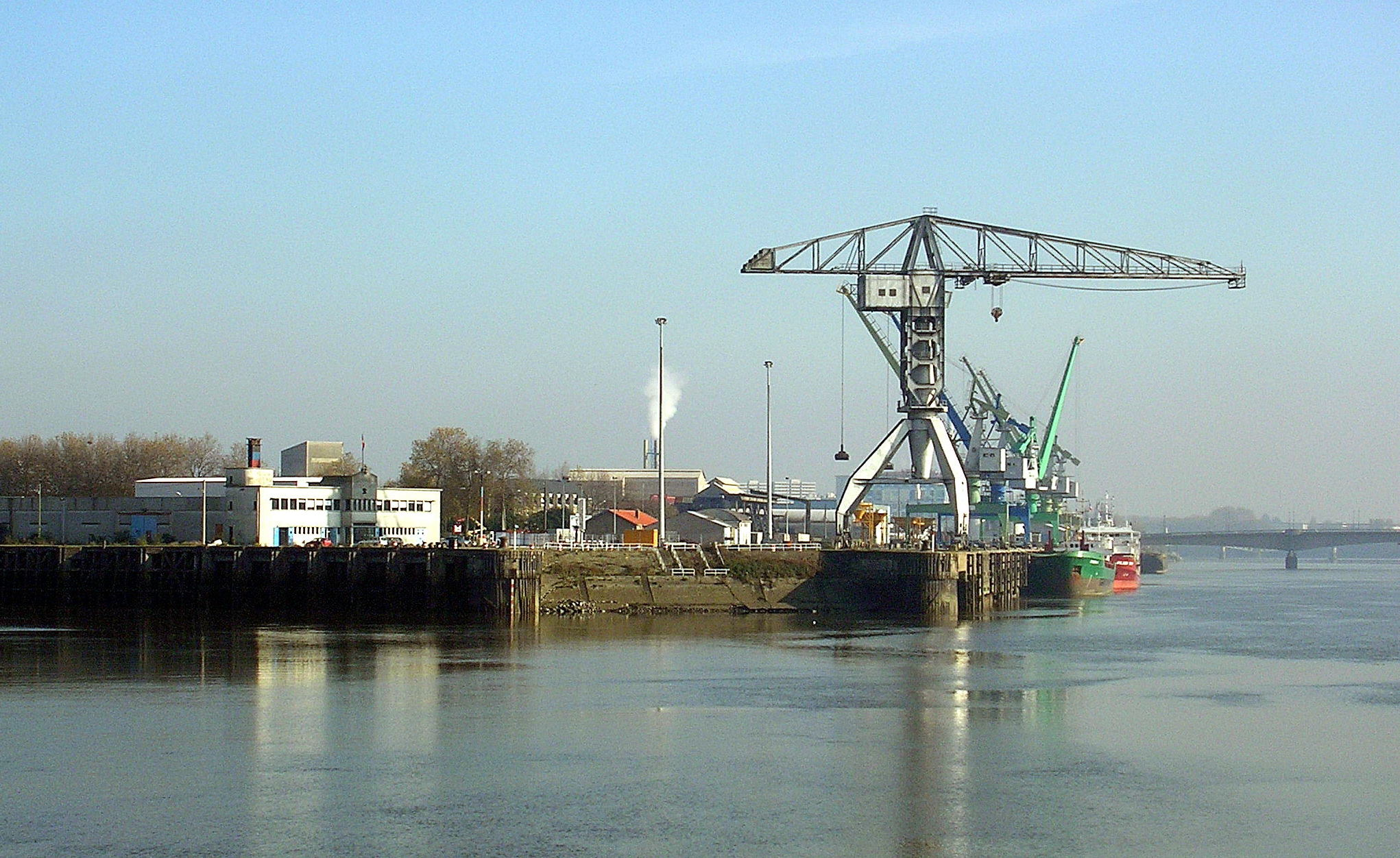
Quai Wilson et grue Titan grise, avant l'arrêt de l'exploitation portuaire.
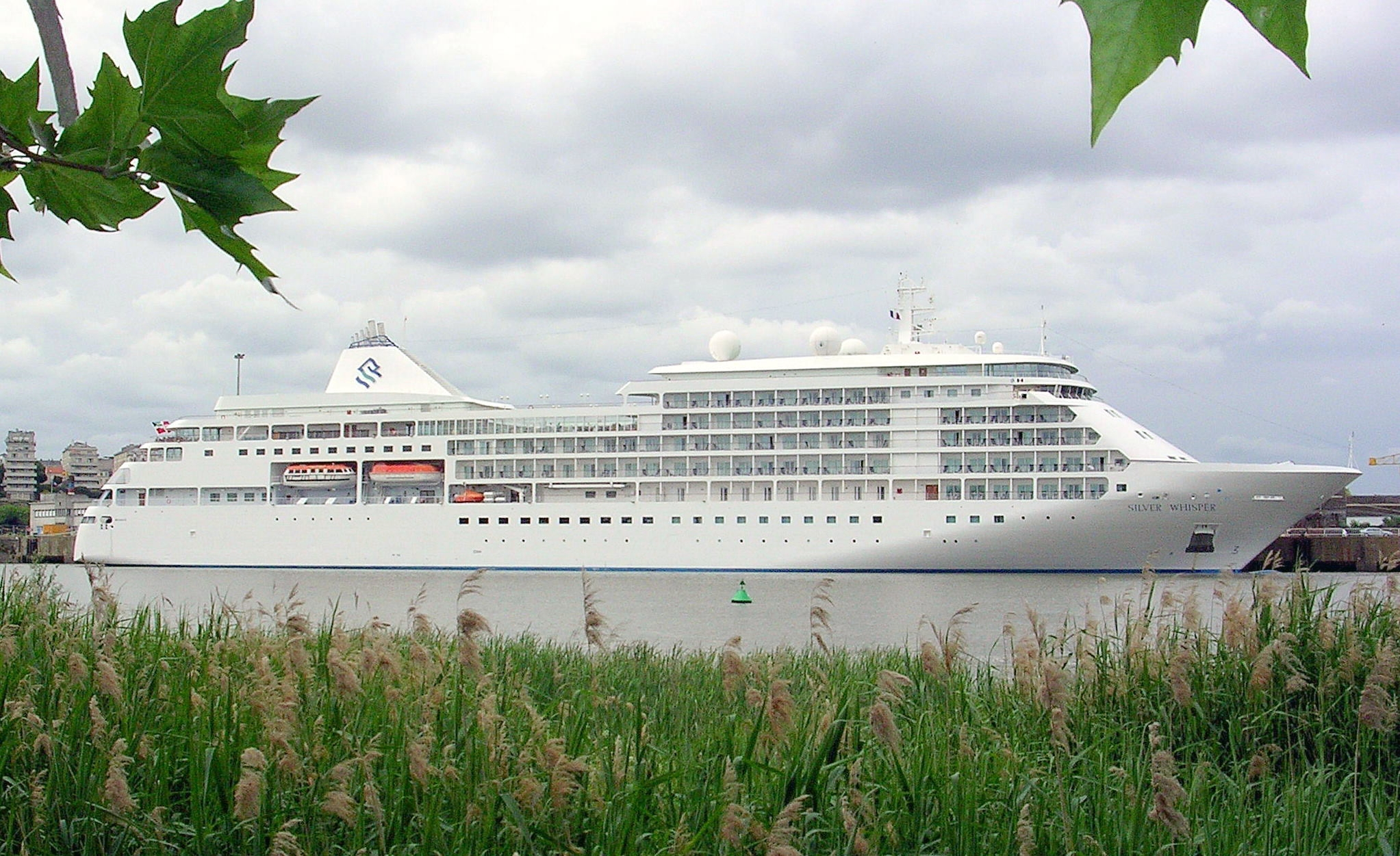
Le MV Silver Whisper en escale au quai Wilson, vu de Trentemoult.
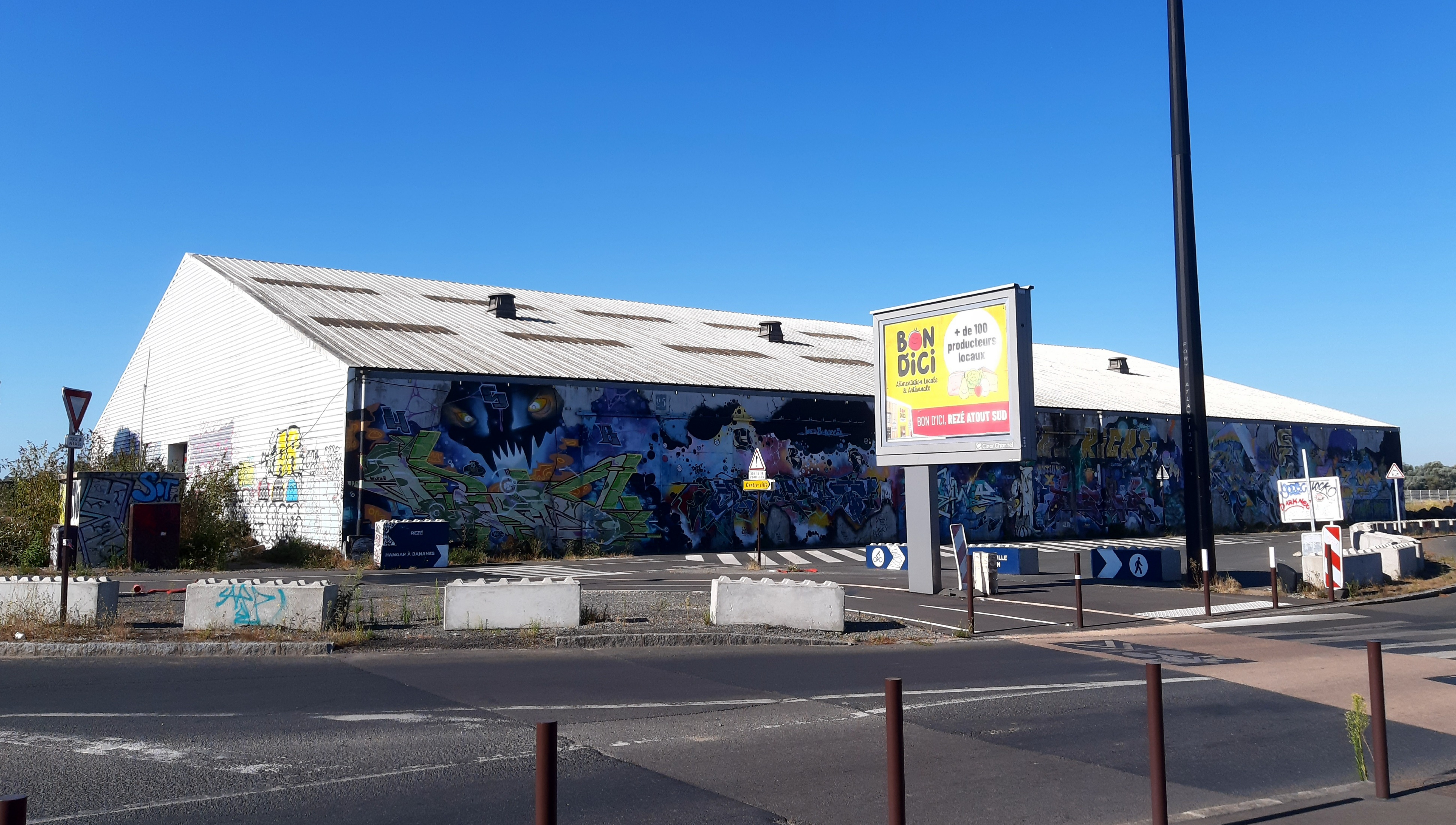
Hangar 24 du Grand port maritime au pied du pont des Trois-Continents.

## Histoire

### Âge du bronze
L'histoire du port de Nantes précède celle de la ville. Elle commence avec l'apparition de la métallurgie du bronze, alliage de cuivre et d'étain. L'étain (cassitérite) extrait du gisement de Nozay ou de la mine d'Abbaretz est transporté par barges sur l'Erdre vers sa confluence avec la Loire, où un port primitif naît. Pendant plus d'un millénaire, le minerai ainsi acheminé, auquel s'ajoute celui du filon jadis situé sous l'actuelle rue François-Bruneau, dans le centre-ville, fait l'objet d'échanges commerciaux par la Loire. Vers la fin de l'âge du bronze, vers 900 av. J.-C., une industrie du bronze apparaît localement, comme l'attestent les traces de trois fonderies retrouvées dans la plaine de Mauves, au jardins des Plantes et à la Croix-Bonneau. Le cuivre nécessaire à la production est quant à lui importé d'Espagne. A ces trafics s'ajoutent ceux du sel, des salaisons, du cuir et des céréales. Le port primitif se présente alors sous la forme de grèves d'échouage ou d'appontements de bois aménagés entre le jardin des Plantes en amont et la Chézine en aval. On ignore quel nom le port reçoit alors. Il s'agit possiblement de Corbilo, nom d'un port gaulois que la tradition géographique grecque situe sur le cours de la Loire, mais cette hypothèse n'est pas attestée de façon certaine.

### Antiquité
Les premiers groupes celtiques arrivent en Gaule à la fin de l'âge du Bronze et s'organisent localement en tribus entre 500 et 100 av.J.-C. Les Namnètes occupent la rive droite de la Loire côté Nord (actuelle Nantes) tandis que les Pictons occupent la rive gauche côté Sud (actuelle Rezé). Ces derniers soutiennent l'occupant romain pendant la guerre des Gaules. La bataille finale a lieu au mois d'août de l'an 56 av. J.-C. et se conclut par la victoire de l'armée romaine. Ceci profite aux Pictons et favorise le développement du port de Ratiatum, qui avait servi d'escadre à l'armée victorieuse. 
Le chef-lieu des Namnètes (l'actuelle Nantes) prend le nom latin de Portus Namnetum (port des Namnètes) mais aussi Condevincum en gaulois latinisé. C'est alors un simple comptoir commercial (emporium) à vocation de transit d'étain, marbre, poteries, sel, céréales, vins d'Italie, huiles de la péninsule Ibérique. Il existe également des chantiers navals sur a Chézine et un port de pêche. La marchandise  transportée sur le fleuve est en partie déchargée, le reste est transbordé sur des gabarres pour être acheminé par batellerie vers d'autres ports sur la Loire, comme celui d'Ancenis. Les limites du port gallo-romain se situent entre la rue de Richebourg (au nord de l'actuelle gare de Nantes) en amont et Port-Maillard (entre l'actuel château des ducs de Bretagne et la Loire) en aval. L'arrivée de la civilisation romaine favorise la naissance d'une ville autour du port et à partir de 276, l'enceinte gallo-romaine de Nantes est érigée pour protéger la cité et son port des invasions barbares. Il s'ensuit une succession d'invasions et de guerres civiles du IVe au Xe siècle plongeant la cité dans des temps obscurs et entraînant la ruine du port.

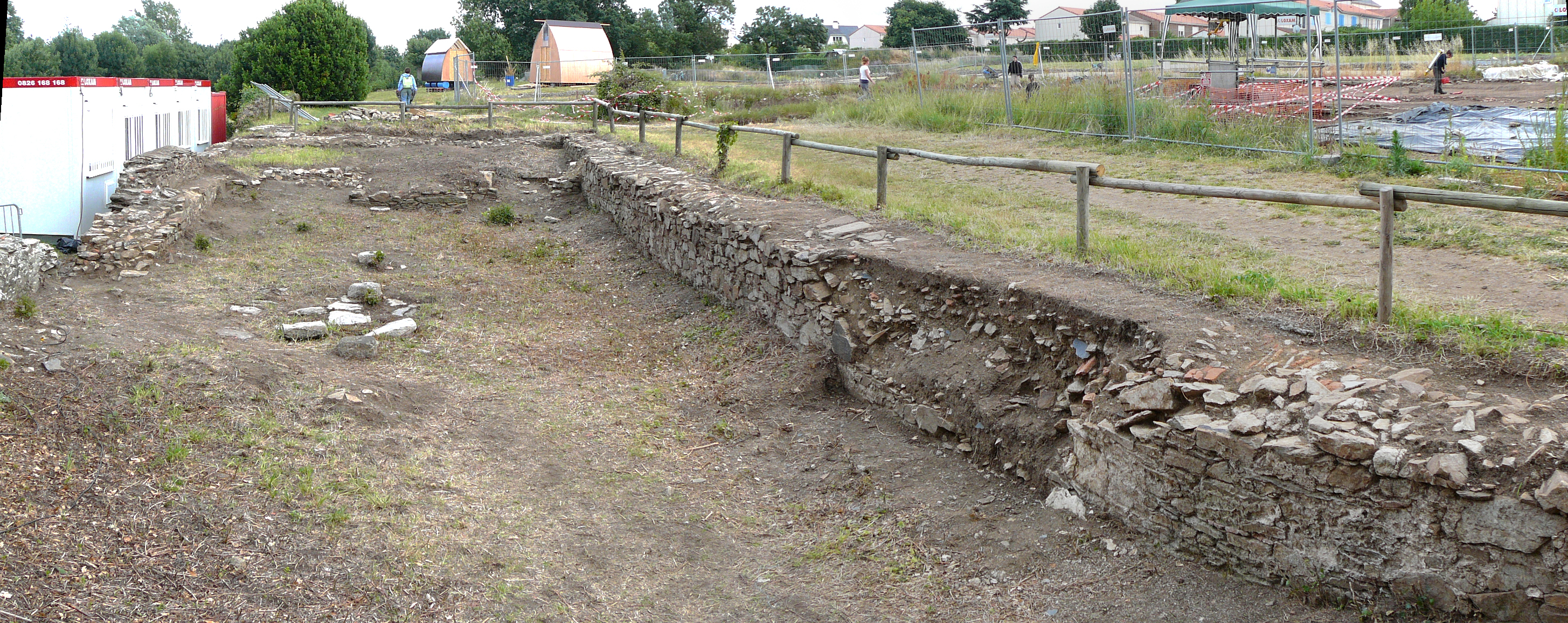
Vestiges du mur gallo-romain de Ratiatum.
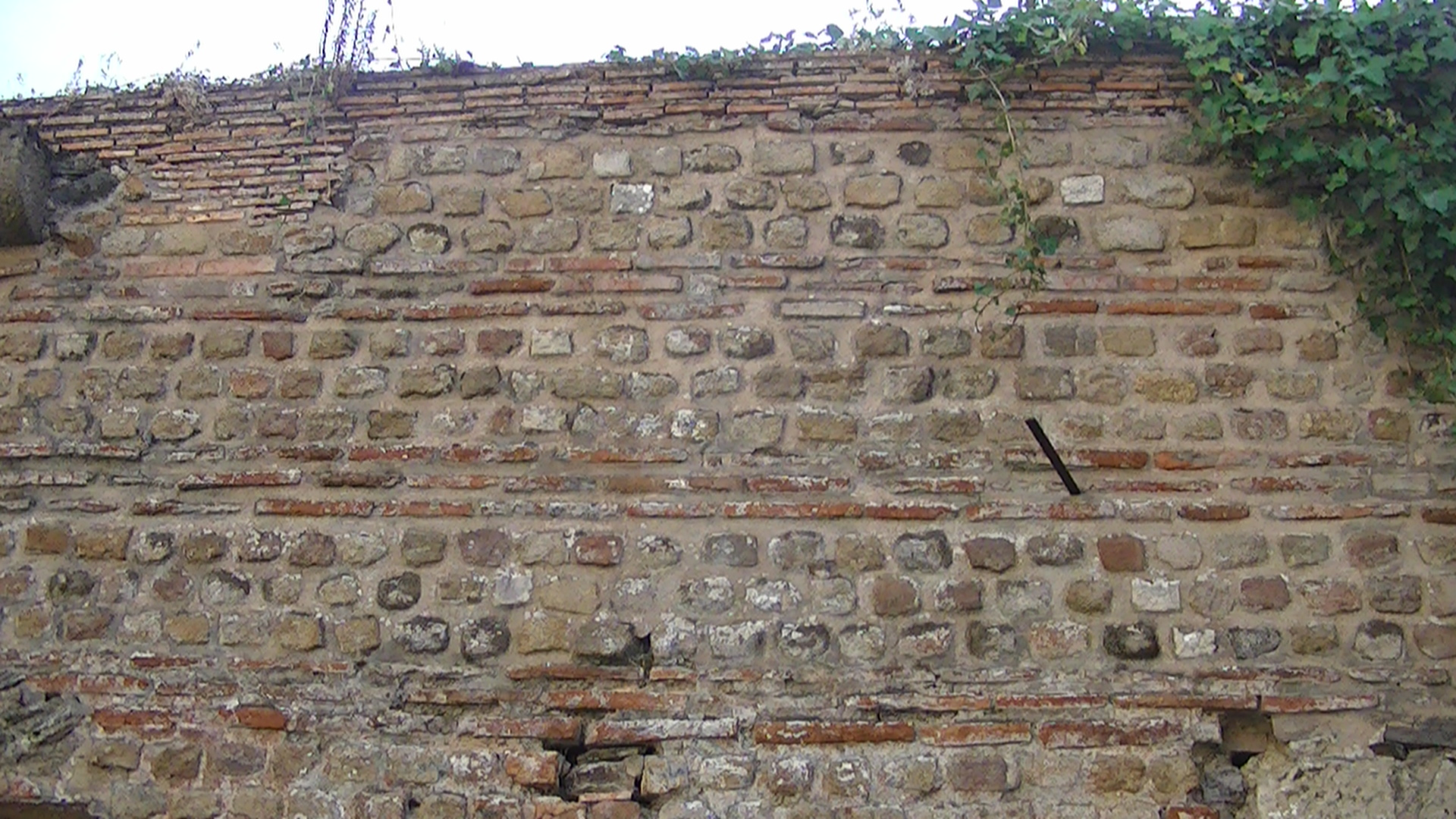
Vestige de l'enceinte gallo-romaine de Nantes, dans l'ancien couvent des Cordeliers.

### Moyen Âge
Le port renaît grâce au commerce du vin et du sel. La production de ce dernier augmente en raison de l'abandon de l'ancien procédé de sel ignigène (obtenu par évaporation d'une saumure sous l'action de la chaleur) au profit de la technique romaine du marais salant, ce qui a pour effet de concentrer la production dans la presqu'île de Guérande et dans la baie de Bourgneuf. A Nantes au XIIIe siècle, Pierre Ier de Bretagne fait réaménager deux ports de part et d'autre du château sur d'anciens sites : le port Pierre-de-France en amont et le port-Maillard en aval, du nom du sénéchal Briand-Maillard. Plus en aval encore, des aménagements du quai du Bouffay et du Port-au-Vin (actuelle place du Commerce) deviennent des maillons essentiels du dispositif portuaire nantais de l'époque. Le port est alors principalement voué au transit, axé sur le cabotage français et européen. Le vin de Loire redescend jusqu'à Nantes pour être transbordé et acheminé vers des ports bretons et les îles britanniques. Dans l'autre sens, le sel de Guérande remonte la Loire pour être acheminé via Nantes vers le port d'Orléans en vue d'approvisionner Paris. Au XIVe siècle, les échanges s'élargissent à l'Espagne (fer, alun, toiles) et aux ports de la ligue hanséatique. Le port migre lentement vers l'ouest : Richebourg décline ainsi au profit de Port-Maillard et l'aménagement de la Fosse débute avec la construction d'entrepôts à côté des Salorges. Au-delà des limites de la ville, des avant-ports, à Port Lavigne, Couëron et Le Pellerin permettent de décharger la marchandise sur des unités plus petites qui à leur tour, remontent l'estuaire. Au cours de ce même siècle, Nantes devient un port militaire pour se protéger des actes de piraterie, dont la hausse accompagne celle des échanges commerciaux.

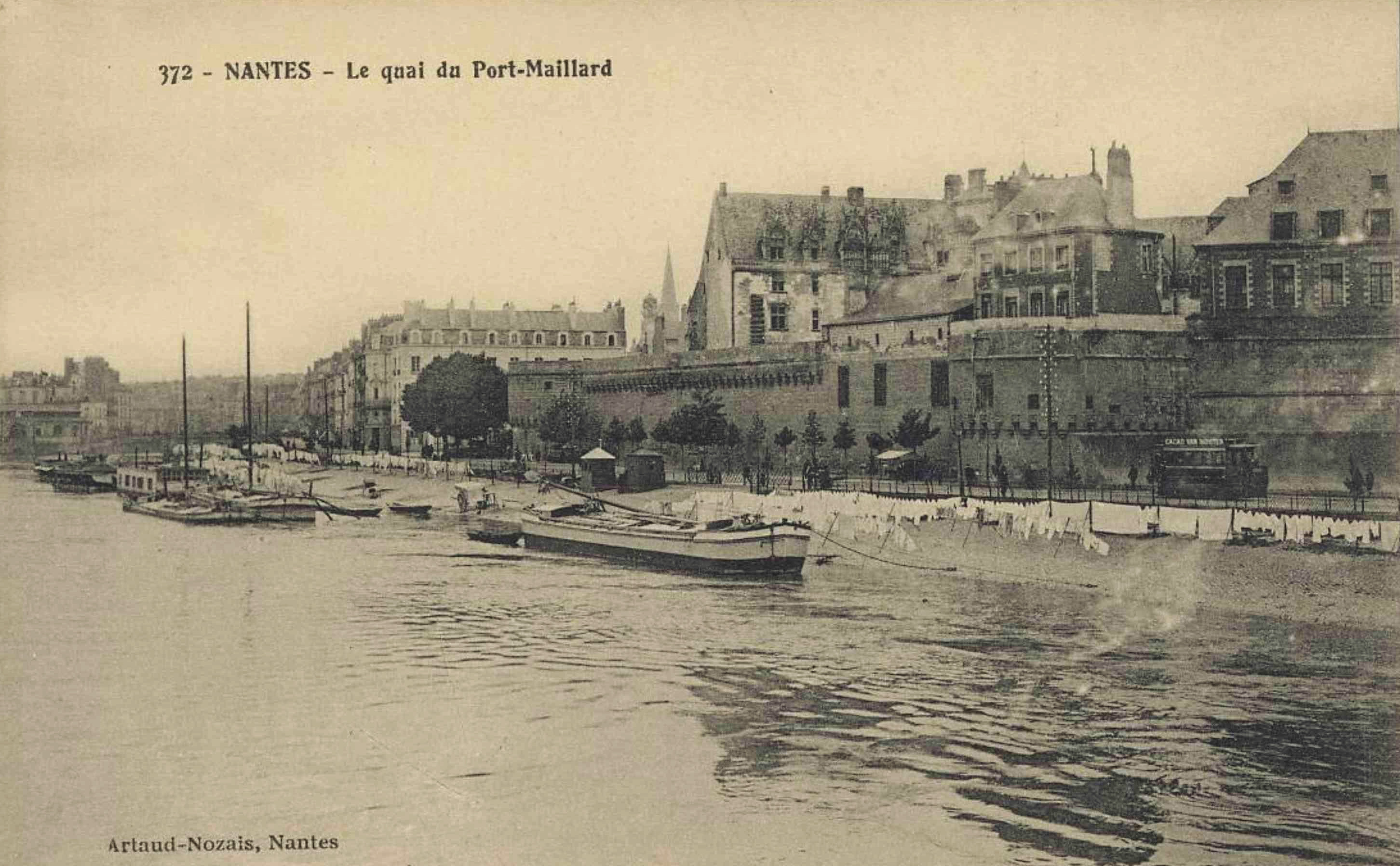
Quai du Port-Maillard (début du XXe siècle).
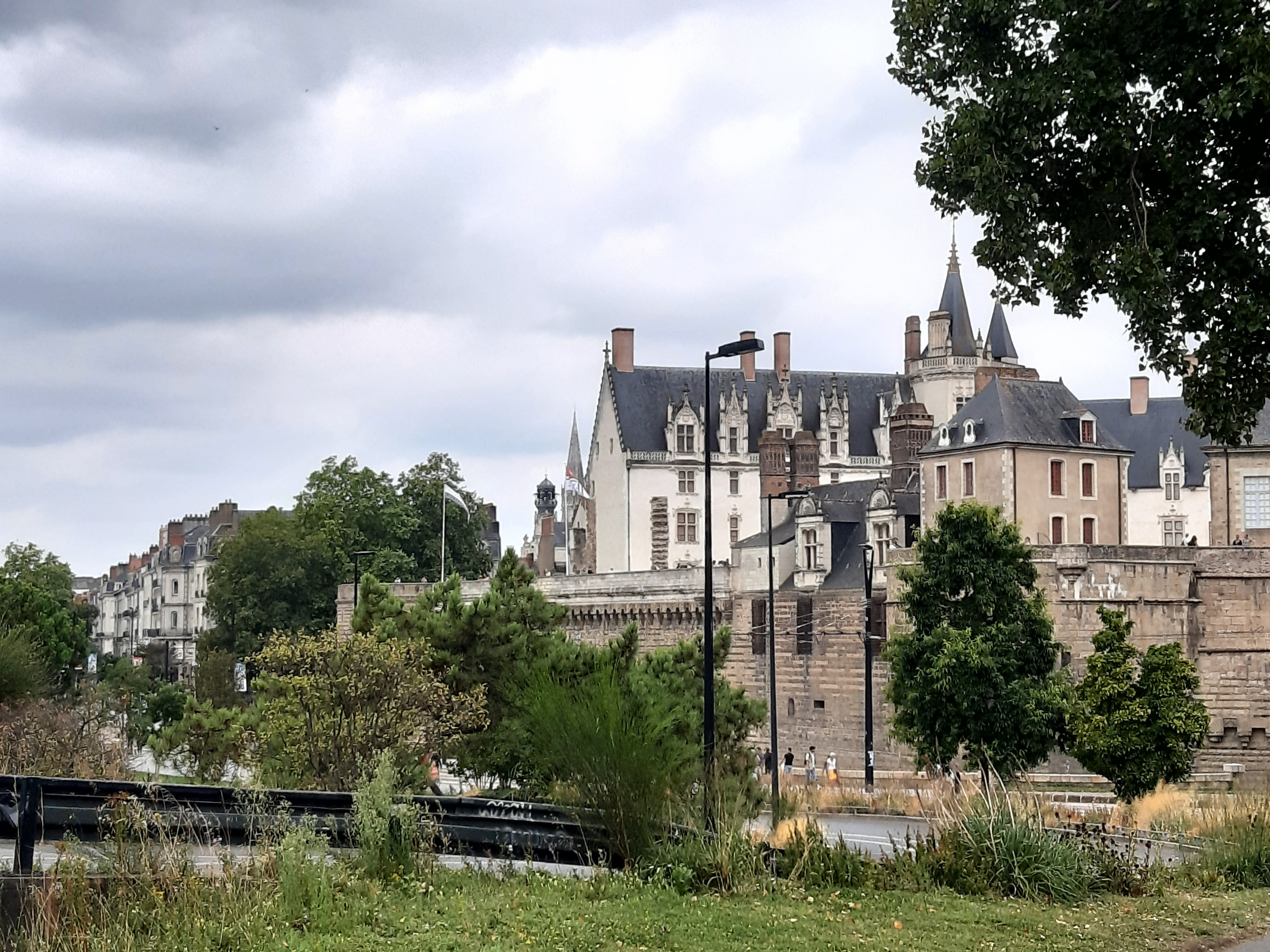
Même angle de vue au siècle suivant : depuis les comblements, la Loire ne passe plus au pied du château, lequel a fait l'objet de travaux de restauration.

### XVIesiècle
Alors que les Portugais se lancent dans l'aventure coloniale au-delà des océans, bientôt suivis par les Hollandais, les Espagnols et les Anglais, les marchands du port de Nantes poursuivent prudemment leur négoce de vin et de sel pendant tout le XVIe siècle. L'union de la Bretagne à la France, parachevée  en 1532, n'a pas d'impact significatif sur les trafics. Le port de Nantes continue d'être victime d'actes de piraterie et devient, à ce titre, une des deux bases  des galères du royaume, pour l'Atlantique, l'autre étant le port de Marseille pour la Méditerranée. Ces navires à vocation défensive sont construits au chantier naval de Port-au-Vin, avant sa relocalisation sur l'île Gloriette. En 1554, le port de Nantes accueille ainsi vingt-deux des soixante-huit galères royales.
Les guerres de religion en France (1562-1598) suspendent pendant trente ans l'essor économique du pays. Le duc de Mercœur, gouverneur de la Bretagne à partir du 5 septembre 1582, fait de Nantes un bastion de la
Ligue catholique. Le puissant Empire espagnol de Philippe II est alliée de la Ligue. Les Espagnols investissent le port de Nantes et les échanges commerciaux ne se feront pendant des années qu'avec l'Espagne. Cette même année, Port-Maillard est équipé  de son premier quai, permettant de renforcer son activité. L'abjuration d'Henri IV contraint Mercœur à se soumettre, ce qui permet au roi de rentrer en ville pour y signer l'édit de Nantes le 13 avril 1598.

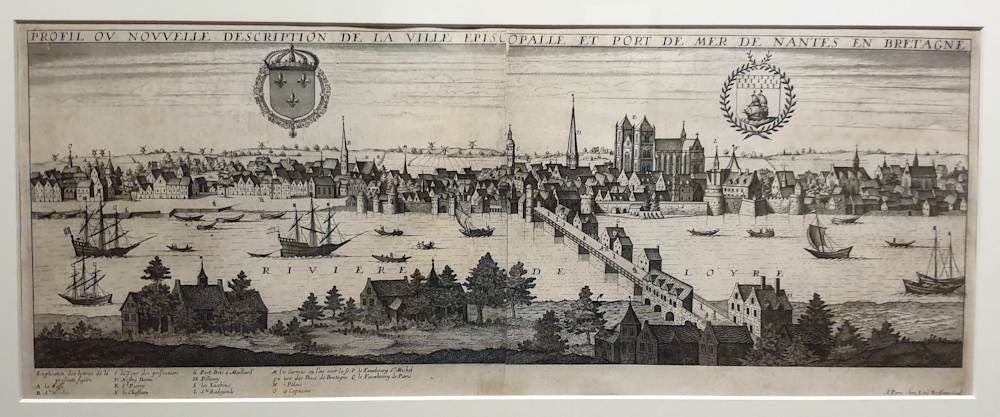
Le port de Nantes dessiné par Jean Boisseau en 1645, encore centré sur les sites médiévaux de Port-Maillard et du Bouffay. En amont du pont de Pirmil se maintient la batellerie traditionnelle la Loire et en aval, la flotte du commerce maritime amorce son développement, d'abord depuis Port-au-Vin.

### XVIIesiècle
Le XVIIe siècle marque un tournant dans l'histoire du port de Nantes. Les trafics traditionnels de vin et de sel notamment subissent une crise dans les années 1630-1670 et les sites de Port-Maillard, quai du Bouffay et Port-au-Vin perdent leur suprématie dans le dispositif portuaire nantais. Mais d'un autre côté, le port Nantes s'insère au cours de ces années-là dans les circuits commerciaux du premier empire colonial français. Profitant de sa situation géographique sur la façade atlantique, le port passe en seulement vingt ans, de 1660 à 1680, d'une envergure régionale à une dimension internationale. Cette grande mutation, encouragée par le colbertisme, profite au quai de la Fosse, situé en aval du centre-ville. Utilisé depuis le Moyen-âge, celui-ci est développé à partir de 1516 et agrandi en 1632. Les trafics enregistrent une brusque accélération en 1670, principalement soutenue par les échanges commerciaux avec les Antilles françaises. Sont expédiées vers les îles, d'abord en droiture, les denrées nécessaires à la vie des colons (vin, eau-de-vie, farine, toile, cuivre, étain, huile, chandelle, pierre à bâtir, vaisselle, fusils), tandis qu'un nouveau produit, le sucre de canne, est importé en grandes quantités comme fret retour pour être raffiné. La ville compte ainsi pas moins de cinq raffineries de sucre en 1671 et jusqu'à douze en 1700. D'autres produits tropicaux sont importés tels  que le tabac, le cacao et le coton. Succédant aux marchands espagnols établis à Nantes dès le XVIe siècle et auprès desquels elles ont appris les techniques du commerce maritime, suivis des hollandais, portugais ou encore les Irlandais de Nantes au XVIIe siècle, des familles d'armateurs nantais se hissent parmi l'élite économique de la ville. En ce même milieu du XVIIe siècle, Paimboeuf devient le principal avant-port de Nantes tandis qu'à Nantes, le quai de la Fosse, mieux adapté aux nouvelles contraintes de navigation et de manutention portuaire, s'impose comme le port moderne de la ville, déclassant les anciens sites médiévaux qui finissent par perdre un à un leur fonction portuaire avant d'être complètement ensevelis comme d'autres quais du centre-ville lors des travaux de comblements de Nantes réalisés entre 1926 et 1946. La mise en valeur des plantations sucrières des Antilles nécessite de la main d'œuvre, justifiant la politique de peuplement soutenue par Colbert. Les marchands nantais recrutent dans ce cadre de jeunes candidats à l'émigration, généralement âgés de 14 à 25 ans, dans les rangs des artisans écrasés par le système des corporations, des paysans sans terre et quelques cadets de familles ruinées, tous originaires de l'ouest du pays. Tenus de travailler pendant trois ans pour le compte d'un planteur pour rembourser le prix de la traversée, il se voient ensuite offrir un lopin de terre à mettre en valeur et un petit pécule.
Cette organisation primitive présente cependant deux inconvénients majeurs : elle répond de manière insatisfaisante aux abondants besoins en main-d'œuvre pour exploiter les colonies et il existe un déséquilibre entre les cargaisons à l'aller (les navires quittant Nantes les cales à moitié vides) et celles du retour. Pour y remédier, elle évolue peu à peu vers une traite négrière inscrite dans un système de commerce triangulaire. 

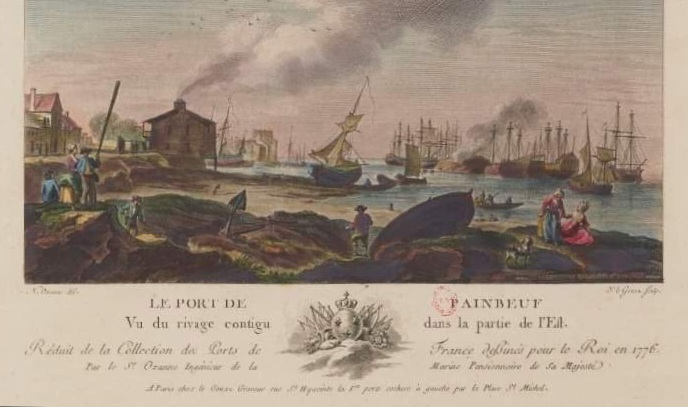
Port de Paimbœuf peint par Nicolas Ozanne en 1776.

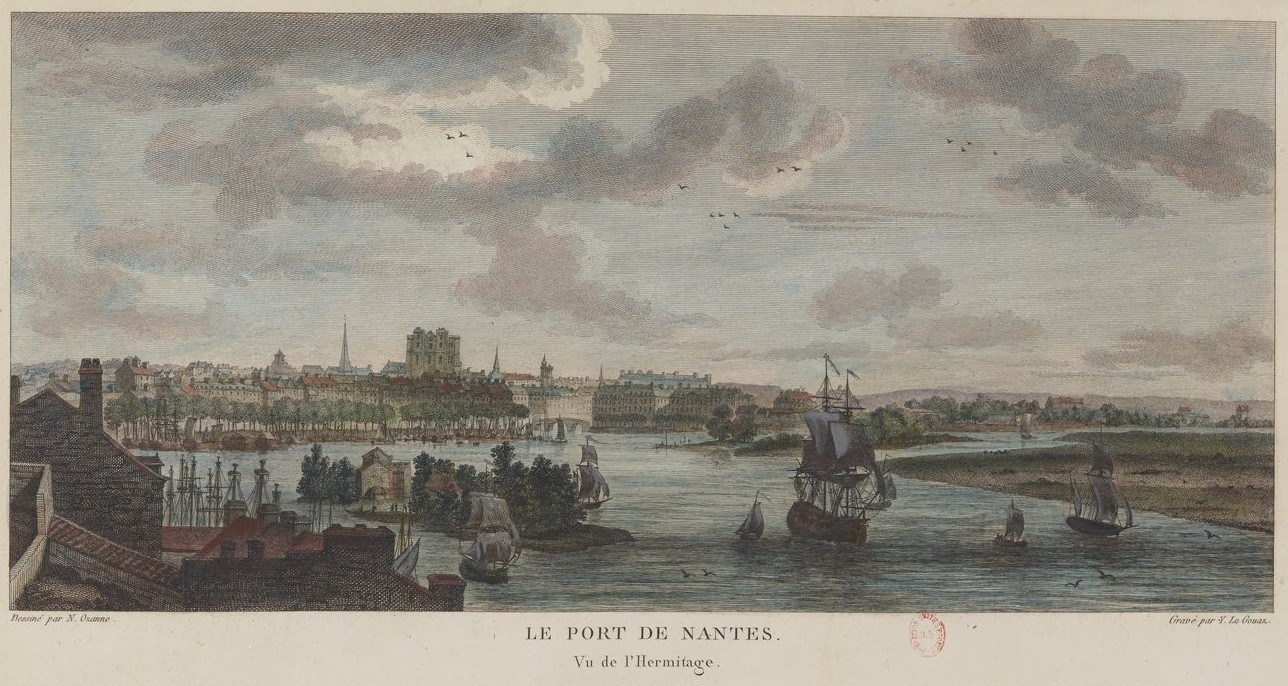
Le port de Nantes vu de la butte Sainte-Anne en direction de l'amont, 1776. Le centre de gravité a basculé vers le quai de la Fosse.
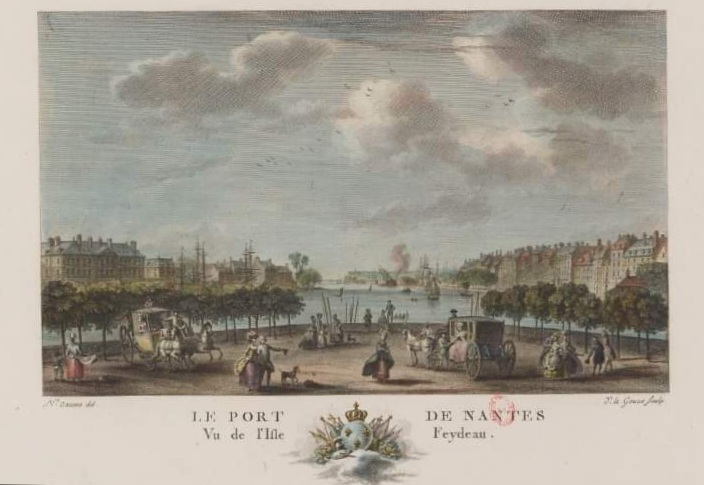
Le port de Nantes vu de l'île Feydeau en direction de l'aval, 1776. Estampe de Nicolas Ozanne.
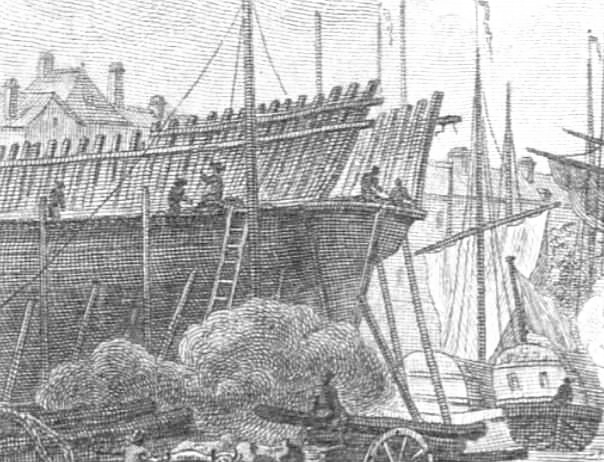
Chantier naval au quai de la Fosse en 1776.

### XVIIIesiècle

#### Commerce triangulaire
La traite négrière à Nantes débute à la fin du XVIIe siècle. La première expédition attestée partie du port date de 1688, plusieurs années après le démarrage de la traite négrière à La Rochelle (1643) et celle à Bordeaux (1672). Les marchands français imitent en cela l'exemple des Portugais, précurseurs en la matière, suivis des Espagnols, des Hollandais et des Anglais. A Nantes, dix expéditions ont lieu jusqu'en 1698, moyennant le versement d'un droit à la Compagnie française des Indes orientales, dont le siège est à la citadelle de Port-Louis. Selon les préceptes du Colbertisme, qui minimise les dépenses à l'étranger, les marchands nantais embarquent des biens dits de pacotille (verrerie, indiennes, armes), qu'ils échangent en l'Afrique de l'Ouest auprès de potentats locaux contre des captifs. Aux Antilles, ces derniers sont vendus comme esclaves et les marchands reviennent à bon port les cales chargées de denrées tropicales.

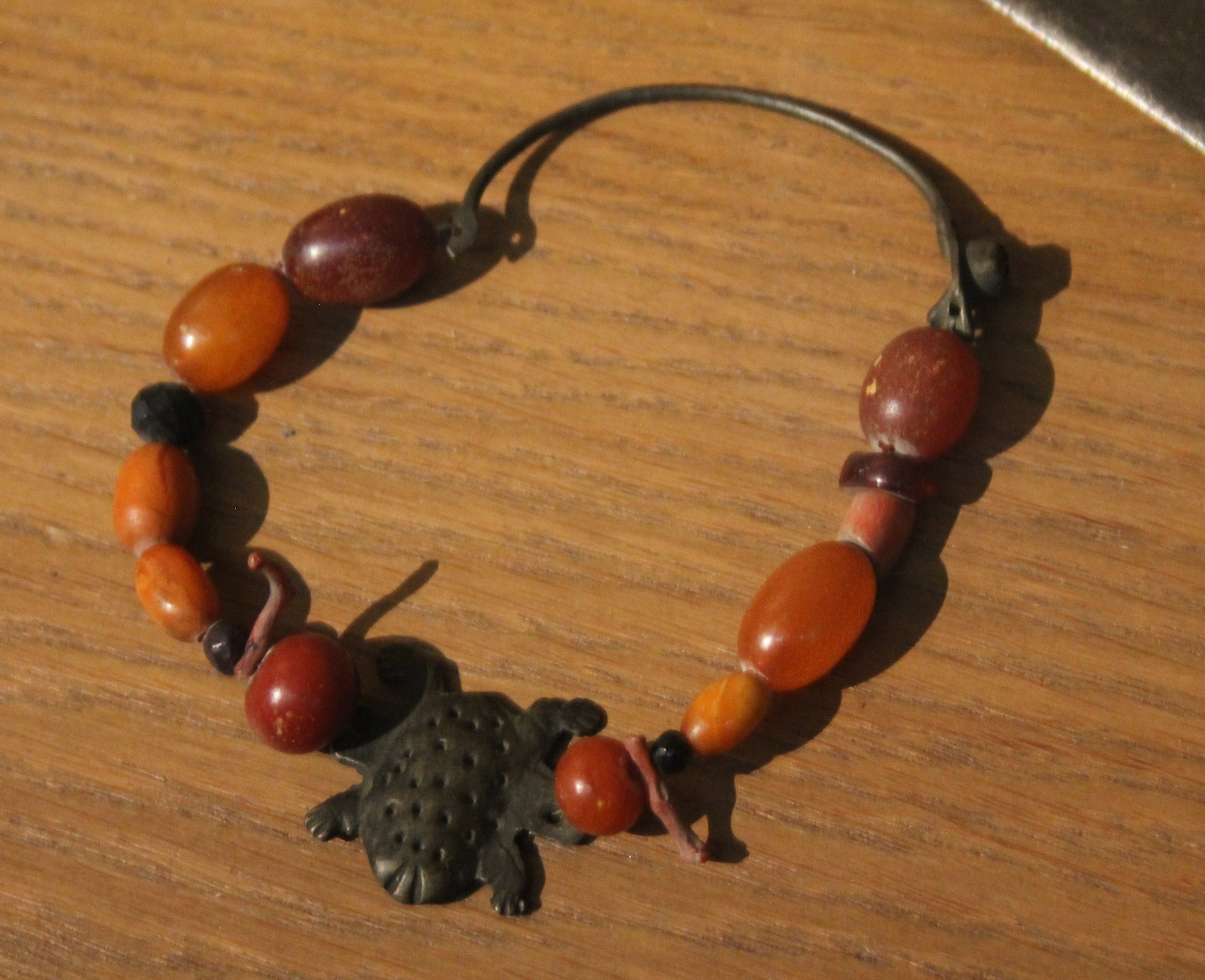
Collier de traite, exposé au Musée d'histoire de Nantes.
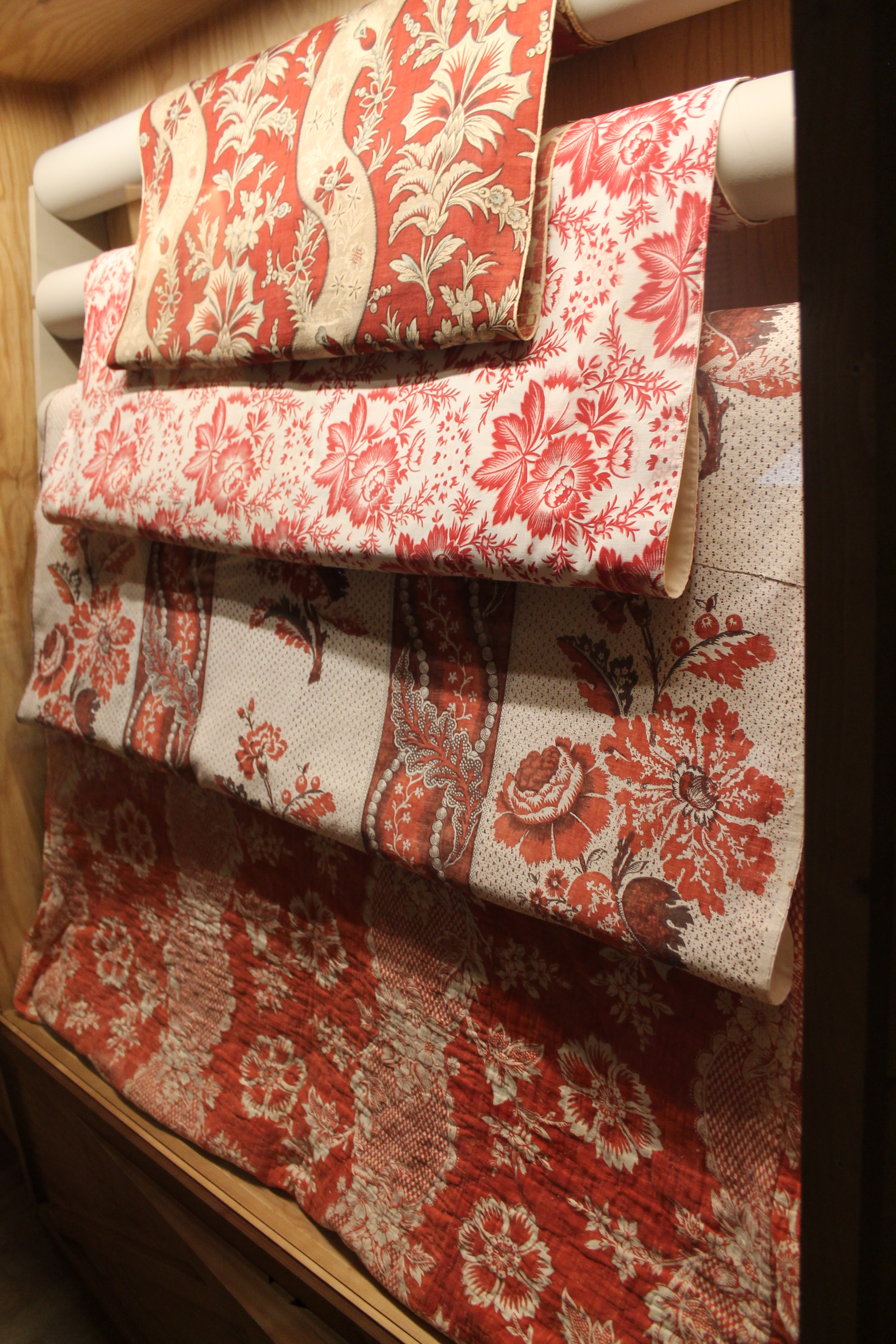
Indiennes au Musée d'histoire de Nantes.
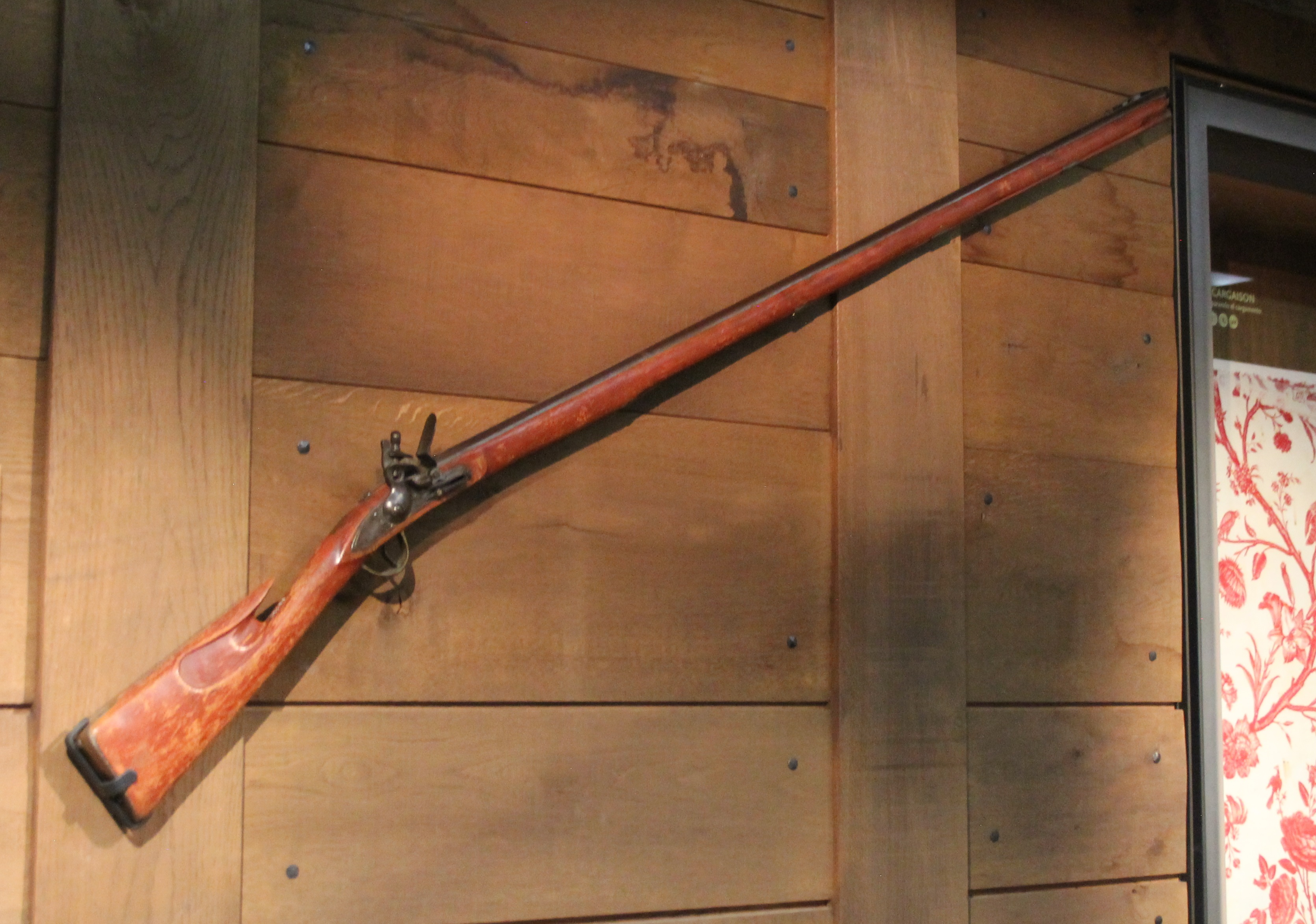
Fusil de traite, échangé contre des captifs africains.

Le décollage du commerce triangulaire nantais se fait réellement à partir de 1713, à l'issue de la guerre de Succession d'Espagne, entraînant une forte croissance de l'activité du port. La construction navale dans l'estuaire de la Loire devient une priorité et l'industrie locale s'adapte à l'essor du trafic de sucre de canne. Nantes se hisse au premier rang des ports français jusqu'au milieu du XVIIIe siècle. La croissance n'est toutefois pas rectiligne, elle est entrecoupée de périodes de récession, principalement liées aux grands conflits, comme la guerre de Succession d'Autriche ou la guerre de Sept Ans, qui entraîne un effondrement économique.
L'enceinte médiévale de Nantes est abattue pour permettre à la ville, trop à l'étroit derrière ses murs, de s'ouvrir sur son port. Les armateurs négriers enrichis se font construire d'élégants hôtels particuliers dans le quartier de la Fosse, de l'île Feydeau et de l'île Gloriette, témoignant de leur nouveau statut social. De là, ils peuvent surveiller leur flotte et mener leurs affaires, tandis qu'ils se font construire des folies à la campagne sur les rives de l'Erdre. 

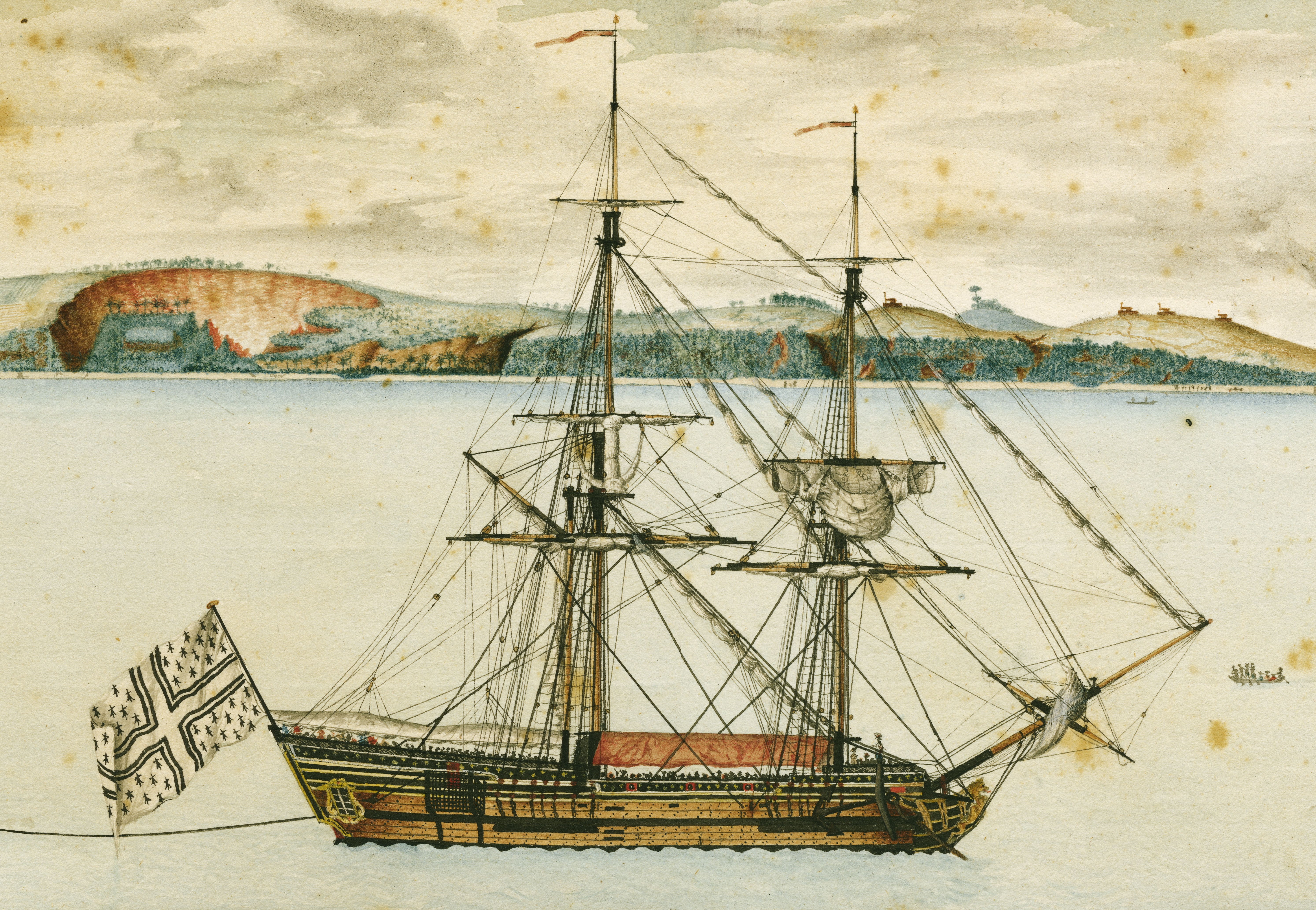
Navire négrier nantais La Marie-Séraphique, lancé en 1764.
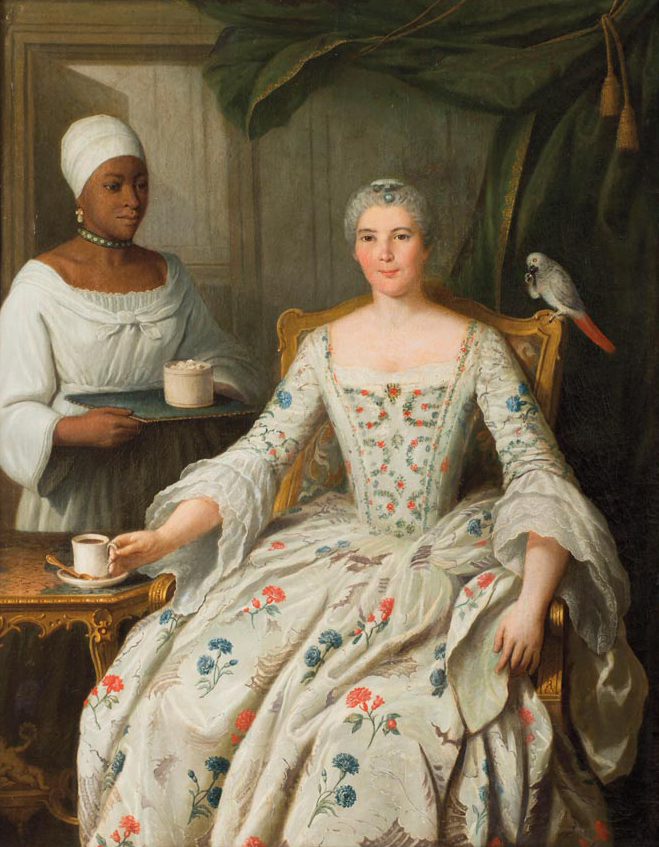
Portrait de Marguerite Deurbroucq, épouse de l'armateur négrier Dominique Deurbroucq, servie par son esclave (1754).
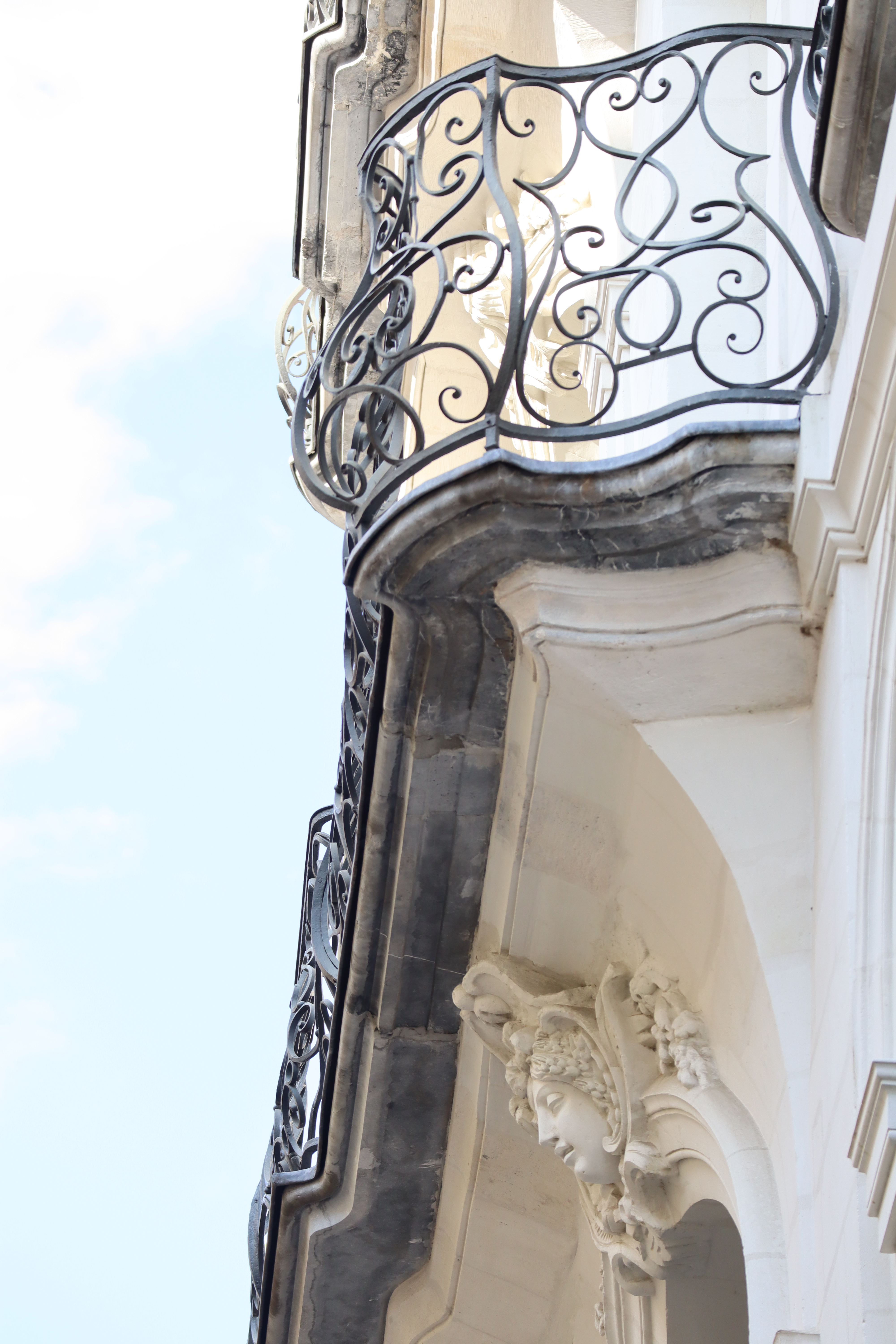
Détails de l'architecture baroque du Temple du Goût, hôtel particulier construit en 1753 par l'armateur Guillaume Grou.

#### Révolution française
Sous la Révolution française, pendant la période de la Terreur, des prisonniers de guerre de Vendée sont détenus à la prison de l'Entrepôt des cafés dans le quartier du port. La crainte d'une épidémie déclenche l'épisode des noyades de Nantes, de novembre 1793 à février 1794. Le quai de la Sécherie (futur quai Saint-Louis) situé à Chantenay est notamment le théâtre en 1793 deux épisodes des noyades :
- dans la nuit du 16 au 17 novembre, un bateau chargé d'environ 90 prêtres réfractaires est coulé en Loire ;
- dans la nuit du 23 décembre, environ 800 personnes y périssent de la même manière, dont des femmes et des enfants[4].

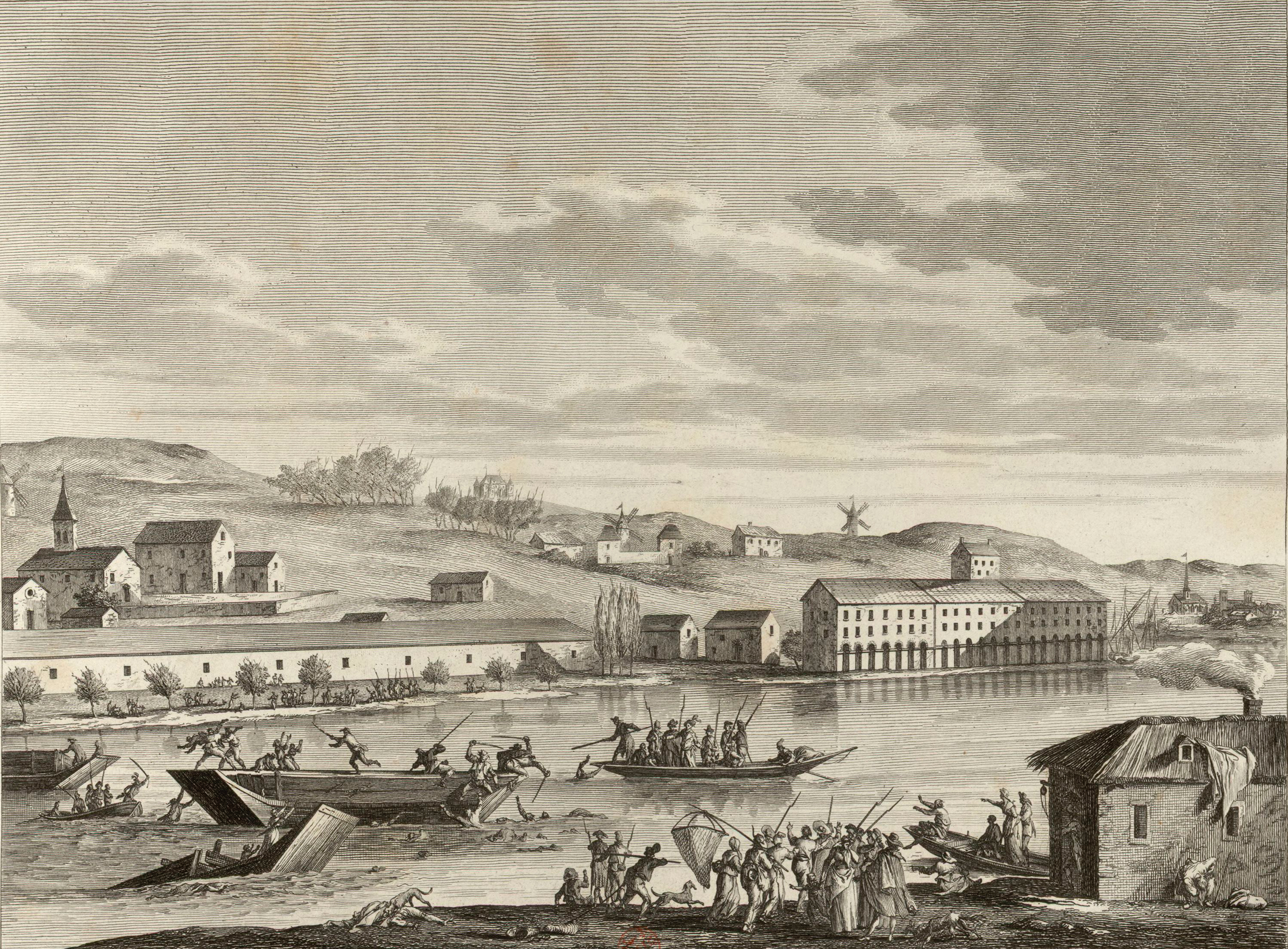
Gravure de la fin du XVIIIe siècle intitulée Noyades dans la Loire par ordre du féroce Carrier.
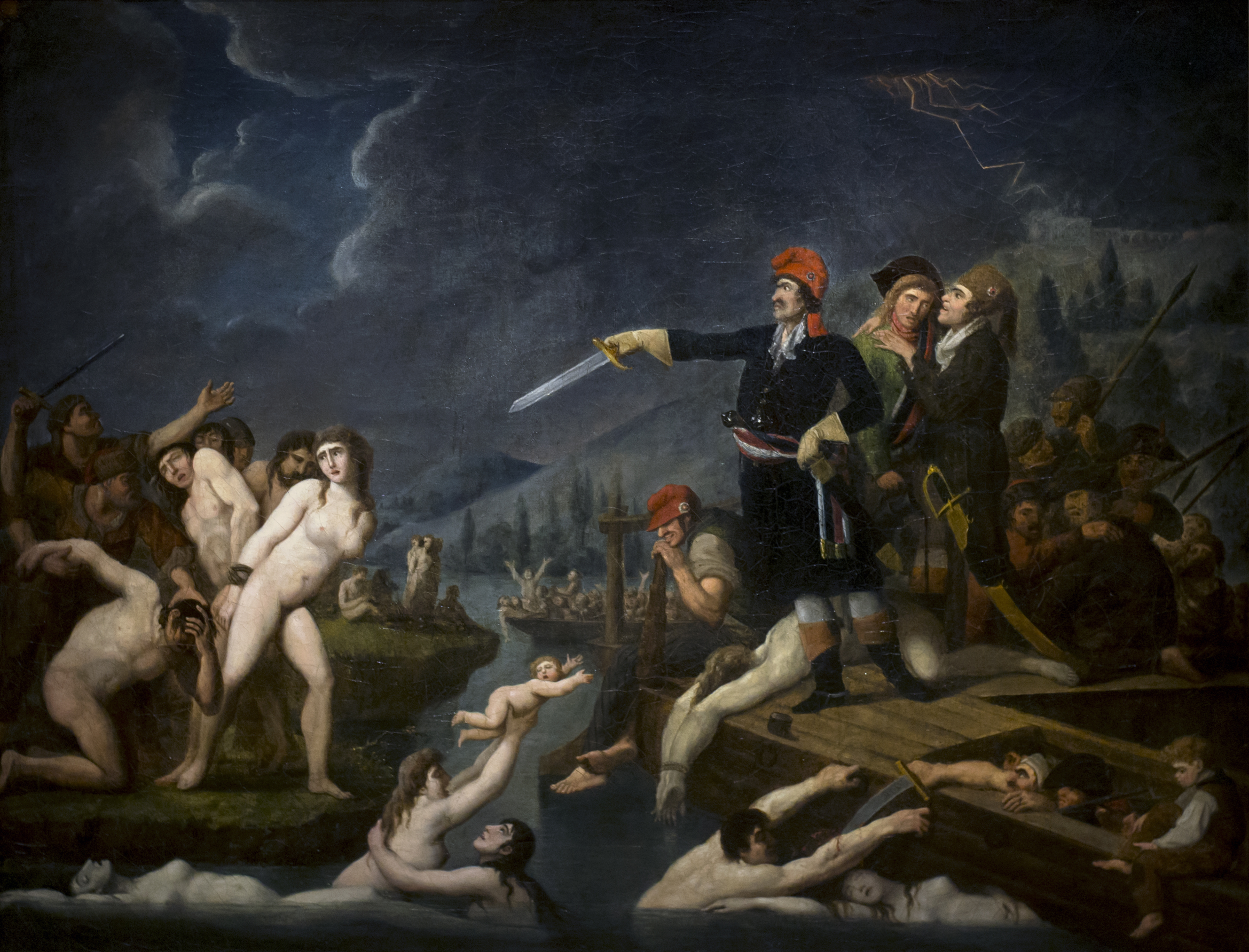
Les Noyades de Nantes, peintre anonyme, Musée d'histoire de Nantes.

### XIXesiècle
La dernière expédition connue d'un navire négrier au départ du port de Nantes date de 1833. L'abolition de l'esclavage en France en 1848 et le développement du second empire colonial français entraînent la transformation du port, qui suit le changement de modèle qu'impose la révolution industrielle. L'activité portuaire s'adapte, fournissant à l'industrie naissante les matières premières dont elle a besoin et écoulant une partie de sa production sur des marchés extérieurs. L'activité industrielle finit ainsi peu à peu par supplanter le négoce et le rythme de la production industrielle et de la construction navale (Chantiers Dubigeon, Ateliers et chantiers de la Loire) reste soutenu tout au long du XIXe siècle jusqu'au début du XXe siècle. Des établissements industriels sont fondés tels que les forges de Basse-Indre et Brissonneau et Lotz. Dans le secteur agroalimentaire, aux raffineries de sucre s'ajoute la conserverie, dans le sillage de Pierre-Joseph Colin (1785-1848), qui fonde au no 9 de la rue des Salorges en 1824 la première usine de conserve de sardines à l'huile, s'approvisionnant pour cela au port de pêche de La Turballe. Des établissements du même type se multiplient en ville jusqu'à la fin du XIXe siècle (Cassegrain est notamment fondée en 1856, Saupiquet en 1891 au 13 rue Crucy). Louis Lefèvre-Utile rachète en 1882 la société LU à ses parents et industrialise la production en fondant une usine sur l'île de la Madeleine en bordure de Loire. Quant à la Biscuiterie nantaise (BN), elle est fondée en 1896  dans le quartier de la place François-II sur l'île de la Prairie-au-Duc par un groupe de négociants locaux.

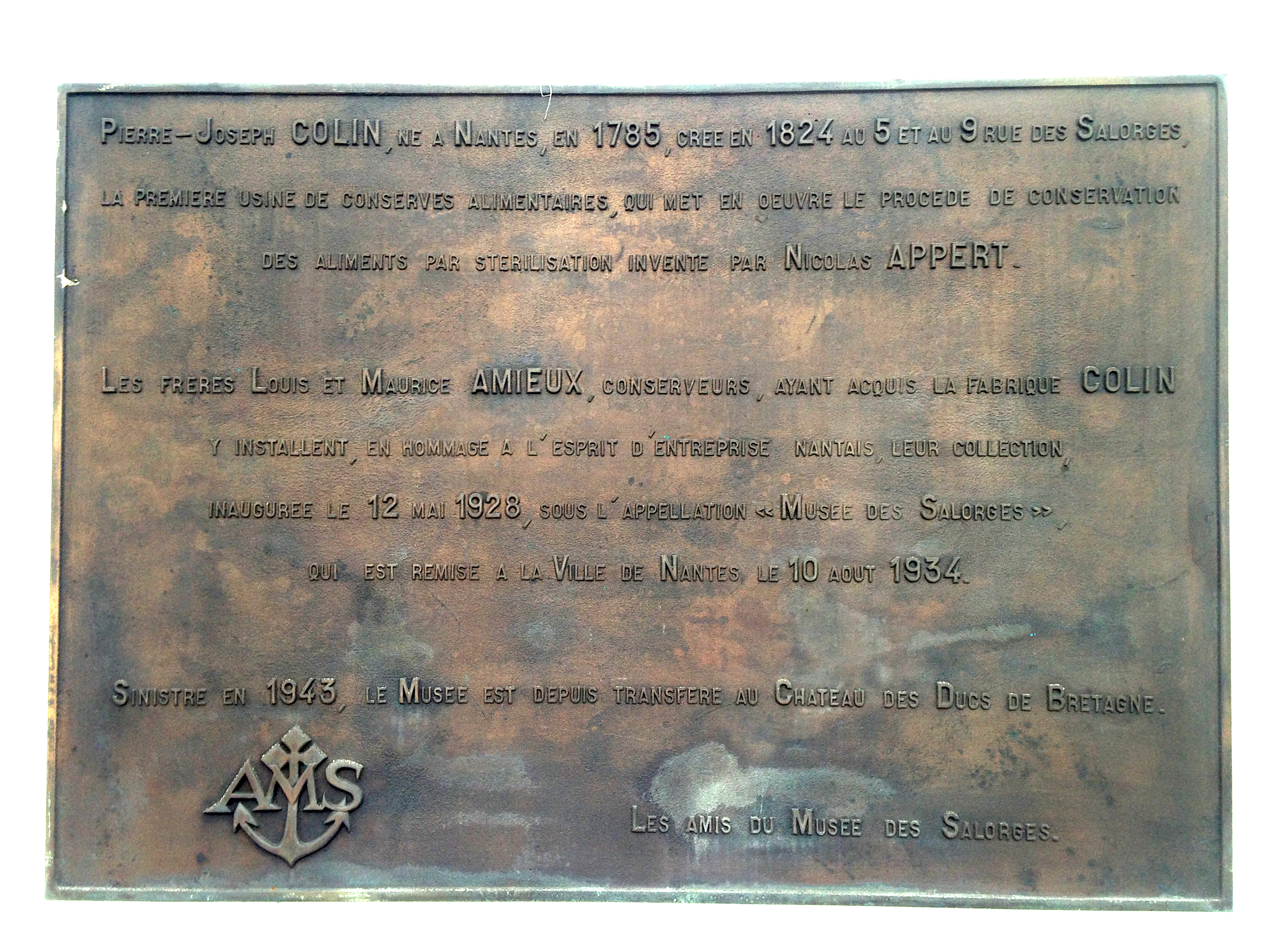
Plaque commémorative apposée sur la façade du centre des Salorges en souvenir des débuts de l'industrie de conservation des aliments.
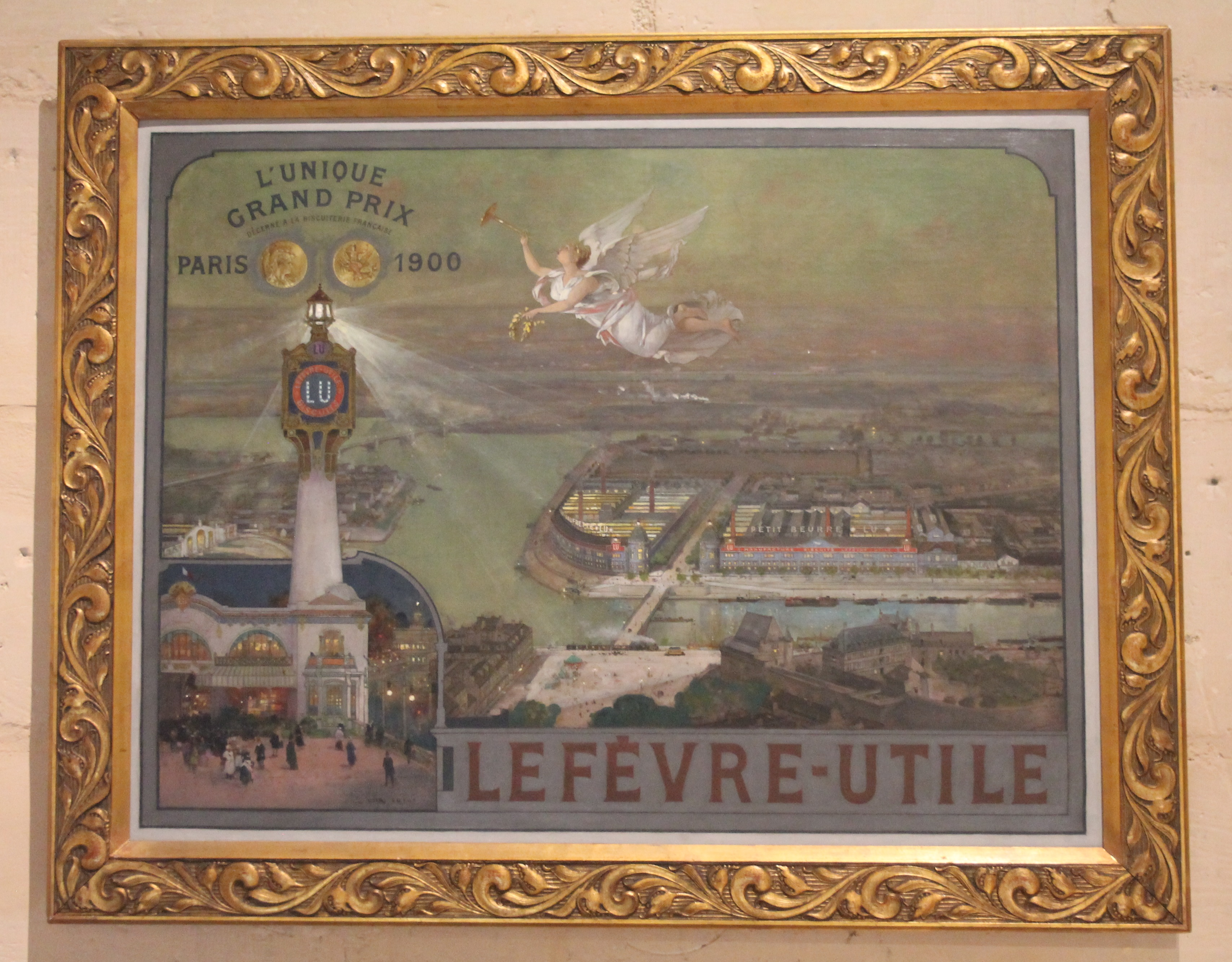
L'usine LU sur les bords de la Loire à Nantes (L'usine LU, la Renommée et le pavillon LU à l'Exposition universelle de Paris de 1900, tableau de Luigi Loir.
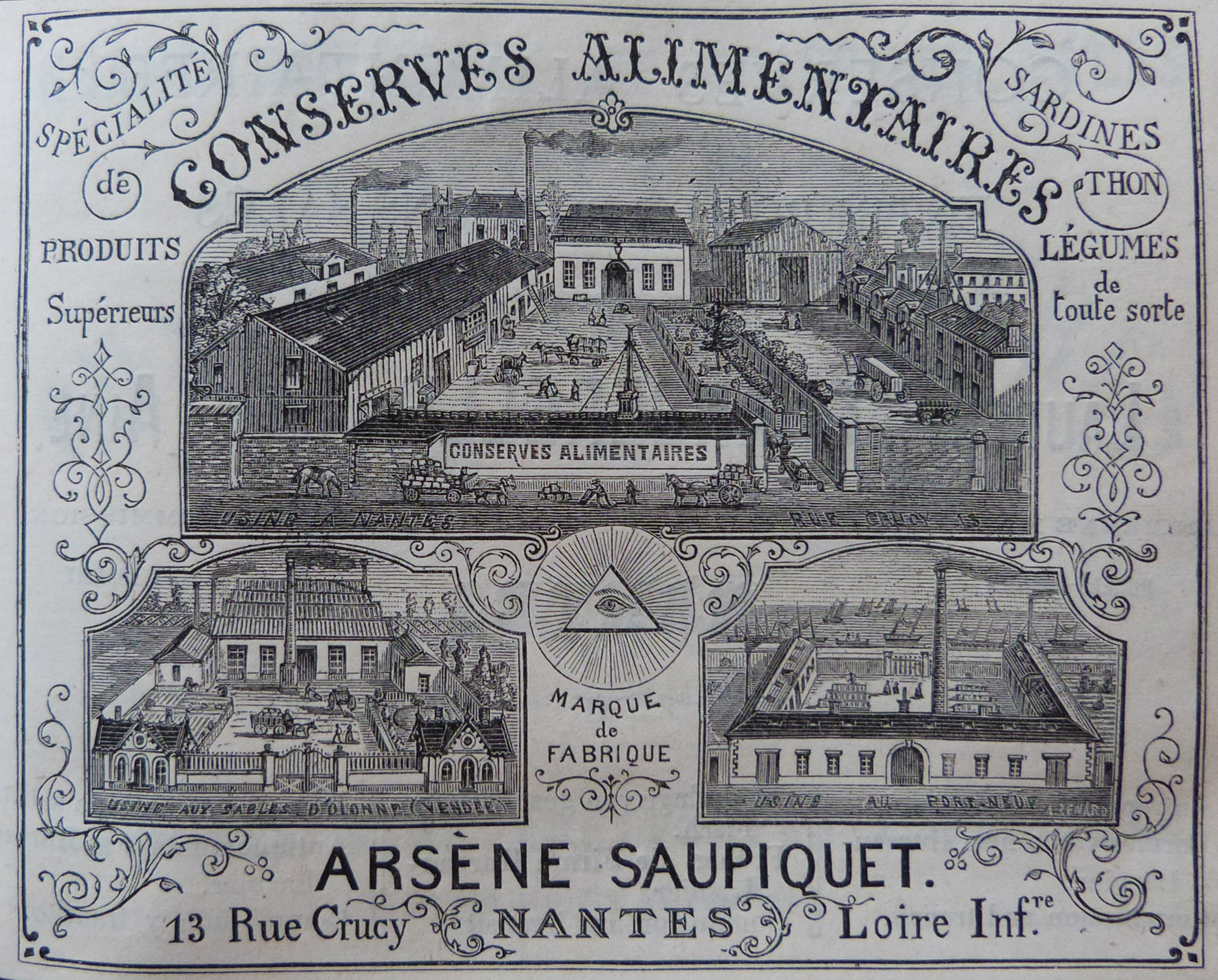
Affiche publicitaire des usines Saupiquet.

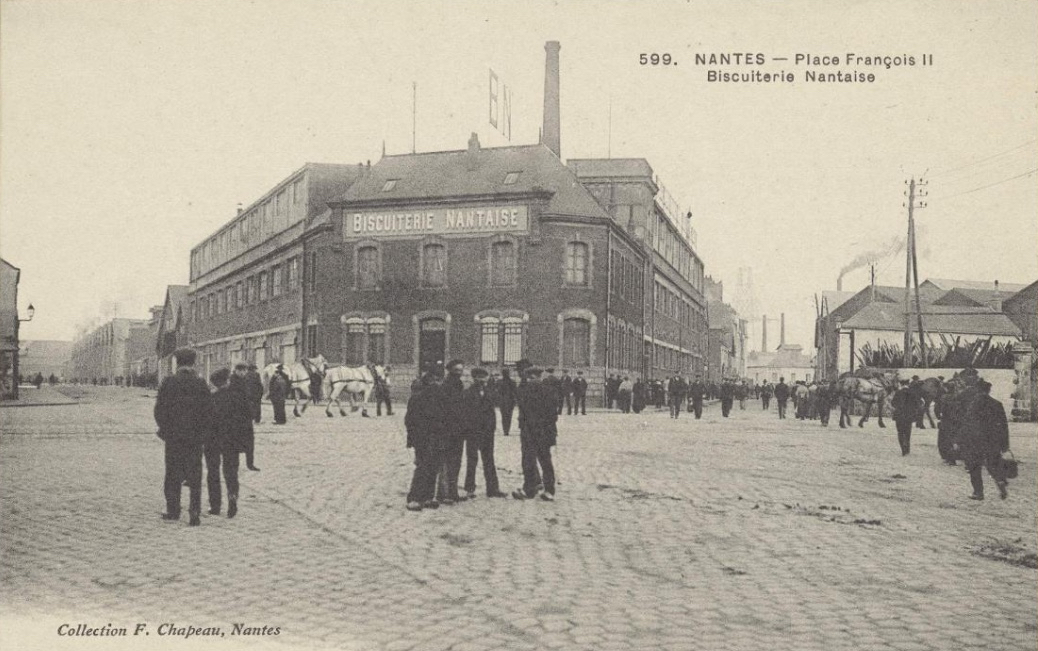
Les usines de la Biscuiterie nantaise sur la place François-II.
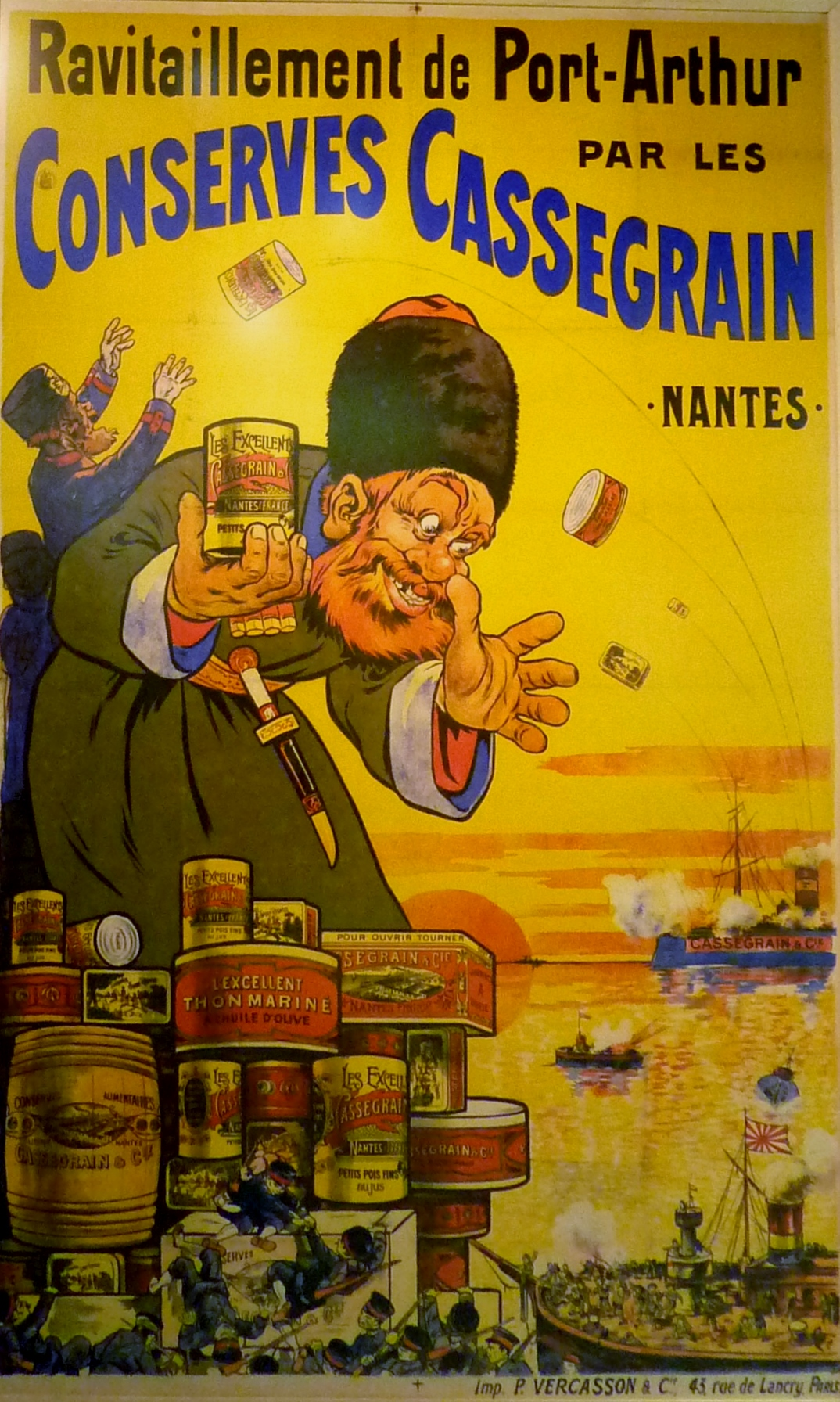
Publicité  des conserves Cassegrain ravitaillant Port-Arthur pendant la guerre russo-japonaise de 1904-05.
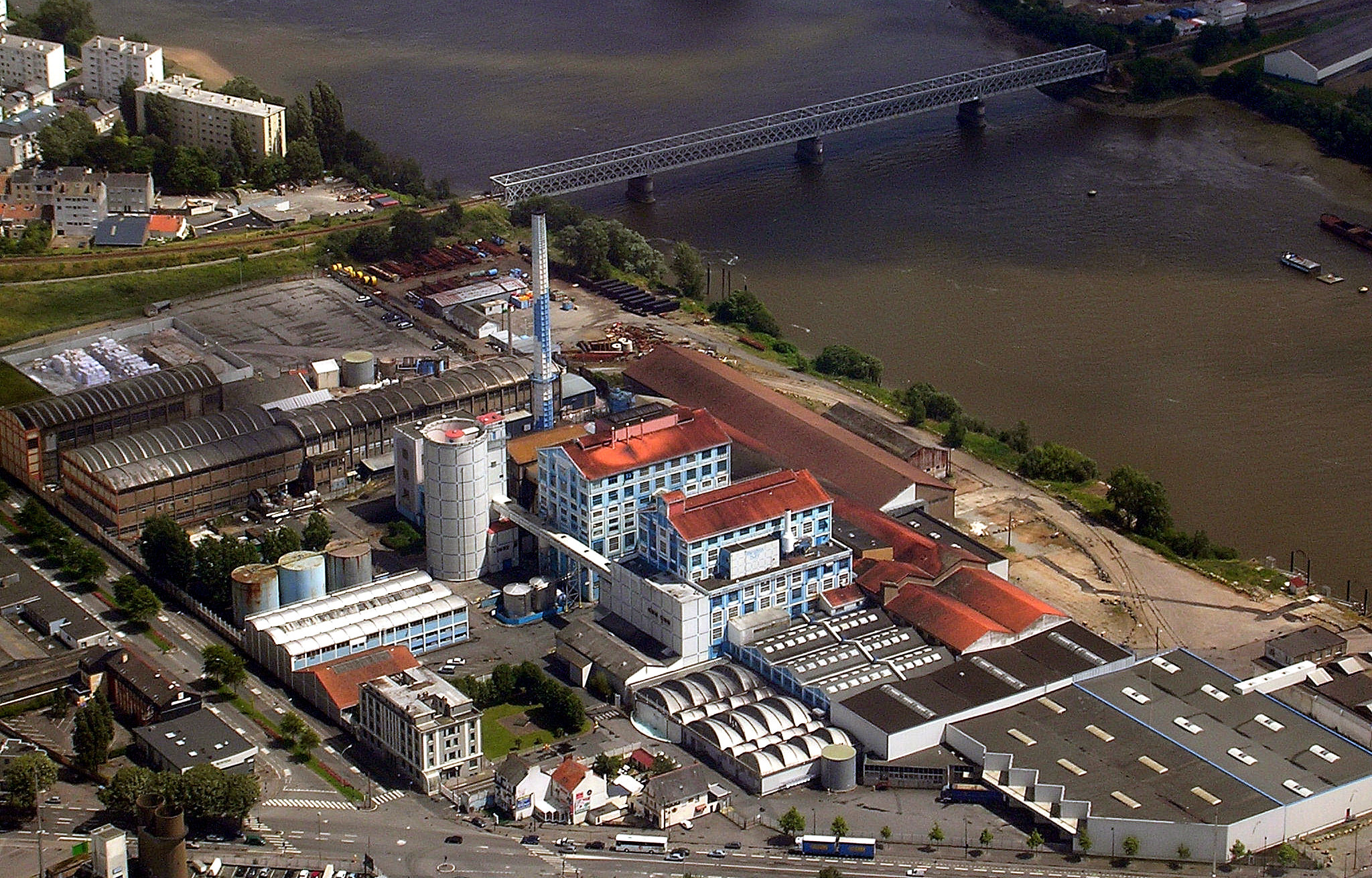
Ancienne raffinerie de sucre Béghin Say sur les bords de la Loire (bras de Pirmil).

Le quai des Antilles est aménagé à partir de 1840 face au quai de la Fosse pour accompagner le développement de l'activité. Le fleuve pose toutefois des contraintes de navigation. Il est peu profond et les bateaux sont de plus en plus gros avec des tirant d'eau de plus en plus importants. Venant renforcer le dispositif portuaire ligérien, le port de Saint-Nazaire est  créé en 1856 en tant que nouvel avant-port de Nantes, au détriment de celui de Paimbœuf. Au milieu du XIXe siècle, le port de Nantes présente un front continu de quais sur sa rive droite depuis le palais de la Bourse jusqu'à la limite avec la commune de Chantenay-sur-Loire. Au-delà, des quais privés sont aménagés  par des entreprises telles que les établissements Kuhlmann, Saint-Gobain, Talvande ou les  Chantiers Dubigeon, interdisant l'accès du public au fleuve, hormis à quelques endroits : cale Crucy, village de Roche-Maurice notamment.

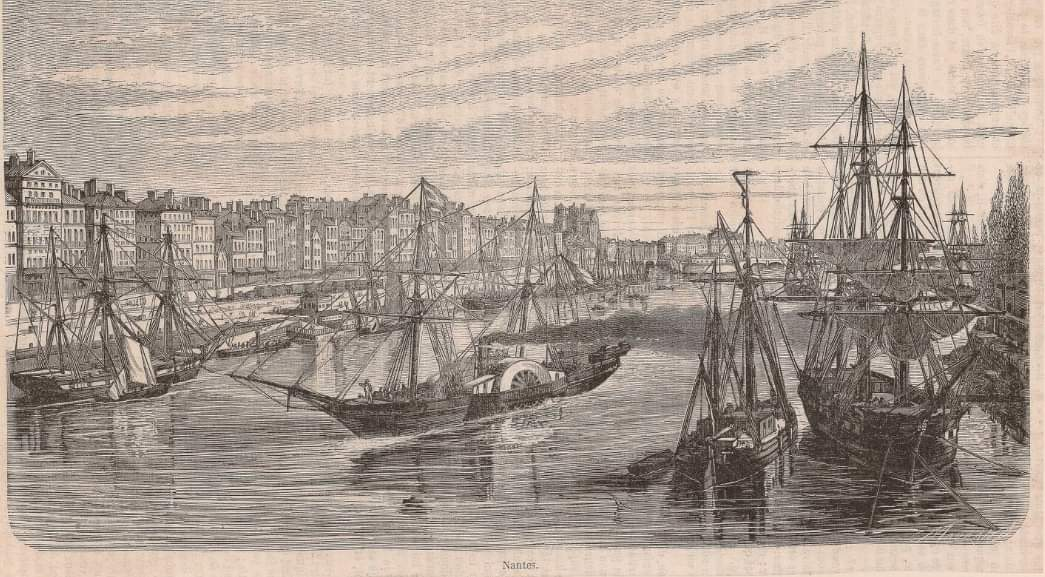
Voiliers et bateaux à vapeur au quai de la Fosse, gravure réalisée en 1850 par Horace Castelli.
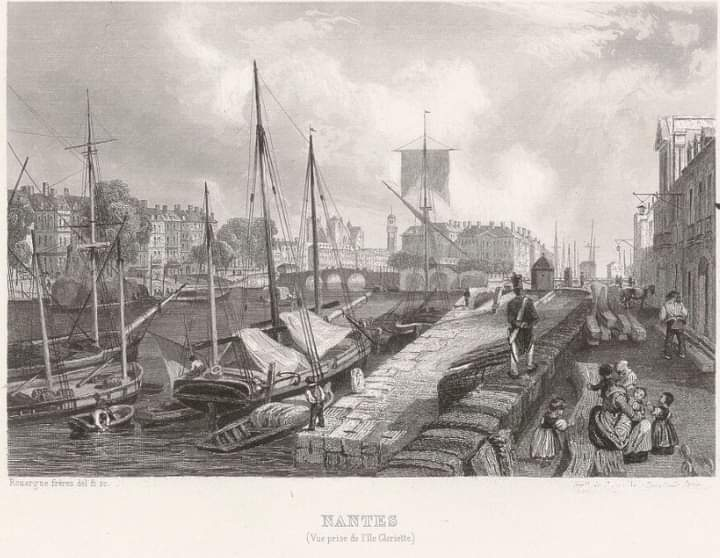
Activité portuaire sur l'île Gloriette en 1850.

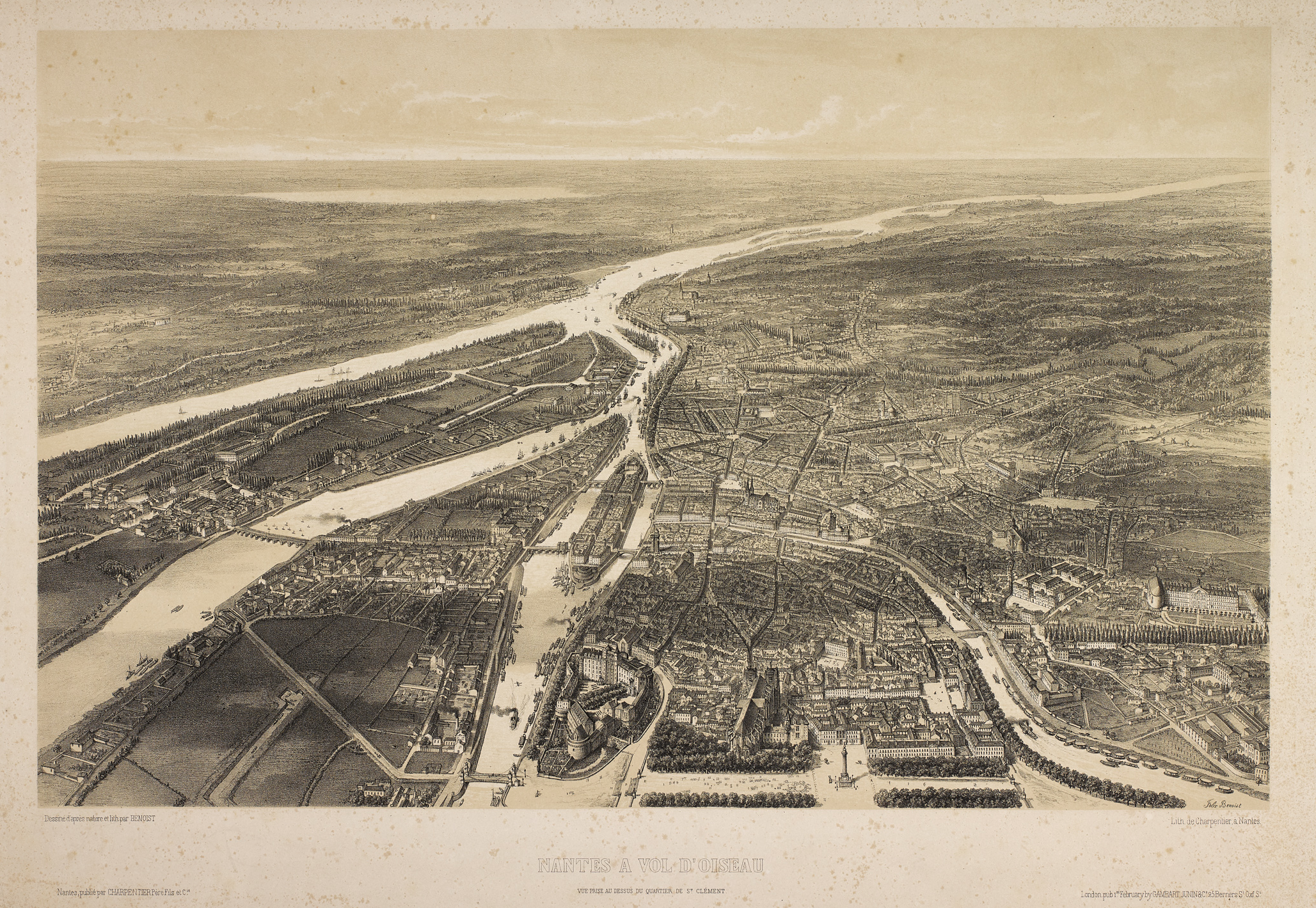
Vue aérienne de Nantes, son fleuve d'amont en aval et son activité portuaire au XIXe siècle.
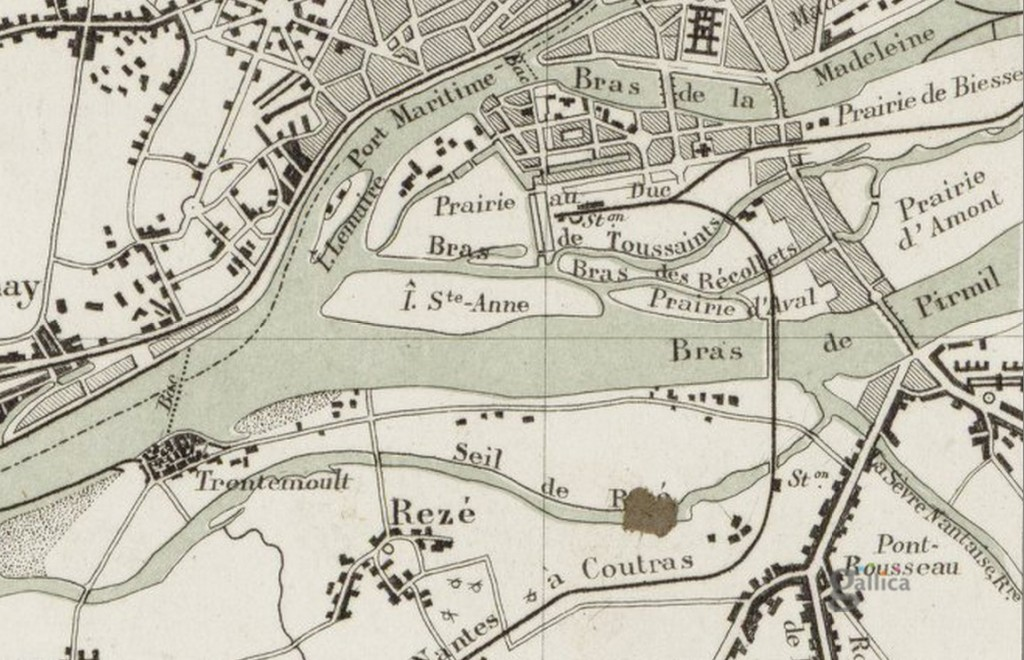
Situation du port maritime au quai de la Fosse sur un plan de 1883.

À partir de 1887, un service de transport de passagers est assuré par des bateaux à vapeur surnommés Roquio dans les eaux du port et desservant plusieurs arrêts du quai de la Fosse, du quai des Antilles et de Trentemoult. Il prend fin en 1970.

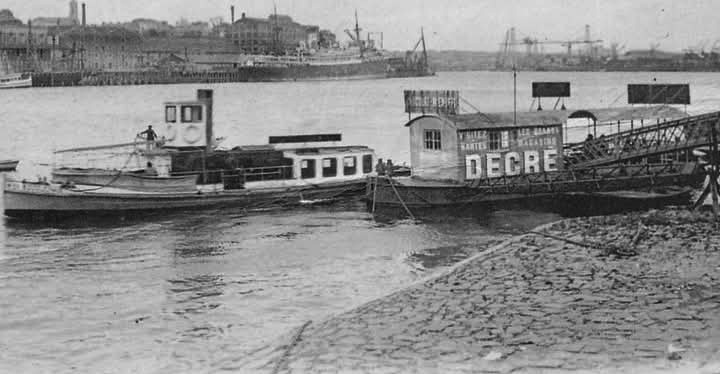
Roquio à Trentemoult assurant la liaison fluviale de passagers entre Rezé et Nantes. On note une publicité pour les magasins Decré sur l'abri de l'embarcadère.
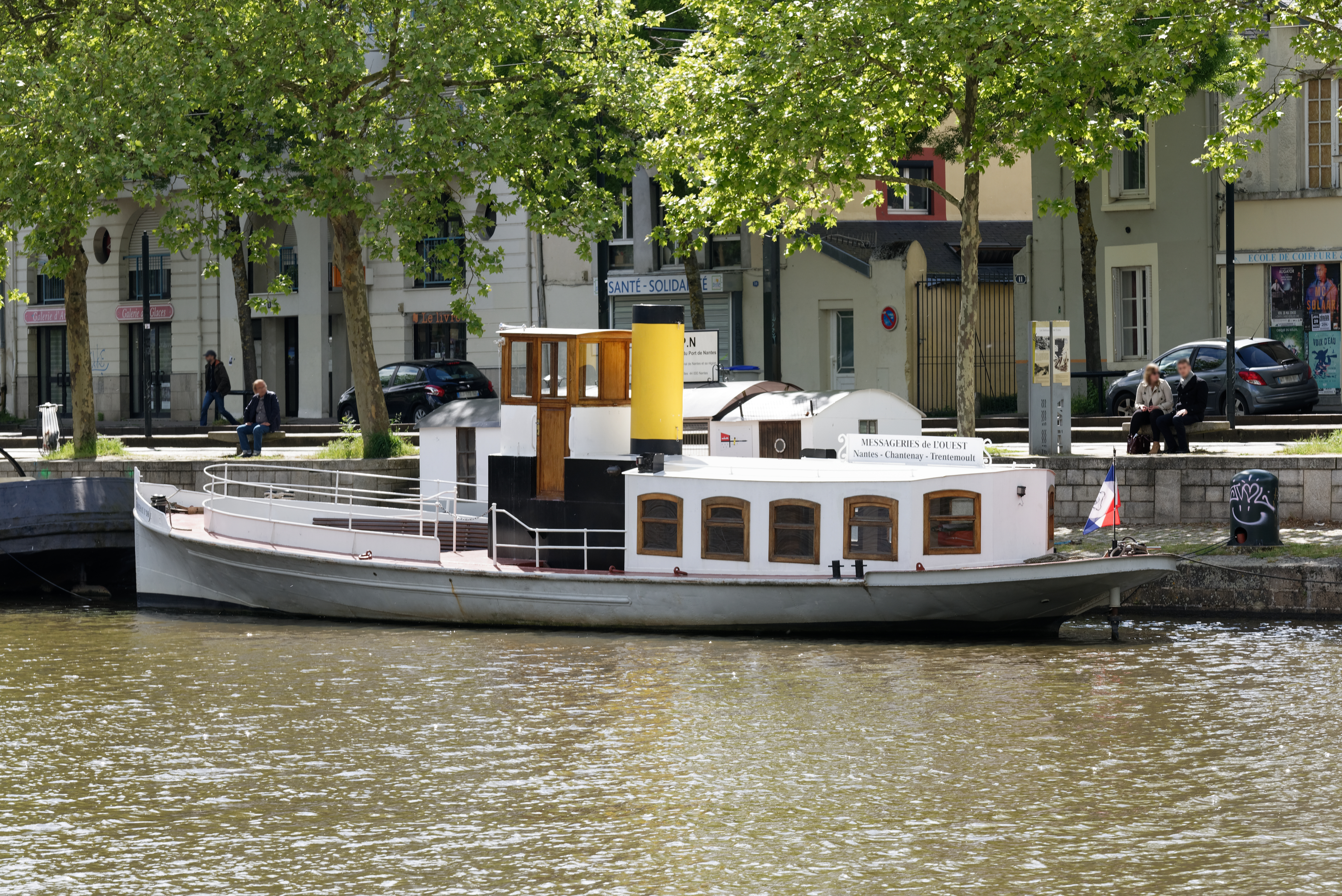
Le Chantenay (dernier Roquio du port de Nantes).

À la fin du XIXe siècle, les bancs de sable présents sur la section de la Loire entre les communes du Pellerin et Frossay rendent la navigation des grands bateaux impossible jusqu'à Nantes. La construction d'un canal longeant le fleuve est ordonnée en 1882 et en 1892, le canal de la Martinière entre en service. Emprunté pendant vingt ans par les navires de commerce, il devient inutile lorsque  les progrès technologiques permettent de mieux draguer le lit du fleuve. L'île Mabon est quant à elle arasée à compter de 1902 pour faciliter l'entrée dans le port de Nantes.

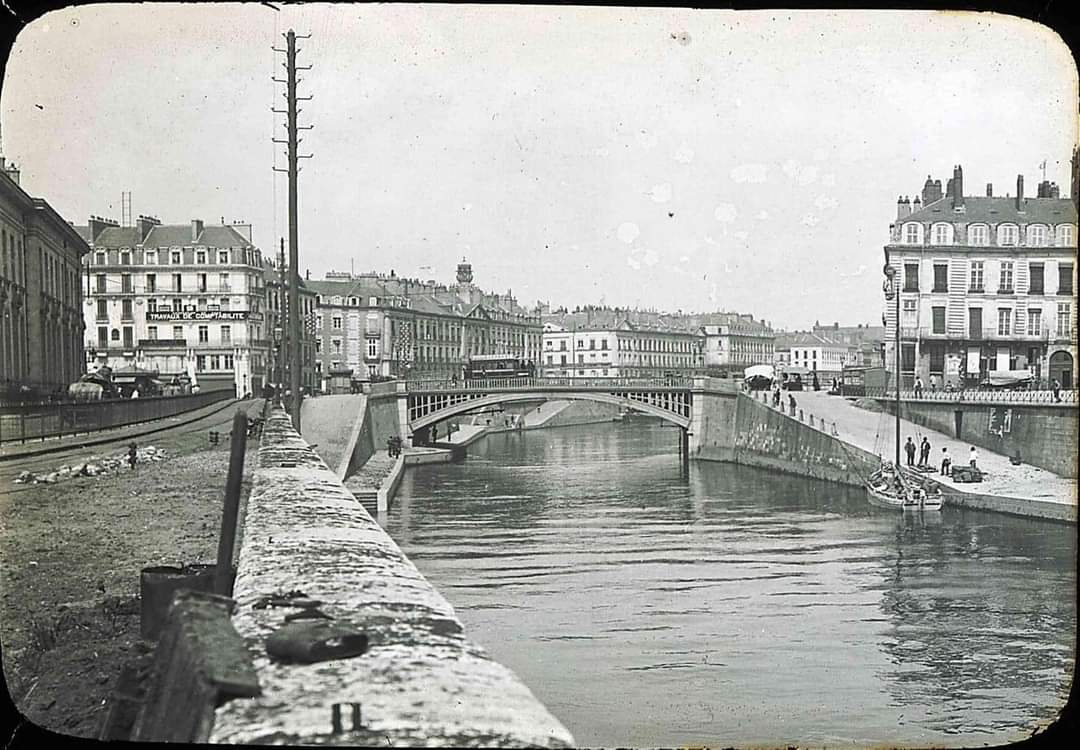
Chargement vers 1900 d'un bateau amarré au pied de la place de la Petite-Hollande près de l'hôtel de La Villestreux. Le palais de la Bourse est sur la rive opposée. Place du Commerce et île Feydeau sont reliées par le pont de la Bourse.
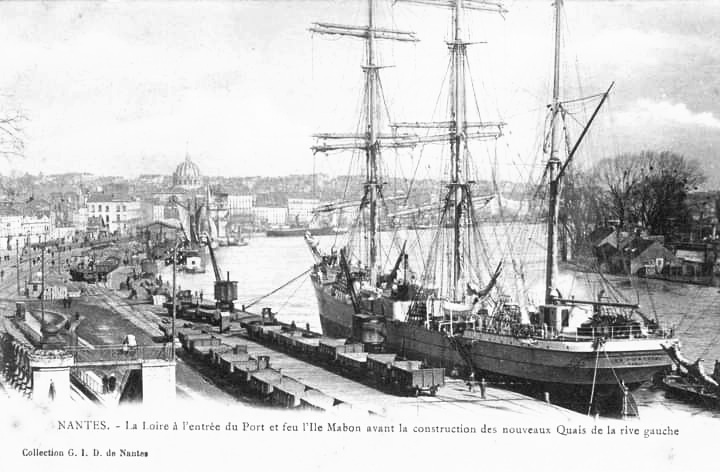
Ancienne île Mabon avant son arasement en 1902 faisant face au quai Marquis-d'Aiguillon.

### XXesiècle
Les problèmes de navigation résolus, le trafic du port de Nantes dépasse le cap du million de tonnes par an au début du XXe siècle. Le  quai de Roche-Maurice est mis en service vers 1912. Destiné à l'exportation de céréales, il confirme, après la minoterie du quai Saint-Louis, la vocation céréalière de cette partie de la rive droite. Cette même année, le Crédit nantais est créé par quelques industriels nantais. Le quai Président-Wilson est aménagé en 1913. Le quai Cormerais est bâti en 1917, à l'aval de Roche-Maurice. Un terminal pétrolier comportant trois postes d'accostage est construit sur la commune de Saint-Herblain au lieudit de « L'Usine Brûlée ». Il est rattaché au quai Émile Cormerais en 1921, ainsi nommé en hommage au président de la chambre de commerce et d'industrie de Nantes de 1913 à 1920.

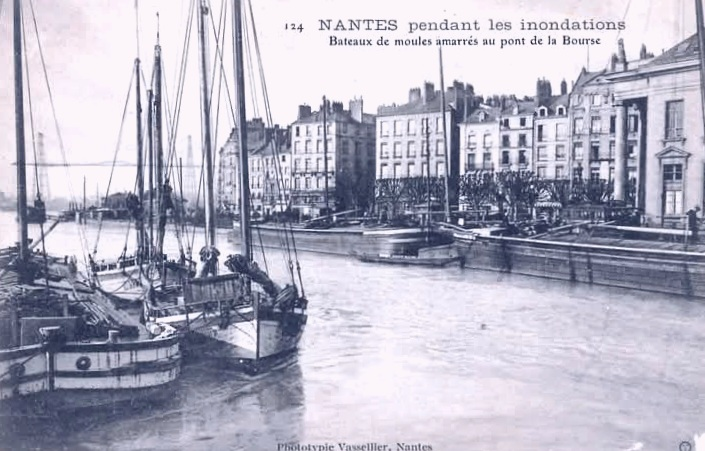
Bateaux de moules amarrés au pont de la bourse vers 1910.
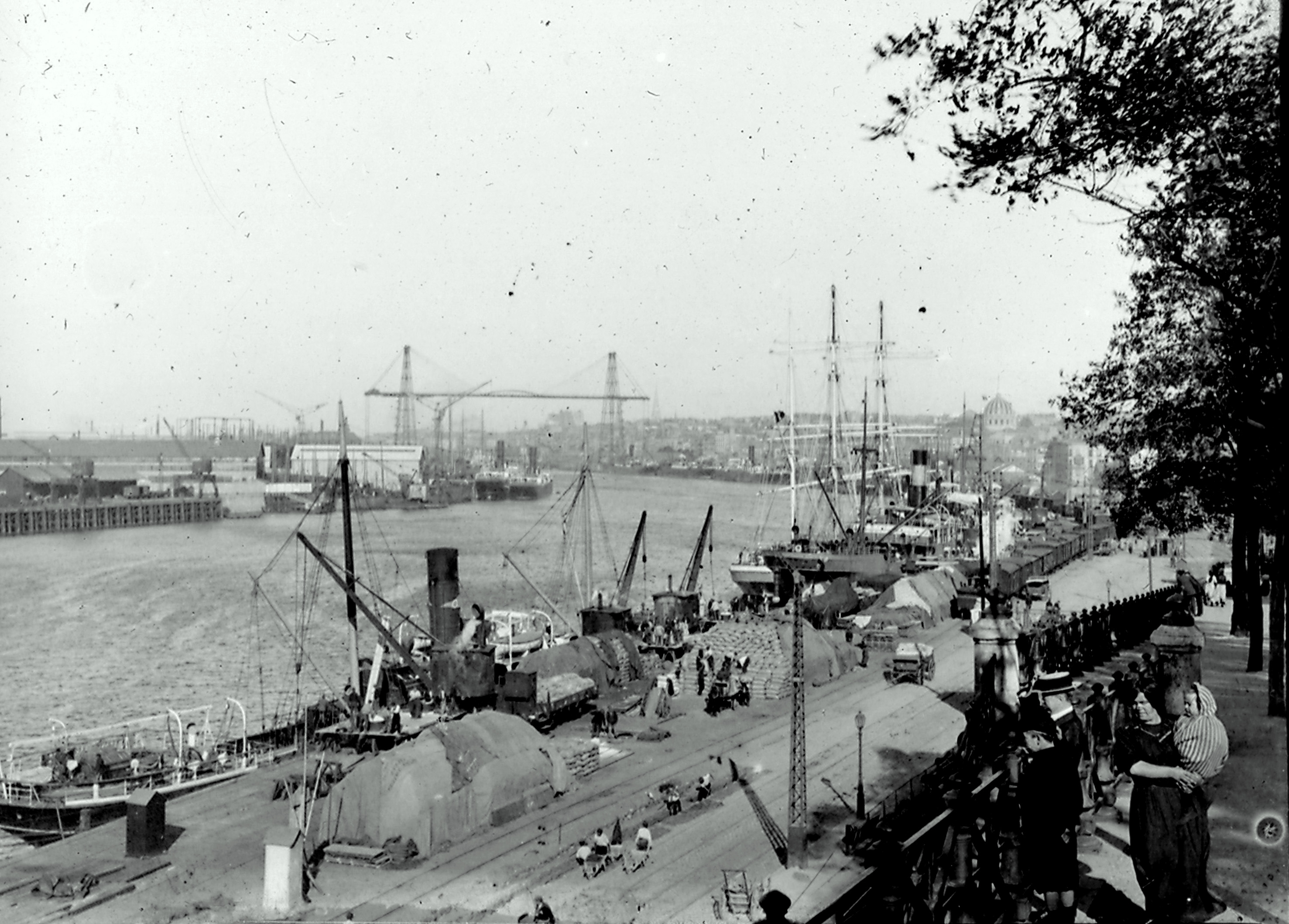
Activité  portuaire au quai de la Fosse et pont transbordeur en 1912.
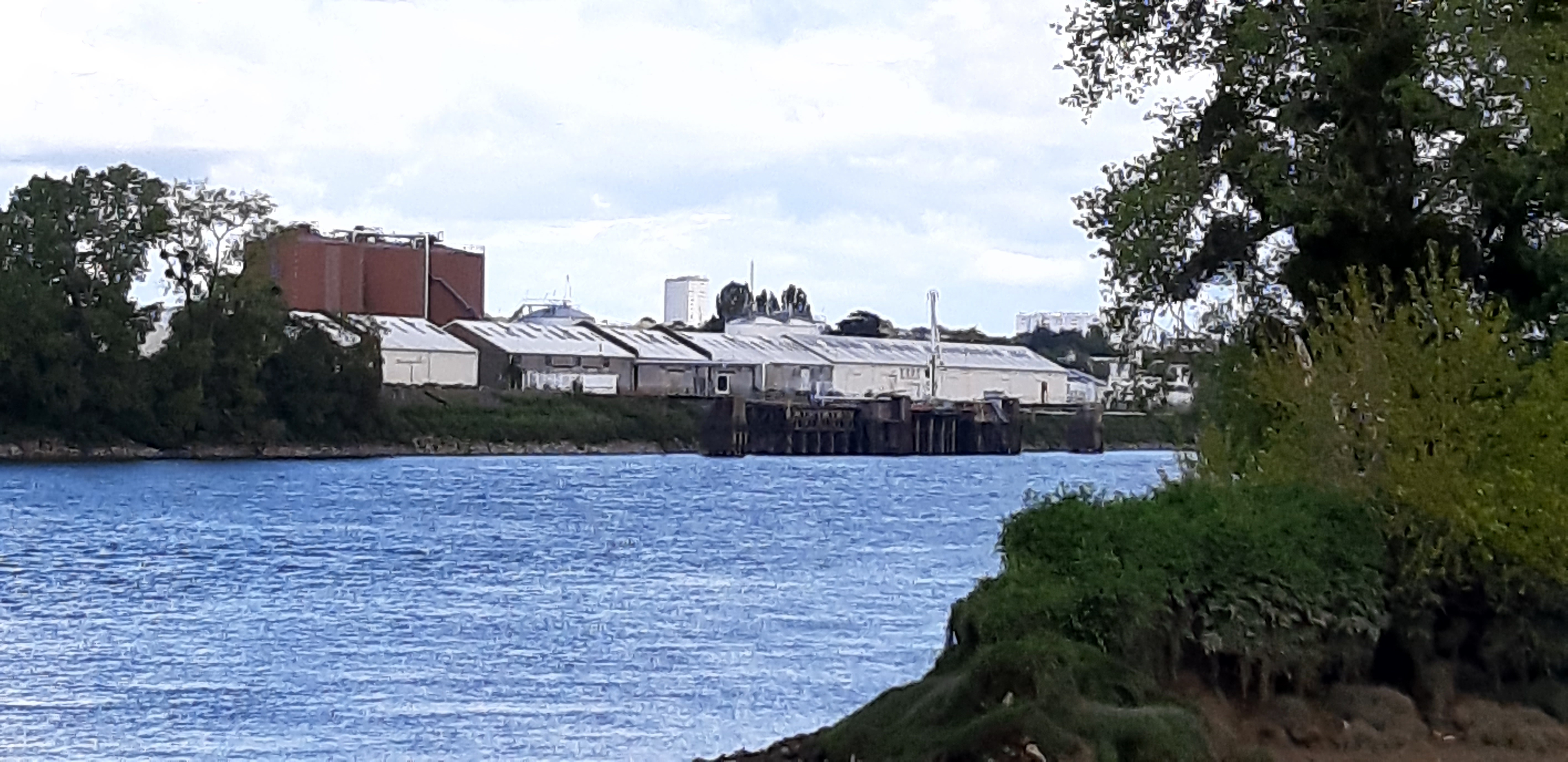
Appontements, hangars et cuves de stockage de l'Usine Brûlée au quai Émile Cormerais à Saint-Herblain, vus de Port Lavigne.

Le pont transbordeur de Nantes est construit sur le domaine du port dès 1903. Il permet le franchissement du bras de la Madeleine de la Loire notamment par les ouvriers travaillant aux chantiers navals. Le 31 mai 1925, l'acrobate polonais Willy Wolf se tue accidentellement en tentant un plongeon du haut du pont devant 20000 spectateurs massés sur les quais venus le voir. Jugé obsolète, le pont transbordeur est démonté en 1958. En 1913 est mise en service la vedette Lechalas, construite au chantier Blasse et Fils à Chantenay. Elle est employée de 1913 à 1968 par le service des Ponts et Chaussées pour la tournée du port des ingénieurs. Le dimanche 14 juin 1931, le navire Saint-Philibert embarque des passagers à destination de l'île de Noirmoutier pour une excursion d'une journée. Sur le chemin du retour en fin d'après-midi, il fait naufrage en raison d'une tempête, entraînant la mort de 450 à 500 personnes (passagers et membres d'équipage).

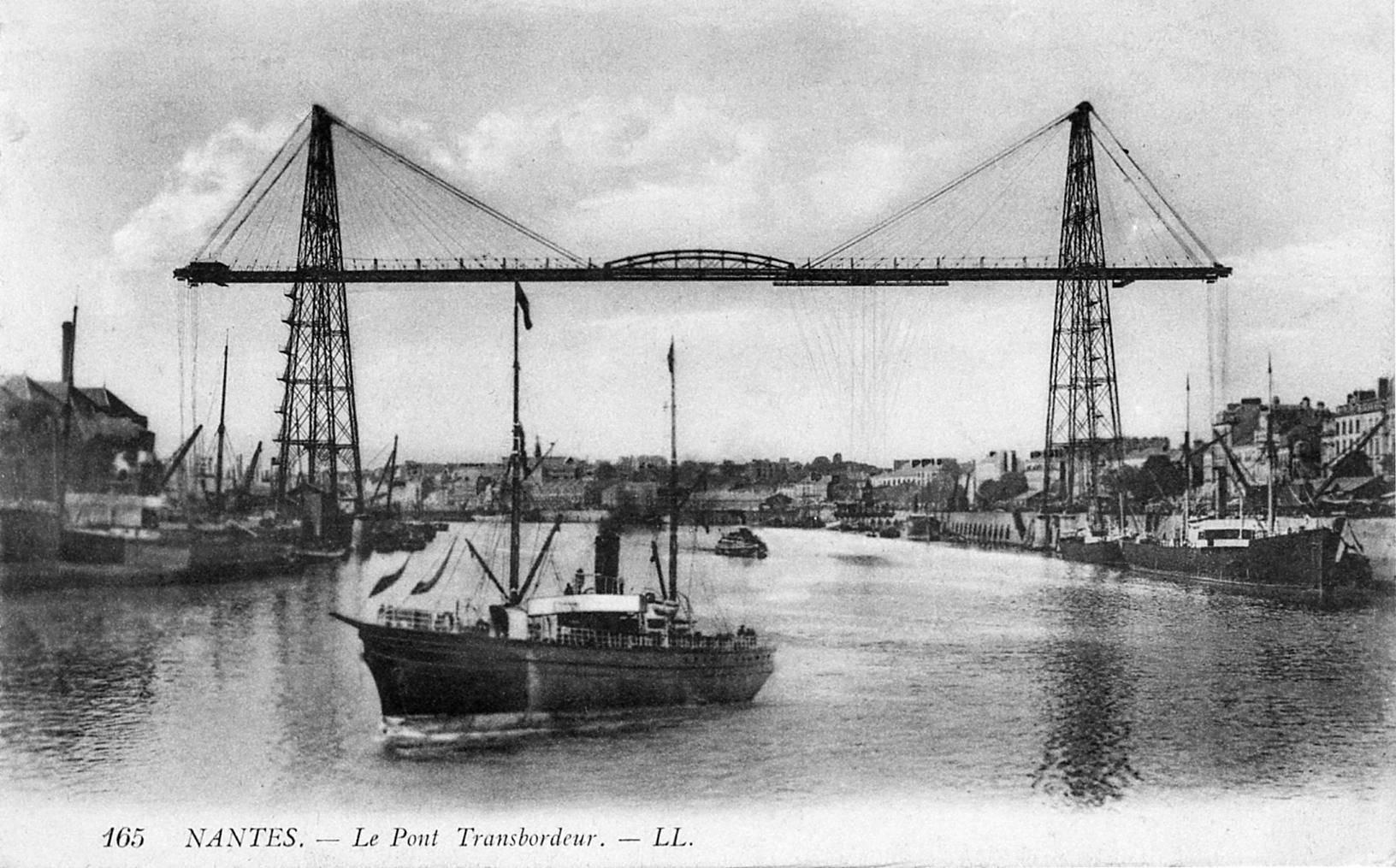
Le pont transbordeur, vers 1914.
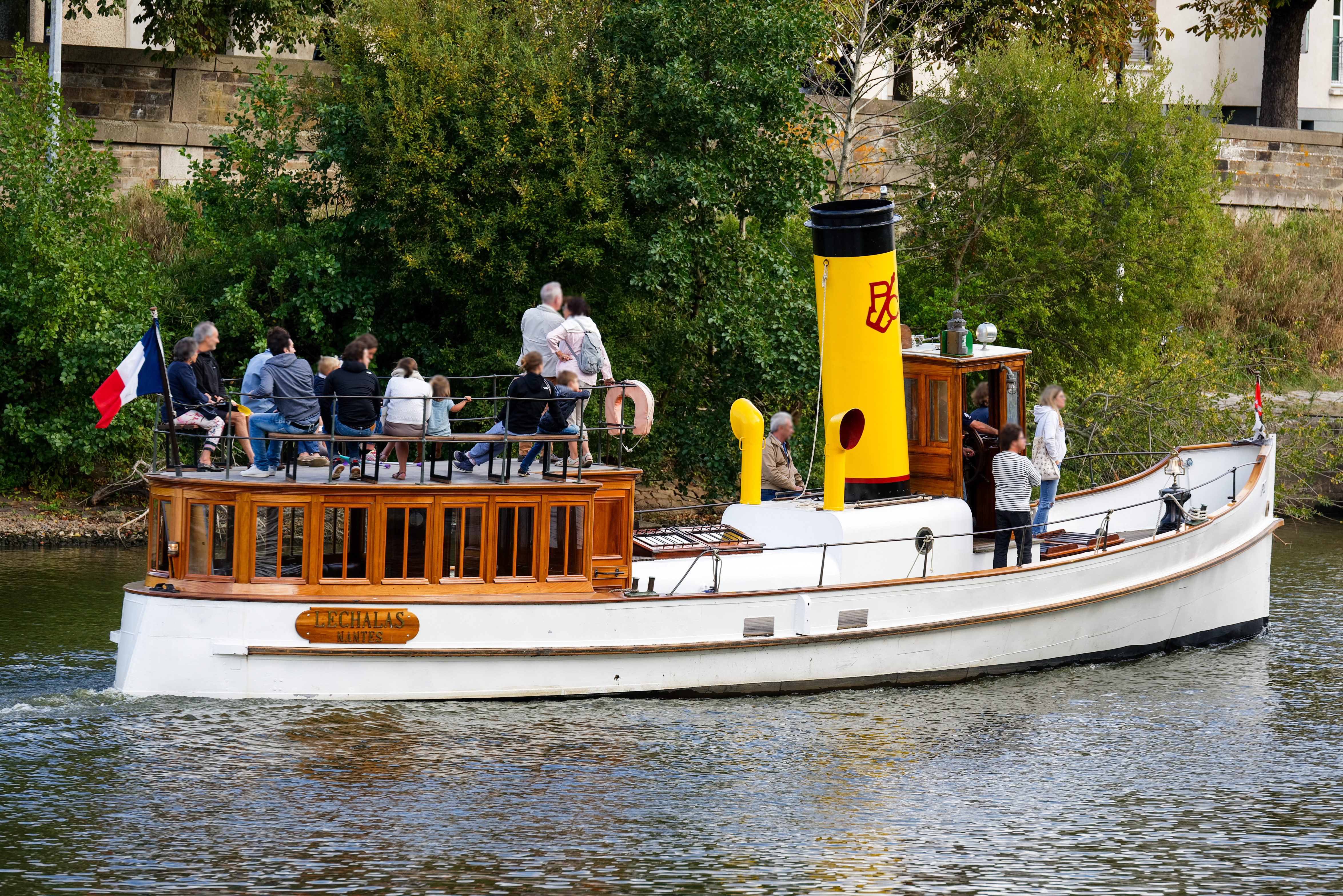
Vedette Lechalas.
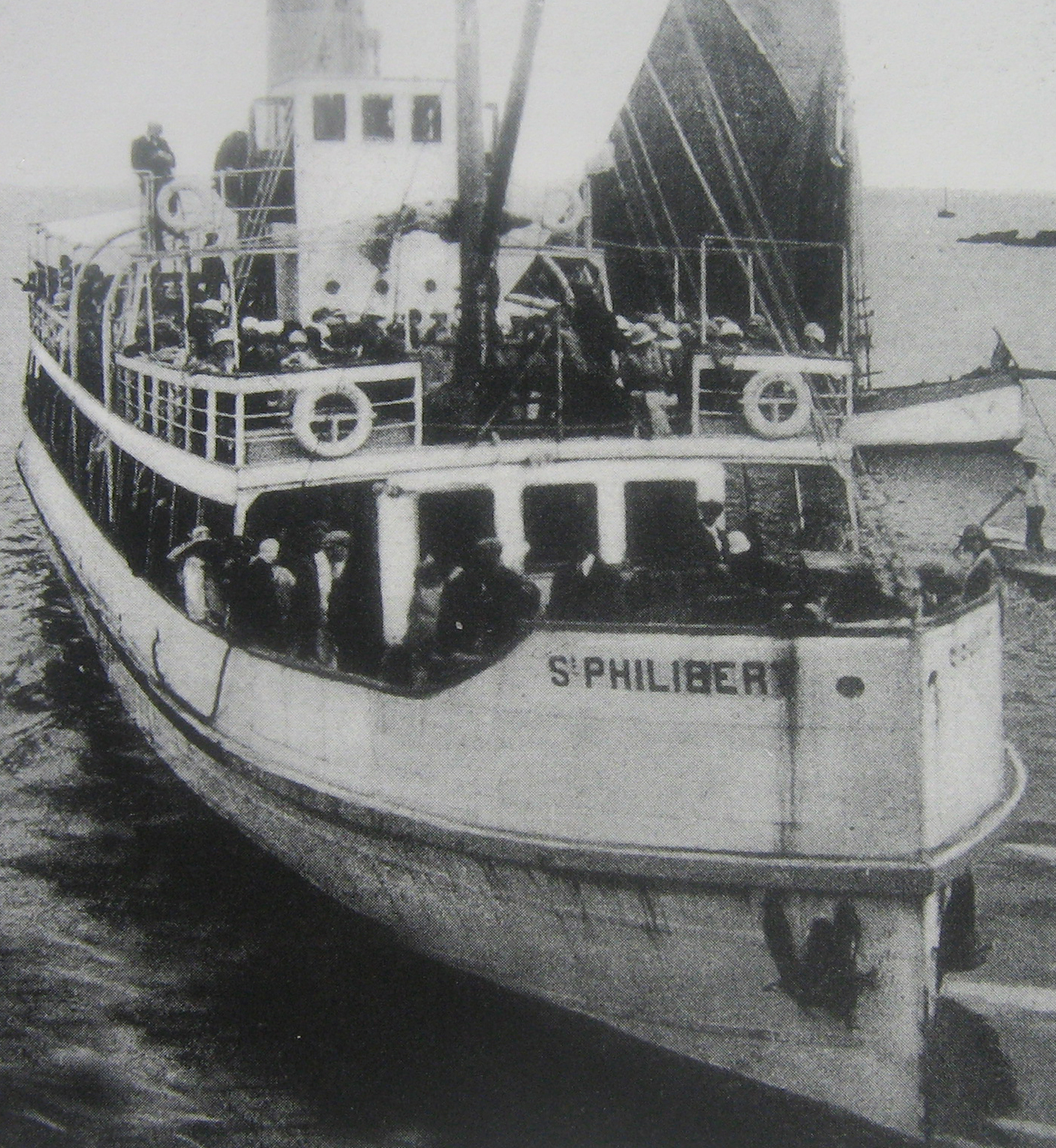
Navire à passagers Saint-Philibert en 1931.

#### Sous l'Occupation
Pendant la Seconde Guerre mondiale, l'occupant allemand interdit strictement l'accès des zones portuaires aux civils. Seuls les personnels munis d'un laissez-passer délivré par la Hafenkommandantur sont autorisés. Après les destructions à Saint-Nazaire, le port de Nantes prend une importance accrue pour la Kriegsmarine. A ce titre, il reçoit la visite du Großadmiral Karl Dönitz le 25 août 1943. Mais cela en fait également une cible pour les Alliés. C'est ainsi qu'il subit quelques semaines plus tard les bombardements des 16 et 23 septembre 1943, visant principalement le quai de la Fosse. En raison de l'imprécision des largages, il est toutefois relativement épargné, les bombes causant en revanche d'importants dégâts et 1463 victimes civiles en centre-ville. Le port subira quelques mois plus tard le saccage de ses infrastructures les 9, 10 et 11 août 1944 par les Allemands eux-mêmes. En effet, avant de quitter la ville le 12 août 1944 et d'opérer leur repli vers la poche de Saint-Nazaire, ils détruisent la majorité des infrastructures portuaires nantaises ayant échappé aux bombardements de septembre 1943 : 3 km de quais sont minés, 60 grues et 80 % des hangars sont mis hors d'usage, les chantiers navals et tous les ponts sont détruits, des navires sont sabordés pour obstruer la Loire.

#### Après la Libération
Après-guerre, la loi Marthe Richard du 13 avril 1946 abolit le régime de la prostitution réglementée en France, entraînant l'interdiction et la fermeture des treize maisons closes encore en activité à Nantes dans la rue d'Ancin, la rue des Marins et la rue des Trois Matelots, à l'arrière du quai de la Fosse. En 1964, un premier poste à quai de 146 mètres de longueur est construit à Cheviré et mis en service en juin 1966, face au terminal de Roche-Maurice, sur l'emprise d'anciennes îles rattachées à la  rive gauche (île Cheviré, île Pointière) de la Loire sur la commune de Nantes et quelques espaces fonciers situés sur les communes limitrophes de Bouguenais et de Rezé. Le terminal devient la première place de négoce du bois en France.
Les équipements de manutention portuaire sont gérés par la chambre de commerce et d'industrie de Nantes et les aménagements sont sous la responsabilité de l'administration des Ponts et chaussées jusqu'au 1er avril 1966, date à laquelle le port de Nantes et le port de Saint-Nazaire fusionnent en une entité unique, un établissement public de l'Etat dénommé « Port autonome de Nantes-Saint-Nazaire », intégrant les terminaux de Donges (créés à partir de 1917) et ceux de Montoir-de-Bretagne (créés à partir de 1971).

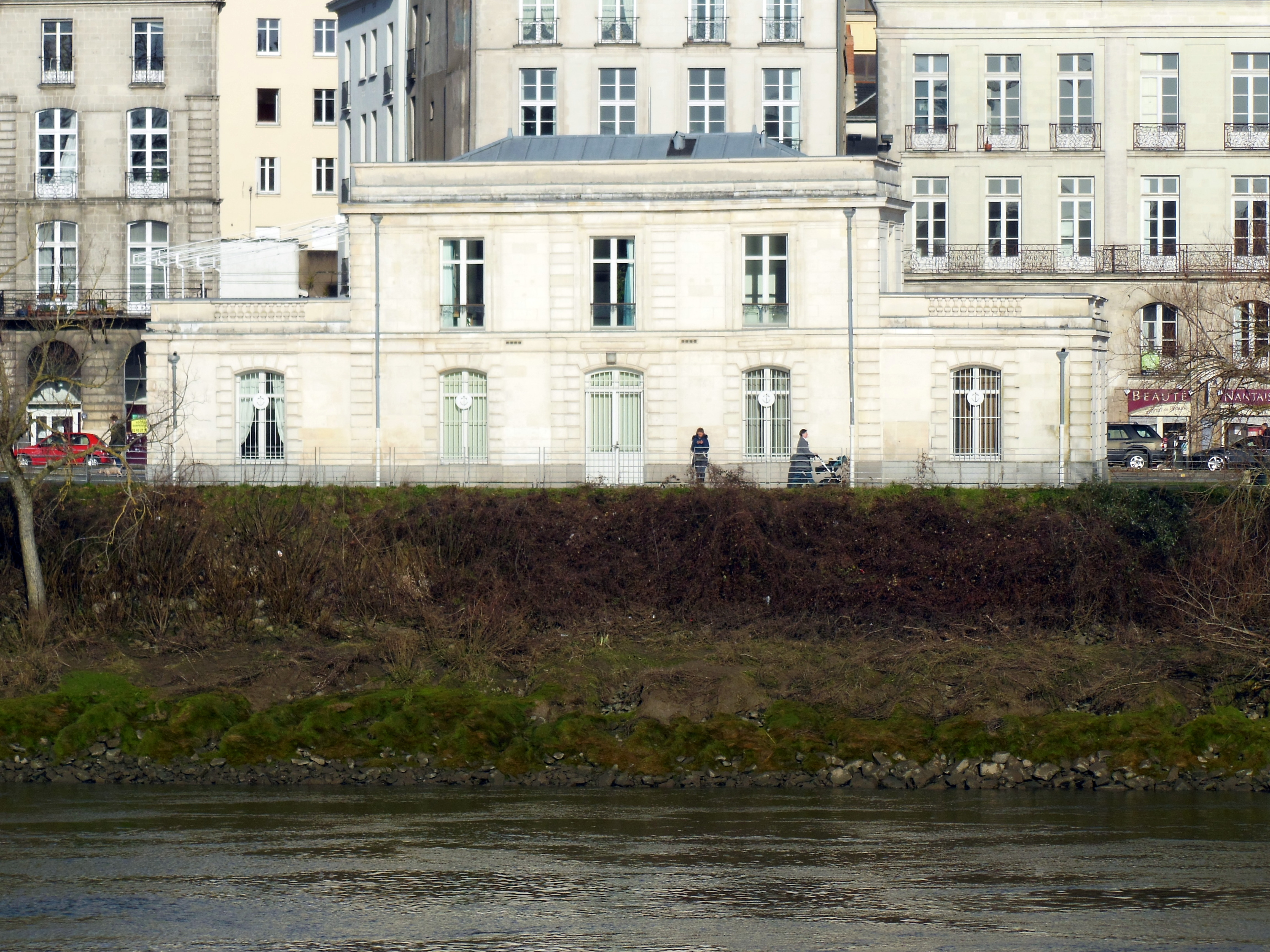
Bureau du Port, capitainerie du port de Nantes de 1883 à 1980, située à l'extrémité amont du quai de la Fosse.

En 1983, les capitaineries de Nantes et de Saint-Nazaire sont réorganisées en un service unique ayant compétence sur l'ensemble de l'estuaire, .
La montée en puissance des sites de Cheviré et de Roche-Maurice entraîne l'arrêt progressif de l'exploitation du quai des Antilles et du quai de la Fosse à la fin des années 1980.
Deux incidents interviennent à quatre ans d'écart sur les sites portuaires :
- un l'incendie se déclare le 29 octobre 1987 dans un entrepôt d'engrais de la société Loiret & Haëntjens à Roche-Maurice, entraînant la formation d'un nuage toxique et l'évacuation de populations riveraines pendant quelques heures ;
- le 7 octobre 1991, une explosion suivie d’un incendie ravage le dépôt du Groupement pétrolier nantais, filiale de la société Petrofina. Les secours parviennent à maîtriser rapidement l'incendie et évitent sa propagation.

### XXIesiècle
Le quai Wilson ferme à son tour en 2005, ses grues sont transférées sur les sites de Cheviré et de Roche-Maurice, qui accueillent également les trafics associés. Cette même année 2005, le service de navettes fluviales Navibus, héritier des Roquio, est inauguré. Opérant dans les eaux de la circonscription du Grand port maritime, il assure des liaisons entre divers sites portuaires.
Le Port autonome de Nantes Saint-Nazaire devient Grand port maritime de Nantes-Saint-Nazaire le 9 octobre 2008.

## Dans les arts

### Peinture

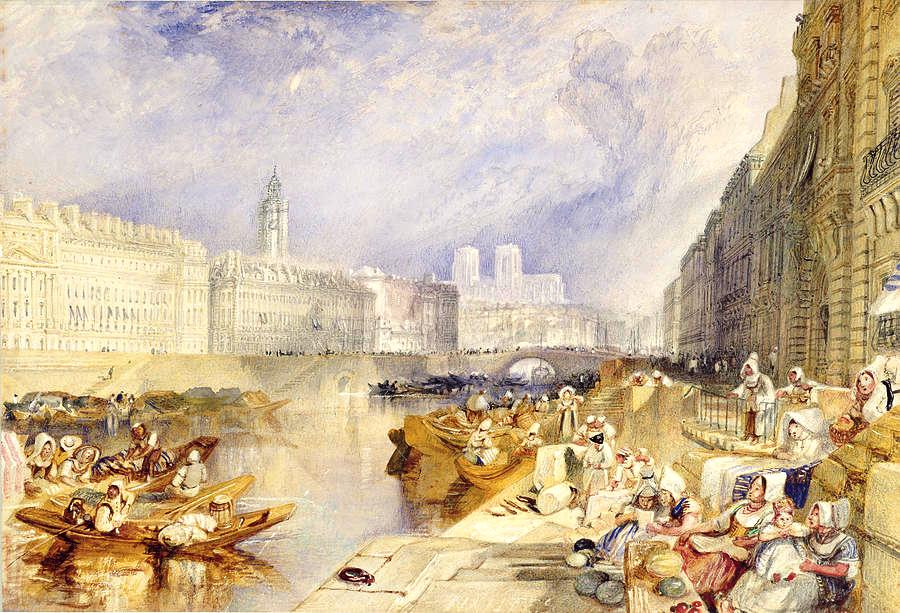
« Nantes from the Ile Feydeau », aquarelle réalisée en 1829-30 par William Turner, musée du château des ducs de Bretagne.
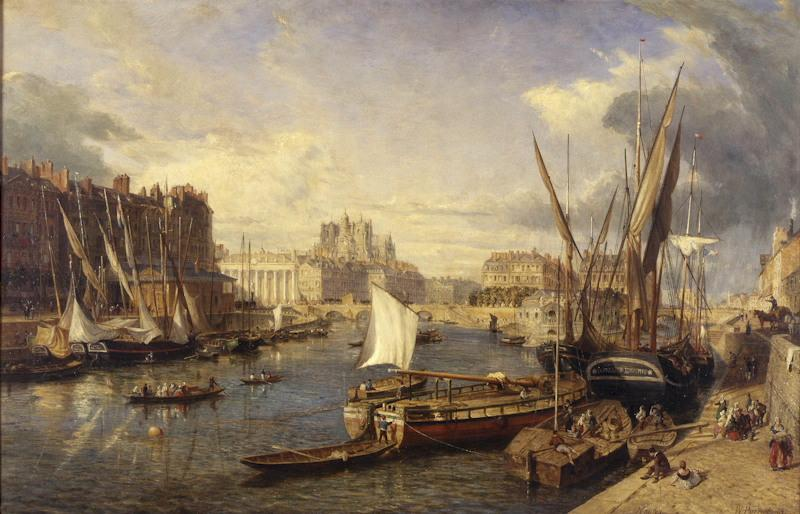
« Nantes, vue des quais de la Loire », peinture à l'huile réalisée en 1864 par William Parrott (musée Dobrée).
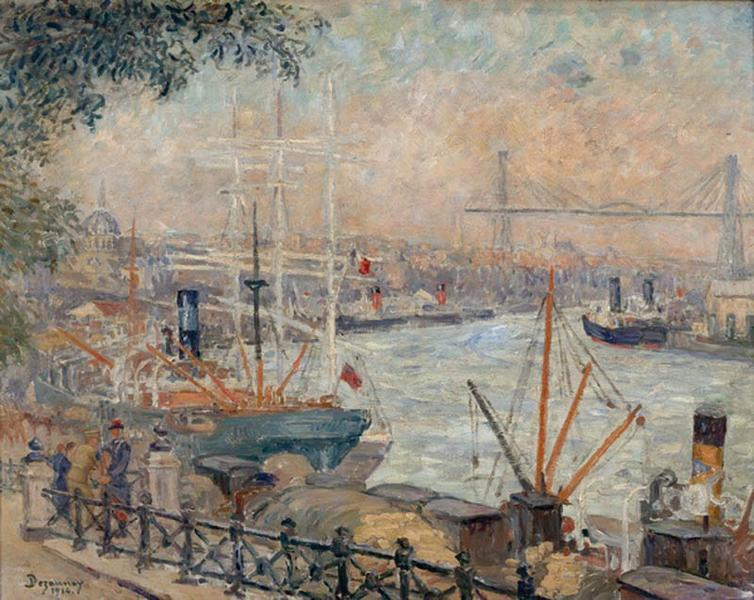
« Le port de Nantes », peinture à l'huile réalisée en 1914 par Émile Dezaunay, musée du château des ducs de Bretagne.

Le peintre Edmond Bertreux (1911-1991) a passé toute son enfance à Trentemoult. C'est lui qui, sans nul doute, a fixé le plus de roquios sur ses toiles du port de Nantes. De Trentemoult, voici ce qu'il disait avec nostalgie :
« Les roquios, ces bateaux métalliques, se distinguaient par une coque peinte en gris et la ligne de flottaison en rouge ; l'étrave était effilée et l'arrière arrondi. Certains se démarquaient par une cabine blanche placée devant la cheminée, assurant au pilote un heureux confort. Au centre, une chaudière peinte en noir surmontée d'une cheminée jaune pâle à l'extrémité noire... Les roquios étaient très appréciés des Trentemousins et des Nantais, ils assuraient un service régulier. Le dimanche, ils facilitaient les promenades à Trentemoult en y débarquant une foule venue de la ville. L'été, les quais accueillaient beaucoup de monde, les restaurants alléchaient les dégustateurs de beurre blanc ou de fritures... je me souviens des traversées et des petits voyages à travers le port de Nantes. Grâce à eux, j'ai exploré la Loire des centaines de fois, toujours avide de découvrir les merveilleux spectacles des cargos en mouvements incessants. »

### Cinéma
- Le port de Nantes (terminaux de Roche-Maurice et du quai de la Fosse) apparaît dans des scènes du film Lola de Jacques Demy, tourné entre juin et juillet 1960.
- Le film La Reine blanche (1991) comporte une scène de manutention portuaire (dockers portant des sacs sur leur dos, roulant des tonneaux) et grues en action, tournée sur le quai Marquis-d'Aiguillon.

### Fresque murale

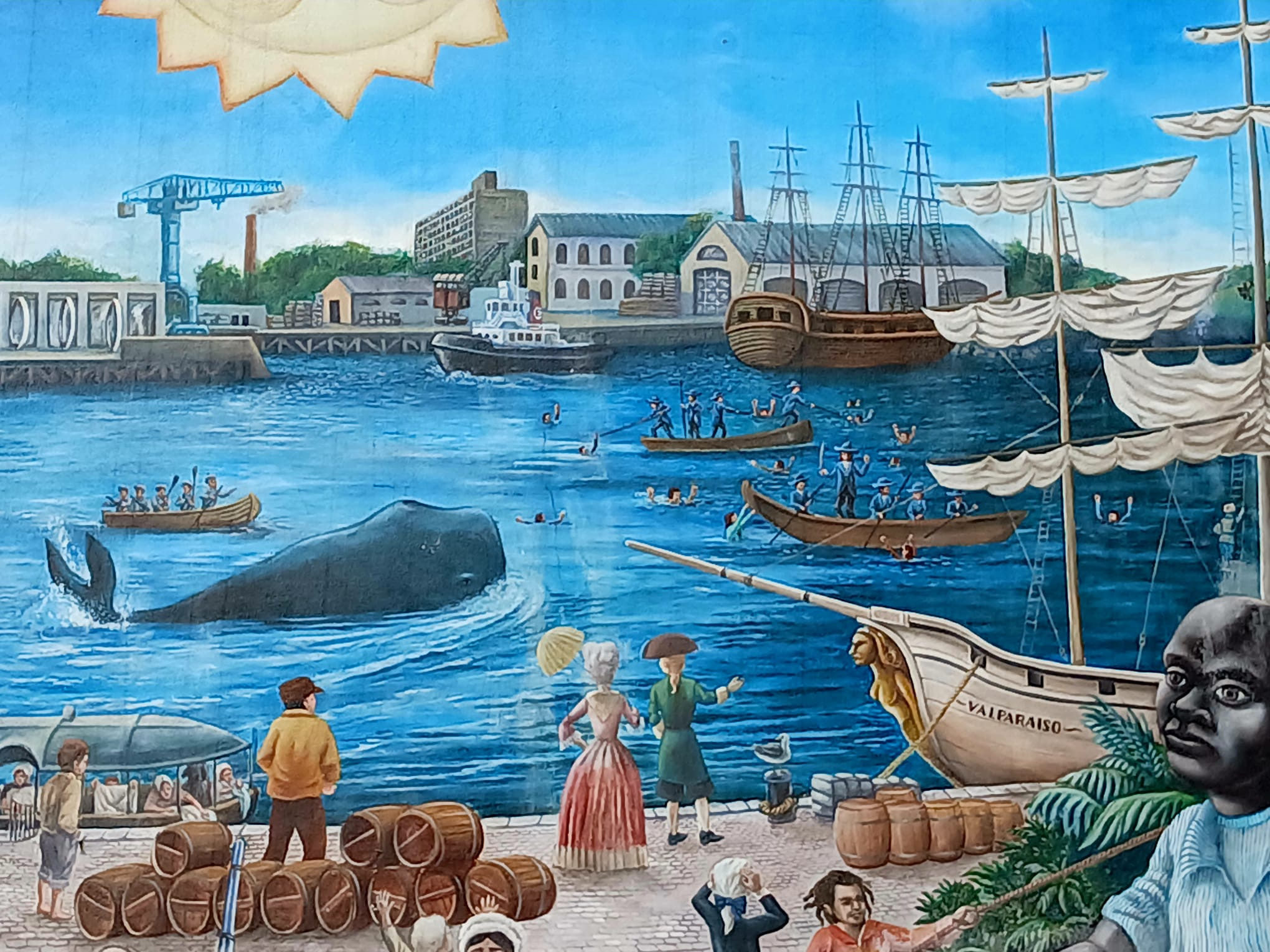
Le port représenté sur Le Mur tombé du ciel.